# Армія оборони Ізраїлю
А́рмія оборо́ни Ізра́їлю (АОІ; івр. צבא ההגנה לישראל Цва га-Гаґана ле-Ісраельⓘ), також позначається івритомовною абревіатурою ЦаГаЛь (צה״ל) — це збройні сили Держави Ізраїль. Вони складаються з трьох родів військ: Сухопутні війська Ізраїлю, Повітряні сили Ізраїлю та Військово-морські сили Ізраїлю. Це єдине військове крило ізраїльського апарату безпеки. АОІ очолює Начальник Генерального штабу, який підпорядковується Міністру оборони Ізраїлю.
За наказом Давида Бен-Ґуріона ЦАГАЛЬ був сформований 26 травня 1948 року і почав діяти як призовна армія, набравши перших рекрутів з уже існуючих воєнізованих формувань з Ішува — Гаґана, Ірґун і Лехі. З моменту свого створення невдовзі після проголошення Незалежності Ізраїлю, АОІ брали участь у всіх збройних конфліктах в яких був присутній Ізраїль. Хоча й спочатку вони діяли на трьох основних фронтах — проти Лівану і Сирії на півночі, проти Йорданії та Іраку на сході і проти Єгипту на півдні, після підписання мирного договору між Єгиптом і Ізраїлем 1979 року і мирного договору між Ізраїлем і Йорданією 1994 року АОІ переключила свою увагу на південний Ліван і Палестинські території. Однак, починаючи з 2011 року, через регіональну нестабільність, спричинену триваючою багатосторонньою громадянською війною в Сирії, на ізраїльсько-сирійському кордоні часто трапляються значні інциденти.
З 1967 року АОІ підтримує тісні відносини зі Сполученими Штатами у сфері безпеки, в тому числі у сфері науково-дослідницької співпраці, зокрема, у розробці винищувача F-15I, тактичного високоенергетичного лазера і системи протиракетної оборони Arrow. Вважається, що АОІ зберігає оперативний потенціал ядерної зброї з 1967 року, можливо, маючи від 80 до 400 ядерних боєголовок.

## Етимологія
Уряд Ізраїлю затвердив назву «Армія оборони Ізраїлю» (іврит: צְבָא הַהֲגָנָה לְיִשְׂרָאֵל), Цва га-Гаґана ле-Ісраель, буквально «армія оборони Ізраїлю», 26 травня 1948 року. Іншим головним претендентом була назва Цва-Ісраель (іврит: צְבָא יִשְׂרָאֵל). Назву було обрано, оскільки вона передавала ідею про те, що роль армії полягає в обороні, а також тому, що вона включала в себе назву Гаґана, додержавної оборонної організації, на якій базувалася нова армія. Серед основних опонентів назви були міністр Хаїм Моше Шапіра та партія «Хацохар», разом на користь Цва-Ісраель.

## Історія

Генерал-майор Аріель Шарон (ліворуч) під час битви за Абу-Агейлу, червень 1967 року

Армія оборони Ізраїлю бере свій початок від єврейських напіввійськових організацій в Новому Ішуві, починаючи з Другої Алії (1904—1914). Першою такою організацією була Бар-Гіора, заснована у вересні 1907 року. У квітні 1907 вона була перетворена на Ґа-Шомер, яка діяла до 1920 року під Британським мандатом Палестини. Ґа-Шомер була елітарною організацією з вузькою сферою діяльності, вона була створена головним чином для захисту від злочинних угруповань, які намагалися вкрасти майно. Сіонський корпус погоничів і Єврейський легіон, що входили до складу Британської армії часів Першої світової війни, надалі поповнили Ішув військовим досвідом і людськими ресурсами, сформувавши основу для наступних напіввійськових формувань. Після палестинських заворушень 1920 року проти євреїв у квітні 1920 року керівництво Ішува усвідомило необхідність створення загальнонаціональної підпільної оборонної організації, і в червні того ж року була заснована Гаґана. Гаґана стала повноцінною оборонною силою після Арабського повстання 1936—1939 років у Палестині з організованою структурою, що складалася з трьох основних підрозділів — Польового корпусу, Гвардійського корпусу та Пальмаху. Під час Другої світової війни Ішув брали участь у Британських військових діях, що завершилися формуванням Єврейської бригади. Згодом вони склали основу Армії оборони Ізраїлю, забезпечивши її первинними кадрами та доктриною.
Після проголошення Незалежності Ізраїлю Прем'єр-міністр і Міністр оборони Давид Бен-Ґуріон 26 травня 1948 року видав наказ про створення Армії оборони Ізраїлю. Хоча Бен-Гуріон не мав законних повноважень видавати такий наказ, 31 травня він був узаконений Урядом. Цим же наказом передбачалося розформування всіх інших єврейських збройних сил. Дві інші єврейські підпільні організації, Ірґун і Лехі, погодилися приєднатися до АОІ, якщо вони зможуть сформувати незалежні підрозділи, і домовилися не здійснювати самостійних закупівель зброї. Це стало передумовою Справи Альталени — протистояння навколо зброї, придбаної Ірґуном, що призвело до протистояння між членами Ірґуна та новоствореної АОІ. Справа закінчилася, коли «Алталена», корабель, що перевозив зброю, був обстріляний Армією оборони Ізраїлю. Після цього інциденту всі незалежні підрозділи Ірґуна і Лехі були або розпущені, або влилися до складу АОІ. Пальмах, провідний компонент Гаґани, також приєднались до АОІ з провізією, і Бен-Ґуріон відповів на це розформуванням його штабу в 1949 році, після чого багато старших офіцерів Пальмаху пішли у відставку, зокрема, його перший командир Іцхак Саде.
Нова армія організувалася, коли громадянська війна 1947-48 років у підмандатній Палестині переросла в Арабо-Ізраїльську війну 1948 року, коли сусідні арабські держави напали на неї. Було сформовано дванадцять піхотних і бронетанкових бригад: «Голані», «Кармелі», «Александроні», «Кірьяті», «Ґіваті», Еціоні, 7-ма і 8-ма бронетанкові бригади, Одед, Харель, Іфтах і Негев. Після війни деякі з бригад були перетворені на резервні частини, а інші розформовані. З корпусів і служб в Хагані були створені управління і корпуси, і ця базова структура в ЦАХАЛі існує і сьогодні.
Одразу після війни 1948 року Ізраїльсько-палестинський конфлікт перетворився на конфлікт низької інтенсивності між АОІ та Палестинськими федаїнами. Під час Суецької кризи 1956 року, першої серйозної перевірки сили АОІ після 1949 року, нова армія захопила Синайський півострів у Єгипту, який згодом був повернутий. У Шестиденній війні 1967 року Ізраїль відвоював Синайський півострів, сектор Газа, Західний берег річки Йордан (включно зі Східним Єрусалимом) і Голанські висоти у сусідніх арабських держав, змінивши баланс сил у регіоні, а також роль Армії оборони Ізраїлю. У наступні роки, що передували війні Судного дня, АОІ брали участь у Війні на виснаження проти Єгипту на Синаї та у прикордонній війні проти Організації визволення Палестини (ОВП) в Йорданії, кульмінацією якої стала битва біля Караме.
Несподіванка війни Судного дня та її наслідки повністю змінили процедури та підхід Армії оборони Ізраїлю до ведення війни. Були проведені організаційні зміни і більше часу приділялося підготовці до ведення конвенційної війни. Однак у наступні роки роль армії знову поступово змістилася в бік конфліктів низької інтенсивності, міських війн і боротьби з тероризмом. Прикладом останнього була успішна операція командос «Ентеббе» 1976 року зі звільнення викрадених авіапасажирів, яких утримували в полоні в Уганді. У цю епоху АОІ також провели успішну бомбардувальну місію в Іраку з метою знищення його ядерного реактора. Армія брала участь у громадянській війні в Лівані, ініціювавши операцію «Літані», а згодом у Ліванській війні 1982 року, де АОІ витіснили палестинські партизанські організації з Лівану. Протягом двадцяти п'яти років АОІ утримували зону безпеки в Південному Лівані разом зі своїми союзниками — Армією Південного Лівану. Відтоді палестинська войовничість була в центрі уваги АОІ, особливо під час Першої та Другої інтифад, операції «Оборонний щит», війни в секторі Гази, операції «Хмарний стовп», операції «Непорушна скеля» та операції «Страж Стін», що змусило Армію оборони Ізраїлю змінити багато з їхніх цінностей і опублікувати Дух АОІ. Зростаючу загрозу становить також Ліванська Шиїтська організація Хезболла, проти якої АОІ вели асиметричний конфлікт між 1982 і 2000 роками, а також повномасштабну війну в 2006 році.

## Визначні операції
27 вересня 2024 року авіаударом по Бейруту було ліквідовано лідера "Хезболли" Хасана Насралла разом із командувачем південного фронту Алі Каркі та іншими командирами угруповування.

## Організація
Усі роди військ Армії оборони Ізраїлю підпорядковуються єдиному Генеральному штабу. Начальник Генерального штабу — єдиний діючий офіцер, який має звання генерал-лейтенанта (Рав Алуф). Він підпорядковується безпосередньо Міністру оборони і опосередковано — Прем'єр-міністру Ізраїлю та Уряду. Начальники штабів формально призначаються Урядом за рекомендацією Міністра оборони на три роки, але Уряд може проголосувати за продовження їхньої служби до чотирьох (а в рідкісних випадках навіть до п'яти) років. Нинішнім начальником Генштабу є Герці Га-Леві.

### Структура
До складу АОІ входять наступні органи (жирним шрифтом виділені ті, керівники яких є членами Генерального штабу):
| Генеральний штаб - Управління з розбудови багатопрофільних сил - Управління стратегії та третього кола - Оперативне управління - Прес-секретаріат АОІ - Центр міждисциплінарних військових досліджень «Дадо» - Управління технлогії та логістики - Корпус логістики - Корпус технлогій та технічного обслуговування - Медичний корпус - Управління воєнної розвідки - Корпус розвідки - Військова цензура - Управління людських ресурсів - Корпус військової поліції - Освітньо-молодіжний корпус - Корпус ад'ютантів - Загальний корпус - Управління ІКТ та оборони ІБ - Корпус зв'язку та телеобробки - Глибинний штаб | Сухопутна армія - Піхотний корпус - Бронетанковий корпус - Артилерійський корпус - Бойовий інженерний корпус - Корпус охорони кордону - Корпус збору бойових розвідувальних даних Повітряно-космічна армія - Повітряні сили - Командування протиповітряної оборони Морська армія - Військово-морські сили | - Командування «Північ» відповідає за Голанські висоти, Галілею, та кордони з Сирією та Ліваном. - Командування «Центр» відповідає за Єрусалим, Юдейську рівнину, Юдею та Самарію та кордон з Йорданією (на північ від Мертвого моря). - Командування «Південь» відповідає за Негев, Ейлат, кордони з Йорданією (на південь від Мертвого моря), Єгиптом та Сектором Газа. - Командування тилу відповідає за оборони тилу та цивільного населення. - Військовий рабинат - Радниця з гендерних питань - Військовий трибунал - Військово-польовий трибунал - Штаб Головного військового прокурора |

## Служба

### Варіанти військової служби в Армії оборони Ізраїлю

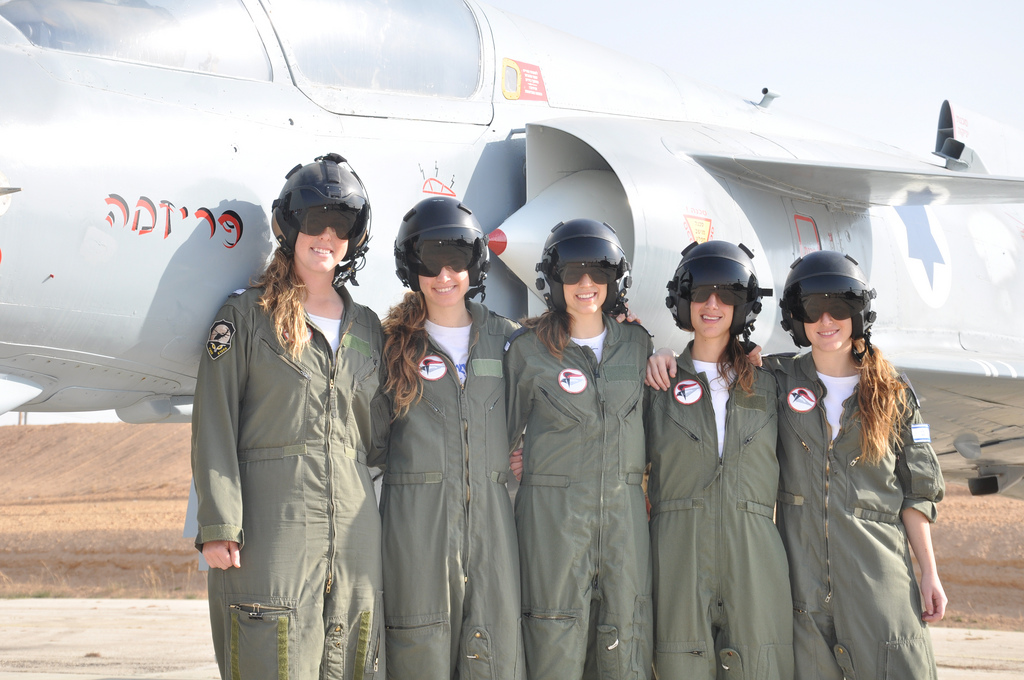
163-й випуск льотних курсів ПСІ (2011)

Військова служба проходить за трьома різними напрямками:
- Регулярна служба (שירות חובה): обов'язкова військова служба, яка проводиться відповідно до закону про службу безпеки Ізраїлю.
- Постійна служба (שירות קבע): військова служба, яка проходить в рамках контрактної угоди між АОІ та постійним співробітником.
- Резервна служба (שירות מילואים): військова служба, на яку громадяни призиваються не більше ніж на місяць щороку (відповідно до Закону про службу в резерві), для проведення навчань, поточних військових заходів і особливо з метою збільшення Армії оброни на випадок війни.

Іноді АОІ також проводили допризовні курси (קורס קדם צבאי або קד "צ) для майбутніх солдатів строкової служби.

### Варіанти спеціальної служби в Армії оборони Ізраїлю

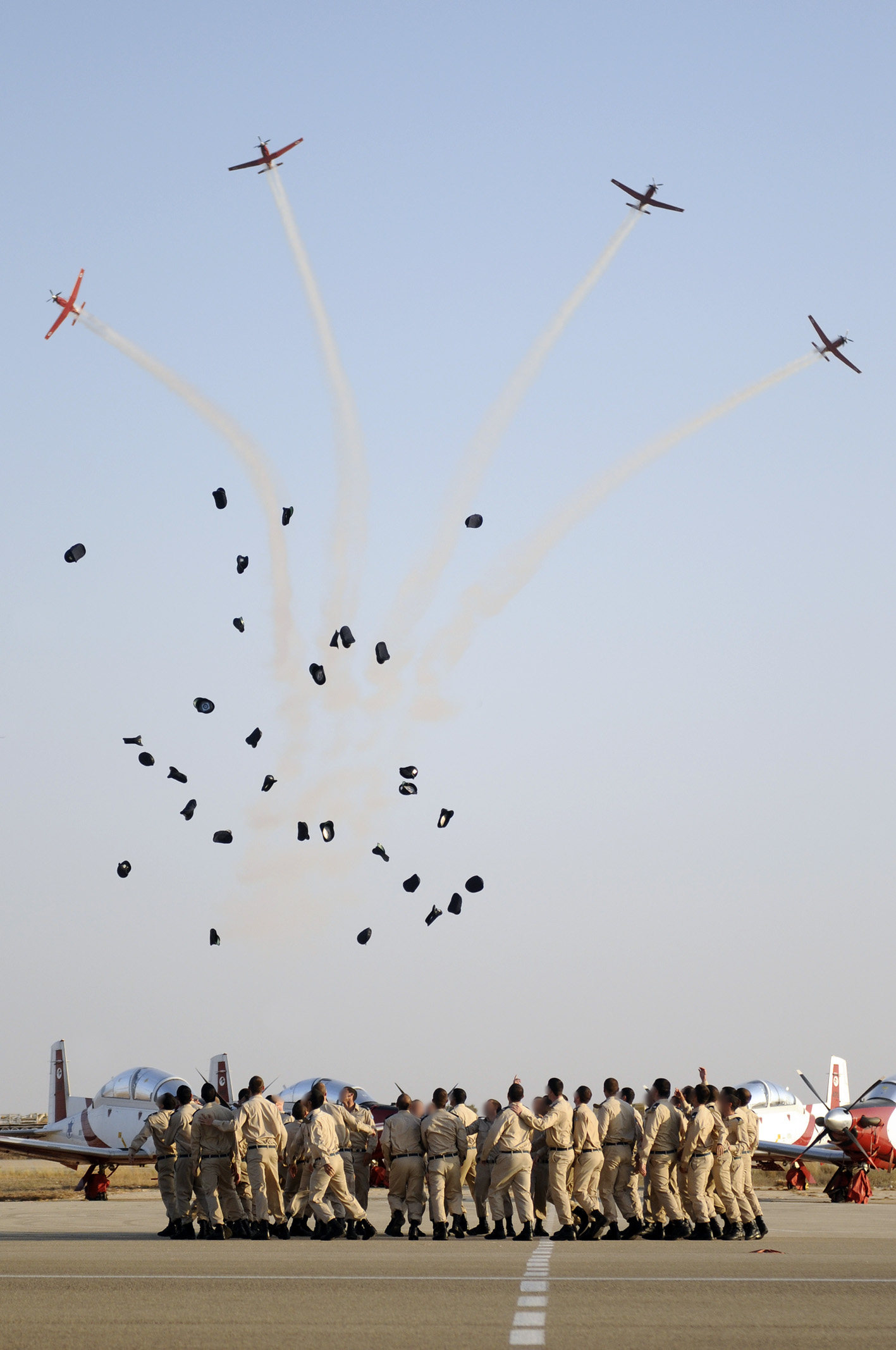
Випускники льотної академії ПСІ отримують звання офіцерів повітряних сил

- Шохер (שוחר), це особа, яка навчається на допризовній підготовці (середня школа, технічний коледж до ступеня інженера, деякі курси קד "ץ) — після закінчення дванадцятого навчального року проходить двомісячний буткемп і, якщо буде допущено, вступить на програму навчання для отримання кваліфікації практичного інженера, з щонайменше двотижневим навчанням після кожного навчального року. Успішні кандидати продовжать навчання для отримання ступеня бакалавра інженерії. Шохер буде зарахований на регулярну службу, якщо він кинув навчальний заклад до завершення річного навчання або на будь-якому завершальному етапі навчання (після закінчення середньої школи, після річної освіти або після отримання ступеня бакалавра). Іншим прикладом шохера є програміст, який навчається на курсі програмування в Школі комп'ютерних професій (івр. בית הספר למקצועות המחשב, абрев. Басмач івр. בסמ"ח). Зазвичай курс триває близько шести місяців, і по його завершенню шохери отримують значок програміста. Шохер матиме можливість служити в науково-дослідних підрозділах, не маючи інженерної освіти, якщо офіцер визнає його гідним і зарекомендує його до науково-дослідних підрозділів. Науково-дослідні підрозділи мають можливість видавати сертифікати івр. על תקן מהנדס для декількох обраних осіб, щоб дозволити людям працювати на рятувальному або льотному обладнанні без наявності ліцензії інженера (сертифікат не дійсний для медичного науково-дослідного обладнання). Сертифікат видається вищим командуванням у дослідницькій галузі (наприклад, у Повітряних силах — начальником групи обладнання).
- Цивільний, що працює на АОІ (івр. אזרח עובד צה"ל), цивільна особа, що працює на військових.

Управління людських ресурсів (івр. אגף משאבי אנוש) при Генеральному штабі Армії оборони Ізраїлю є органом, який координує та об'єднує діяльність, пов'язану з контролем за людськими ресурсами та їх розміщенням.

#### Регулярна служба

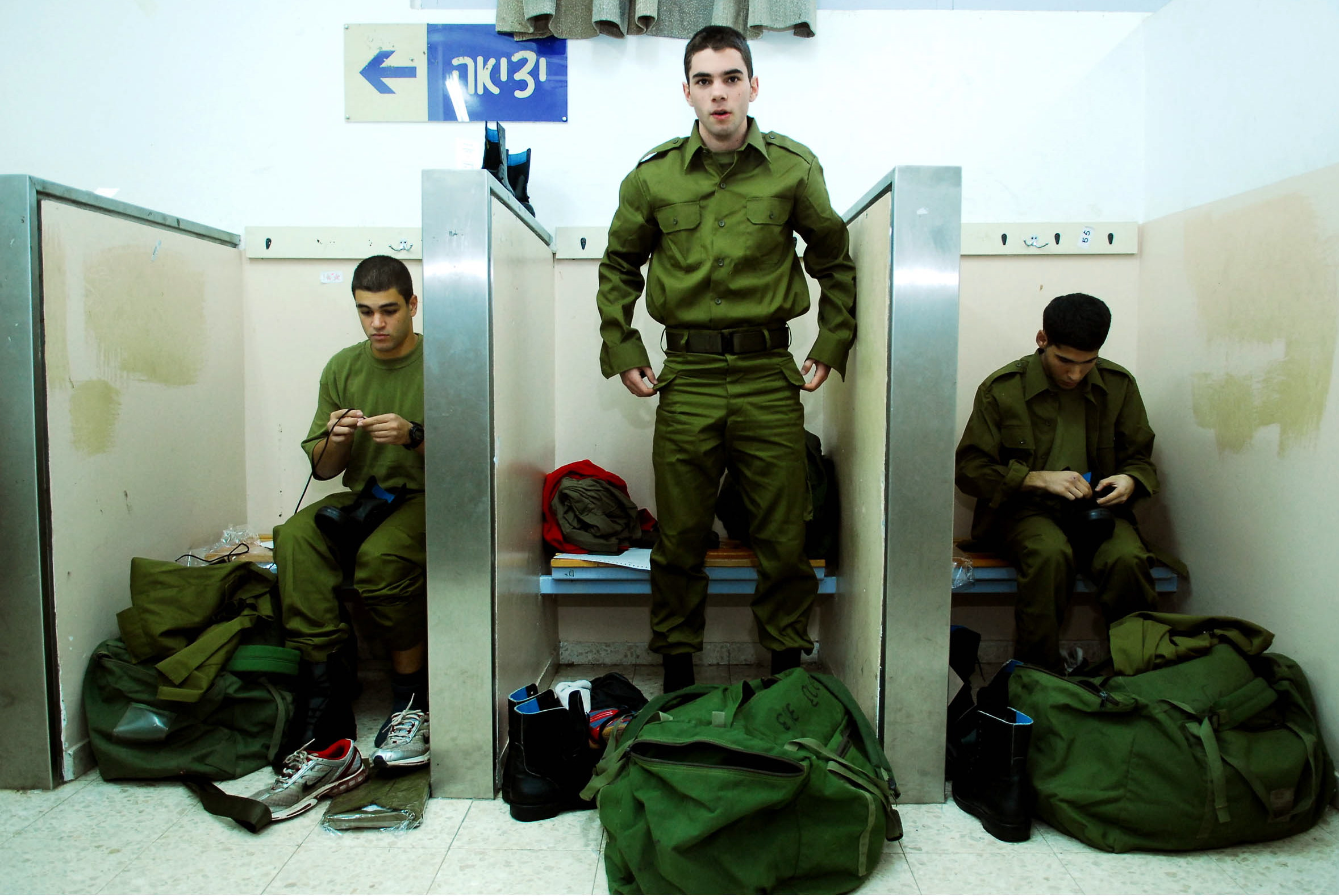
Рекрути АОІ вперше приміряють форму

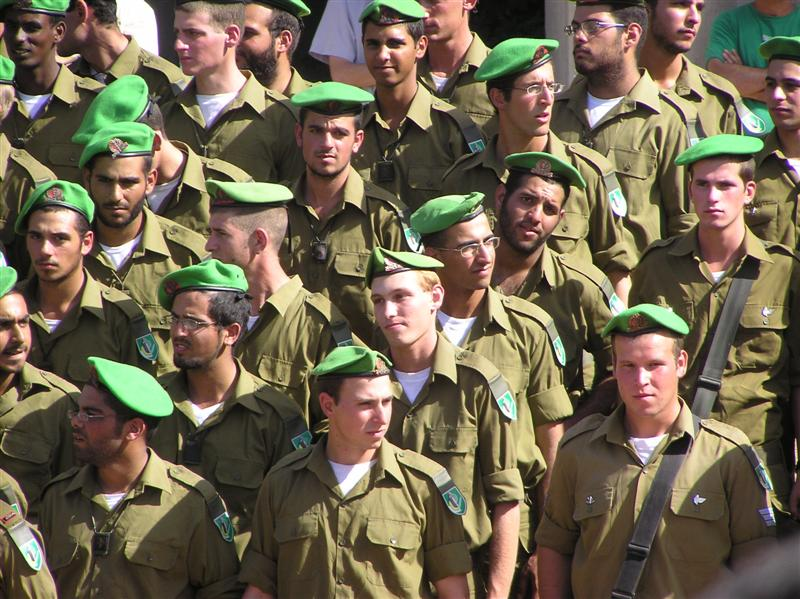
Солдати бригади «Нахаль» АОІ на строковій службі

Національна військова служба є обов'язковою для всіх громадян Ізраїлю віком від 18 років, хоча Арабські (але не Друзькі) громадяни звільняються від неї, якщо вони того бажають, а також можуть бути зроблені інші винятки з релігійних, фізичних або психологічних причин. Закон Таля, який звільняє ультраортодоксальних євреїв від служби, був предметом кількох судових справ, а також значних законодавчих суперечок.
До призову в липні 2015 року чоловіки служили в АОІ три роки. Чоловіки, призвані з липня 2015 року, служать два роки і вісім місяців (32 місяці), причому деякі посади вимагають додаткових чотирьох місяців Постійної служби. Жінки служать два роки. Жінки, які служать в АОІ добровольцями на кількох бойових посадах, часто служать три роки через триваліший період підготовки. Жінки на інших посадах, таких як програмісти, які також потребують тривалого навчання, також можуть служити три роки.
Багато чоловіків-релігійних сіоністів (і багато сучасних ортодоксів, які здійснюють Алію) обирають Гесдер — п'ятирічну програму, розроблену рабином Єгудою Аміталом, яка поєднує вивчення Тори та військову службу.
Деяких видатних рекрутів відбирають для навчання, щоб згодом вони стали членами підрозділів спеціального призначення. У кожній бригаді АОІ є свій підрозділ спеціального призначення.
Кадрові солдати отримують у середньому 23 000 шекелів на місяць, що в п'ятдесят разів більше, ніж 460 шекелів, які платять призовникам.
У 1998—2000 роках лише близько 9 % тих, хто відмовився служити в ізраїльській армії, отримали виключення.

#### Постійна служба

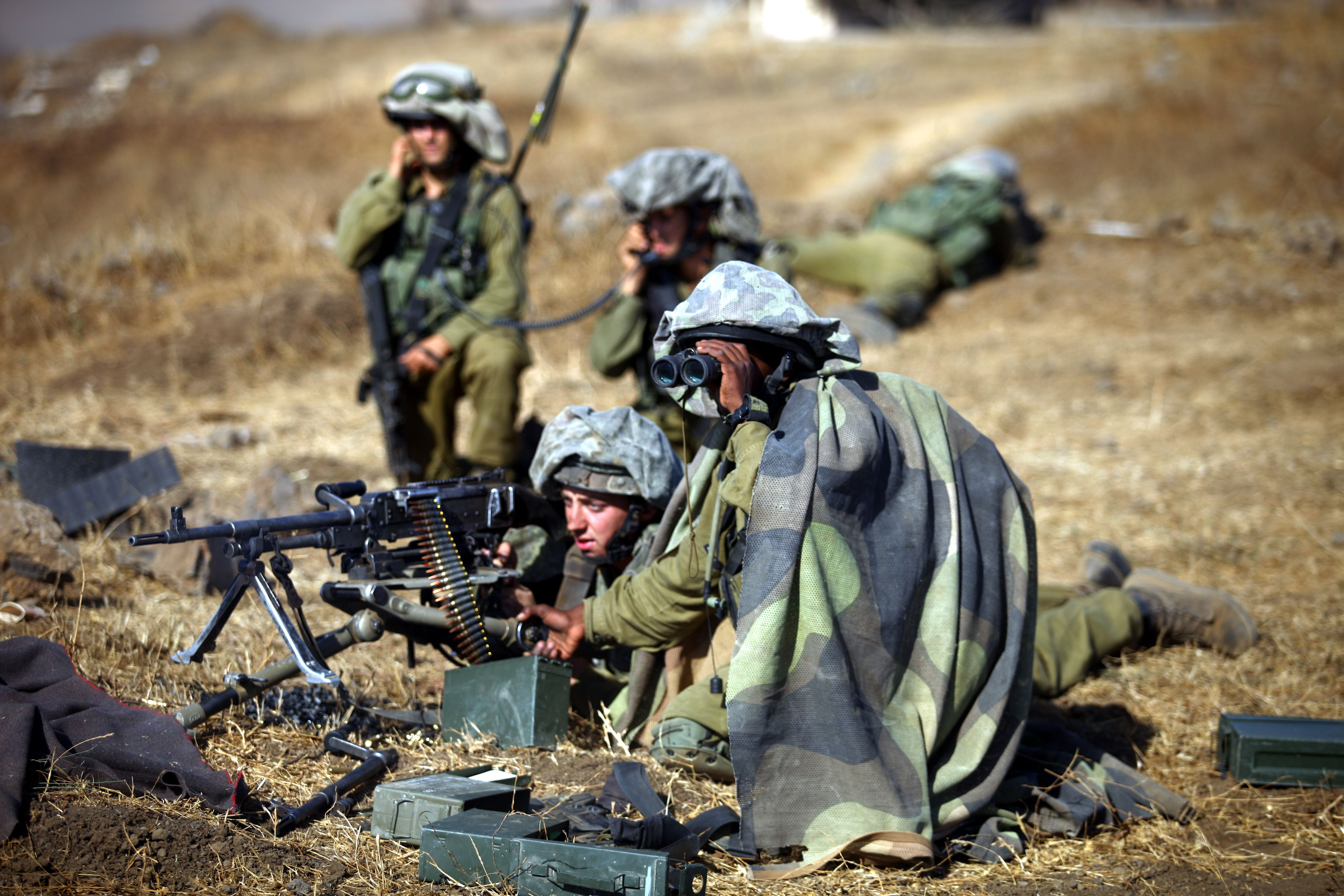
Солдати бригади «Голані» на Голанських висотах

Постійна служба призначена для солдатів, які вирішили продовжити службу в армії після закінчення регулярної служби, на короткий або довгий термін, і в багатьох випадках зробити військову кар'єру своєю професією. Постійна служба зазвичай починається одразу після обов'язкової Регулярної служби, але є також солдати, які звільняються з армії в кінці обов'язкової Регулярної служби, а пізніше знову призиваються на військову службу як солдати Постійної служби.
Постійна служба ґрунтується на контрактній угоді між Армією оборони Ізраїлю та особою, яка займає постійну посаду. У контракті визначається тривалість служби солдата, а наприкінці терміну дії контракту може виникнути дискусія про продовження терміну служби солдата. Часто від солдатів Регулярної служби вимагають підписання контракту на постійну службу після обов'язкової Регулярної служби в обмін на призначення їх на військові посади, які вимагають тривалого періоду підготовки.
В обмін на Постійну службу, солдати Постійної служби отримують повну заробітну плату, а при тривалій службі солдатом Постійної служби вони також мають право на пенсію від армії. Це право військовослужбовці Постійної служби отримують у відносно ранньому віці порівняно з рештою ізраїльських пенсіонерів.

#### Резервна служба

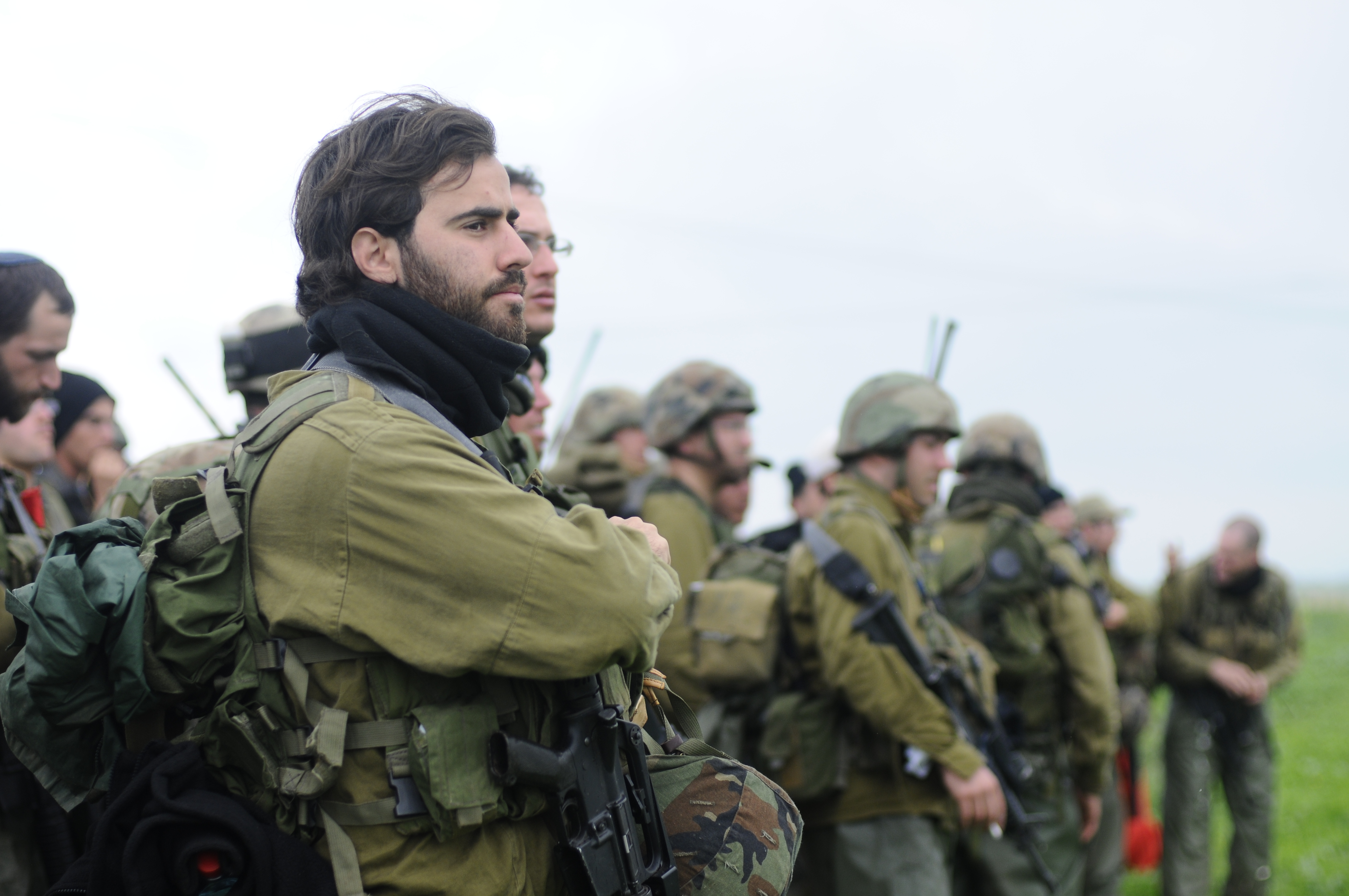
Резервісти АОІ тренуються на Голанських висотах

Після завершення регулярної служби військовослужбовці або отримують постійне звільнення від військової служби, або призначаються на посаду в резерві. Не робиться різниці між призначенням чоловіків і жінок на службу в резерві.
Армія оборони Ізраїлю може призивати резервістів для:
- служби в резерві терміном до одного місяця кожні три роки, до досягнення віку 40 років (рядовий склад) або 45 років (офіцерський склад). Після досягнення цього віку резервісти можуть служити добровільно, за згодою Управління людських ресурсів.
- негайного призову на військову службу у воєнний час.

Усі ізраїльтяни, які служили в АОІ і не досягли 40-річного віку, якщо немає інших винятків, мають право на проходження служби в резерві. Однак активними резервістами вважаються лише ті, хто пройшов щонайменше 20-денну службу в резерві протягом останніх трьох років.
У більшості випадків служба в резерві проходить в одній і тій самій частині роками, у багатьох випадках в тій самій частині, що й активна служба, і тими самими людьми. Багато солдатів, які служили разом на активній службі, продовжують зустрічатися на службі в резерві протягом багатьох років після звільнення, завдяки чому служба в резерві стала сильним чоловічим єднанням в ізраїльському суспільстві.
Хоча більшість ізраїльських чоловіків і практично всі жінки, як і раніше, можуть бути призвані в армію під час кризи, вони фактично не проходять службу в резерві протягом року. У 2015 році лише 26 % населення, яке має право на службу в резерві, мали статус активного резервіста. АОІ зменшили кількість солдатів резерву, яких призивають на службу, щоб підвищити ефективність і скоротити витрати. Підрозділи не завжди призивають усіх своїх резервістів щороку, і для тих, кого призивають на регулярну службу в резерві, передбачені різноманітні винятки. Практично не існує жодних винятків для резервістів, призваних під час кризи, але досвід показує, що в таких випадках (останній випадок — Операція «Непорушна скеля» 2014 року) винятки рідко запитуються або використовуються; підрозділи, як правило, досягають показників набору вище тих, що вважаються повністю укомплектованими.

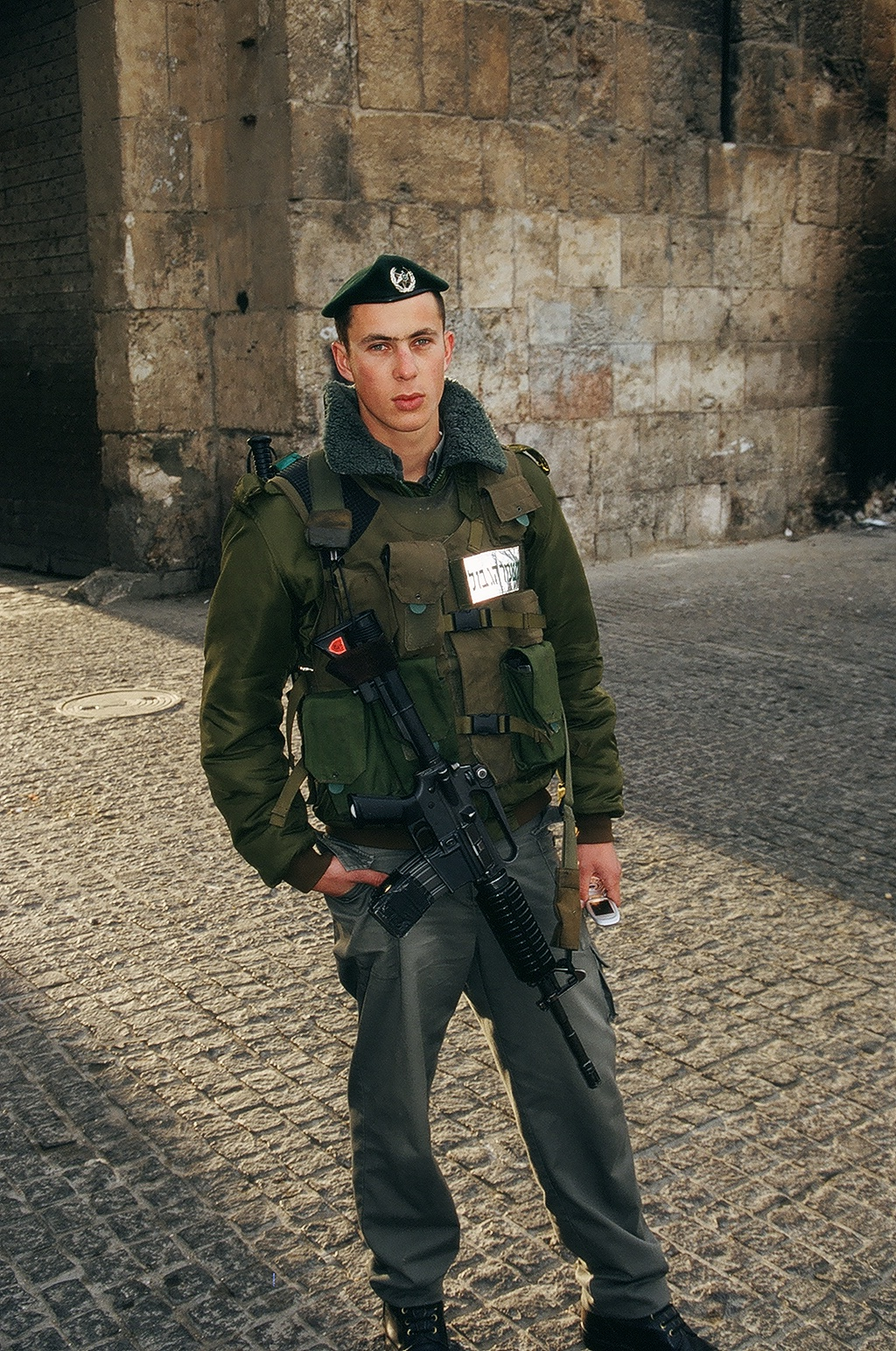
Прикордонна варта Ізраїлю (Магав) відповідає за безпеку в міських і сільських районах

Законодавство (ухвалене у квітні 2008 року) реформувало службу резерву, знизивши максимальний призовний вік до 40 років для рядового складу і 45 років для офіцерів, визначивши її як силу надзвичайних ситуацій і безпеки (заборонивши виконувати повсякденні обов'язки, які можуть виконуватися діючими силами), а також внесло багато інших змін до структури (хоча міністр оборони може призупинити будь-яку її частину в будь-який час з міркувань безпеки). Віковий поріг для багатьох резервістів, чиї посади щорічно перераховуються і оновлюються Кнесетом за допомогою виконавчого наказу про професії, встановлений на рівні 45 або 49 років, залежно від їхньої військової спеціальності і посади.

### Служба, не пов'язана з Армією оборони Ізраїлю
Окрім цивільної, тобто невійськової «Національної служби» (Шерут Леумі), призовники АОІ можуть служити в інших структурах, окрім АОІ, кількома способами.
Бойовий варіант — це служба Прикордонної варти Ізраїлю (Магав), що входить до складу поліції Ізраїлю. Деякі солдати проходять бойову підготовку в АОІ, а потім проходять додаткову підготовку по боротьбі з тероризмом та Прикордонної варти. Вони призначаються до підрозділів Прикордонної варти. Підрозділи Прикордонної варти воюють пліч-о-пліч з регулярними бойовими підрозділами АОІ, хоча і в меншій кількості. Вони також відповідають за безпеку в густонаселених міських районах, таких як Єрусалим, а також за безпеку і боротьбу зі злочинністю в сільській місцевості.
До небойових служб належить програма Обов'язкова служба в поліції (Шахам, שח "מ), в рамках якої молоді люди служать в поліції Ізраїлю, Тюремній службі Ізраїлю або в інших підрозділах Сил безпеки Ізраїлю замість регулярної служби в армії.

### Жінки

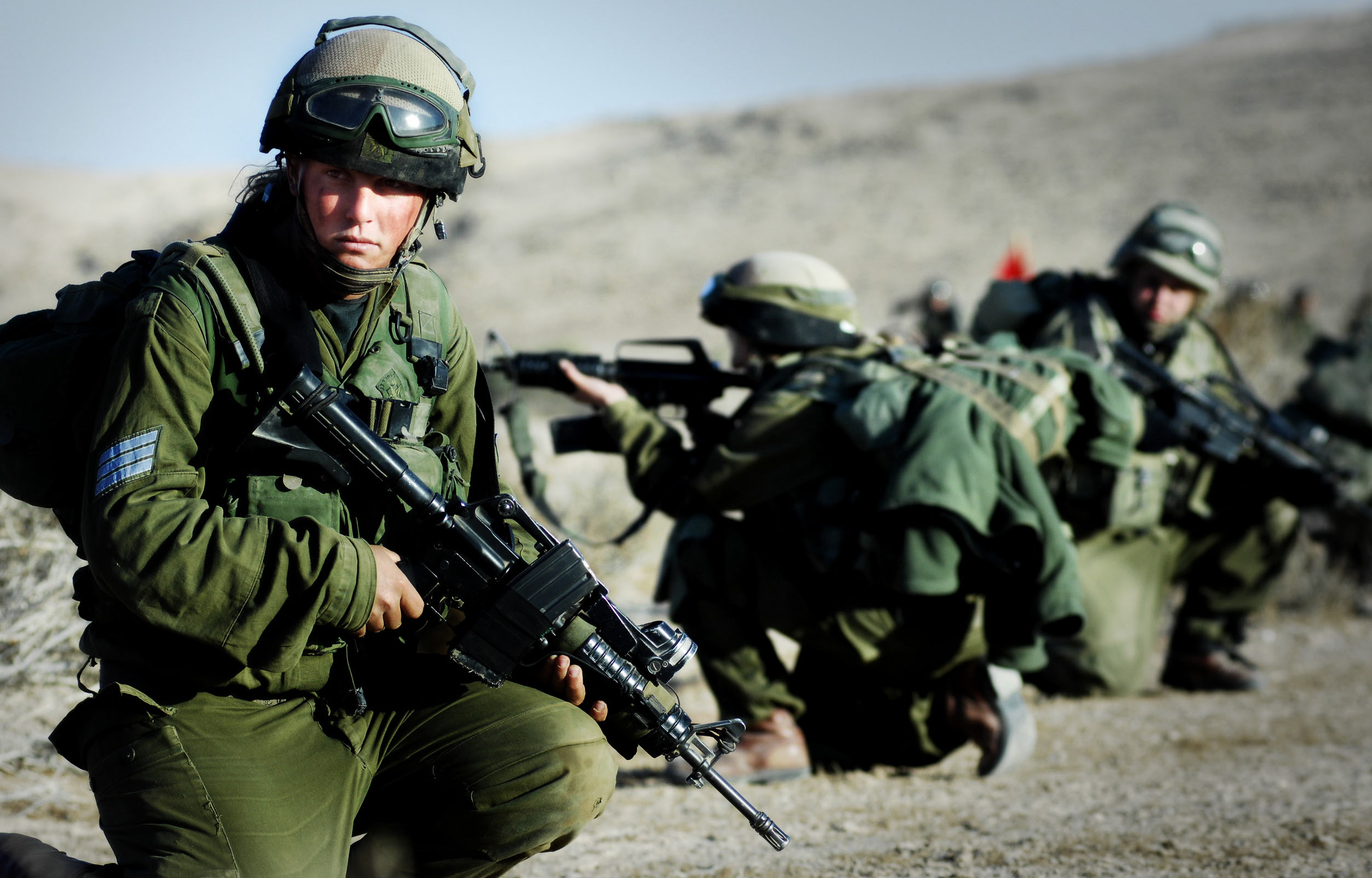
Унісексуальний батальйон «Каракал», який виконує рутинні завдання з охорони громадського порядку

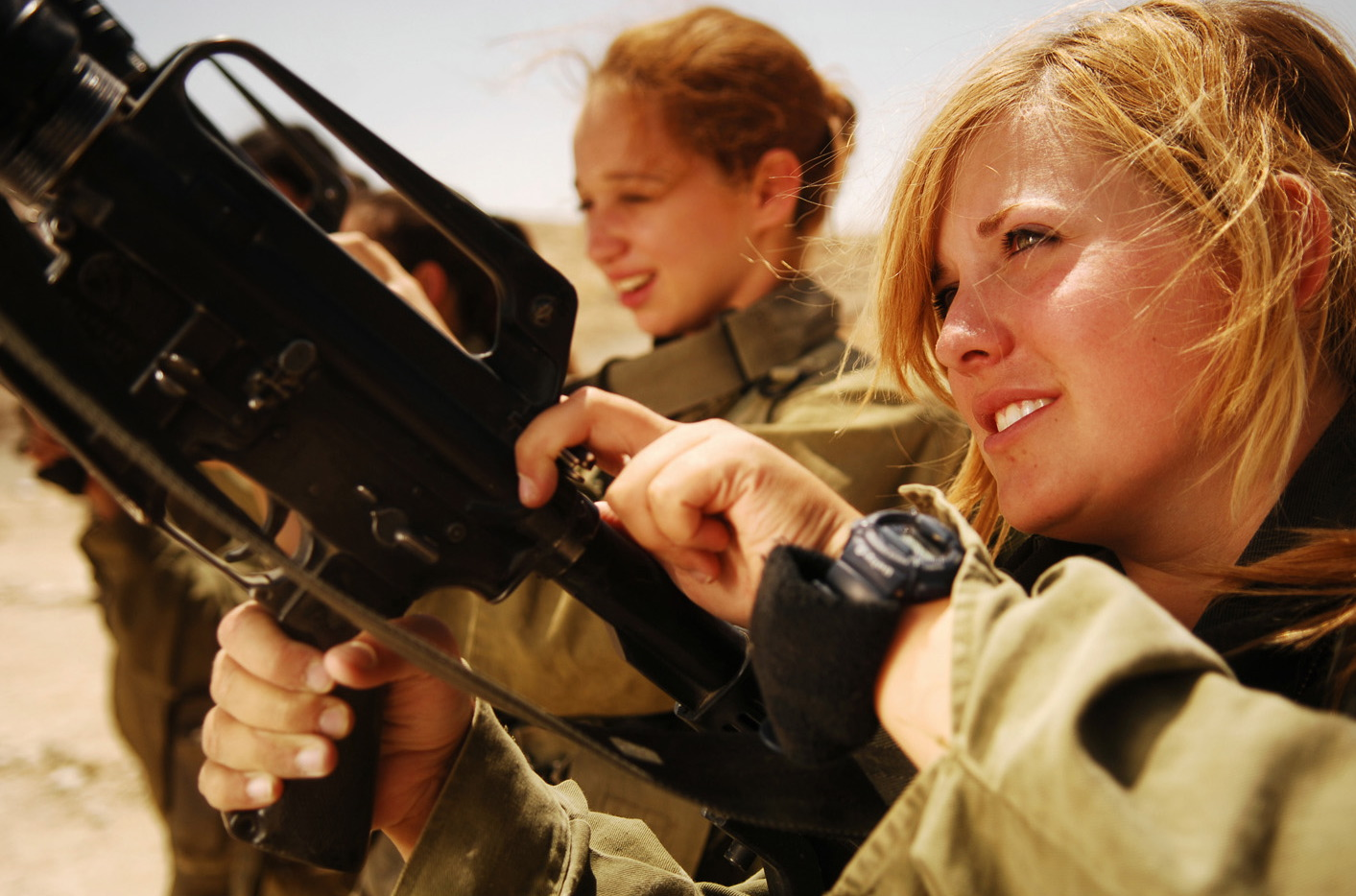
Інструктори зі стрільби в АОІ — поширена роль жінок в Армії оборони Ізраїлю

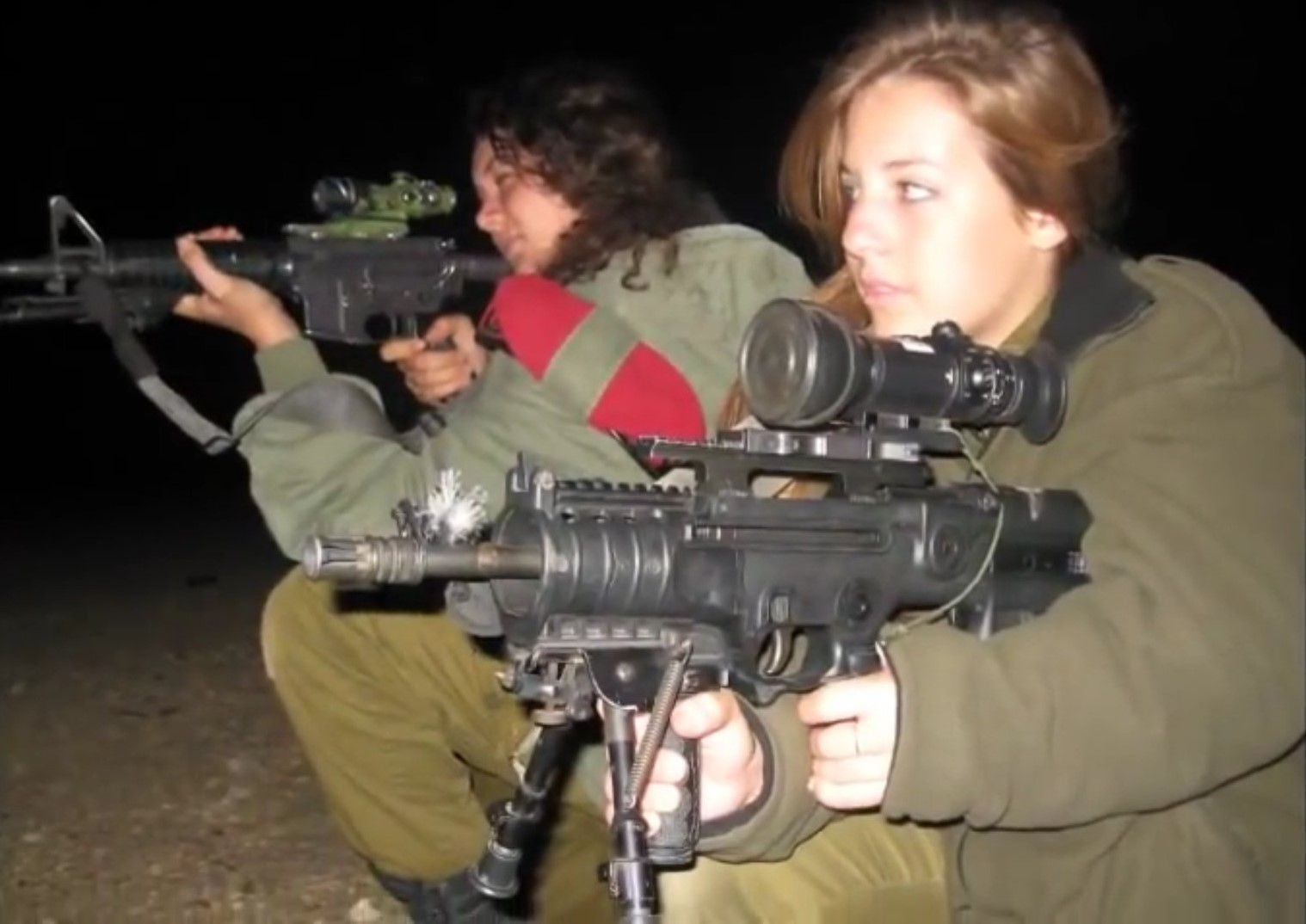
Ворентофіцери АОІ з M16 та IWI X95 — двома поширеними штурмовими гвинтівками АОІ.

Ізраїль — одна з небагатьох країн, які призивають жінок на військову службу або використовують їх на бойових посадах, хоча на практиці жінки можуть уникнути призову за релігійними переконаннями, і більше третини ізраїльтянок так і роблять. Станом на 2010 рік 88 % усіх посад в АОІ були відкриті для кандидатів-жінок, а жінки обіймали 69 % усіх посад в Армії оборони.
За даними АОІ, 535 ізраїльських солдатів-жінок загинули під час служби в період 1962—2016 років, а також десятки до цього. АОІ стверджує, що менше 4 % жінок перебувають на бойових позиціях. Натомість вони зосереджені на посадах «бойової підтримки», які передбачають меншу винагороду та статус, ніж бойові посади.
Цивільний пілот і авіаційний інженер Еліс Міллер успішно подала петицію до Верховного суду, щоб скласти іспити на підготовку пілотів Повітряних сил Ізраїлю, після того, як їй було відмовлено на підставі гендерної приналежності. Хоча президент Езер Вейцман, колишній командувач ПСІ, сказав Міллер, що їй краще залишитися вдома і штопати шкарпетки, суд врешті-решт постановив у 1996 році, що ПСІ не можуть відмовляти кваліфікованим жінкам у пілотній підготовці. Незважаючи на те, що Міллер не склала іспитів, це рішення стало переломним, відкривши двері для жінок на нових посадах в АОІ. Жінки-законодавці скористалися цим моментом і розробили законопроект, який дозволяв жінкам добровільно призначатись на будь-яку посаду, якщо вони відповідали вимогам.
У 2000 році поправка про рівність до закону про військову службу заявила, що право жінок служити на будь-якій посаді в АОІ дорівнює праву чоловіків. Жінки служили в армії ще до заснування держави Ізраїль у 1948 році. Жінки почали брати участь у бойовій підтримці та легких бойових ролях у кількох сферах, включаючи Артилерійський корпус, піхотні підрозділи та бронетанкові дивізії. Було сформовано кілька взводів під назвою «Каракал» для спільної служби чоловіків і жінок у легкій піхоті. До 2000 року «Каракал» став повноцінним батальйоном, а в 2015 році був сформований другий змішаний батальйон «Леви Йордану» (אריות הירדן, Арайот га-Ярден). Багато жінок також приєдналися до Прикордонної варти.

У червні 2011 року генерал-майор Орна Барбивай стала першою жінкою на посаді генерал-майора в АОІ, замінивши на цій посаді главу управління генерал-майора Аві Заміра. Барбивай заявила:
Я пишаюся тим, що стала першою жінкою, яка стала генерал-майором і є частиною організації, в якій рівність є головним принципом. Дев'яносто відсотків робочих місць в АОІ відкриті для жінок, і я впевнена, що є й інші жінки, які продовжать руйнувати бар'єри.
У 2013 році АОІ оголосили, що вперше дозволить трансгендерній жінці служити в армії як солдатом-жінкою.

Елана Штокман зазначає, що «важко стверджувати, що жінки є рівними в АОІ». «І показово, що у всій АОІ лише одна жінка-генерал». У 2012 році солдати-релігійники стверджували, що їм пообіцяли, що їм не доведеться слухати жіночий спів чи лекції, але головний рабин АОІ Моше Равед подав у відставку через те, що від солдатів-релігійників-чоловіків вимагали цього. У січні 2015 року три жінки-співачки АОІ виступили в одному з підрозділів. Виступ спочатку був зірваний п'ятнадцятьма релігійними солдатами, які пішли на знак протесту, а потім старший сержант змусив жінок закінчити виступ, оскільки він заважав релігійним солдатам. Прес-секретаріат АОІ оголосив про розслідування інциденту:
Ми знаємо про цей інцидент і вже почали його вивчати. Виключеність жінки не відповідає цінностям АОІ.
Міністр оборони Моше Яалон також домігся виключення жінок з призовних пунктів, які обслуговують релігійних чоловіків. У міру того як АОІ набирає дедалі більше релігійних солдатів, права релігійних солдатів-чоловіків і жінок в Армії оборони вступають в конфлікт. Бригадний генерал Зеєв Лерер, який входив до складу комісії начальника штабу з питань інтеграції жінок, зазначив:
Існує чіткий процес «релігізації» в армії, і історія жінок є центральним елементом цього процесу. На роботі чиниться дуже сильний тиск, щоб зупинити процес інтеграції жінок в армію, і він йде з боку релігії.
Статева сегрегація, яка дозволена в Армії оборони Ізраїлю, у 2006 році досягла, як вона вважає, «нової віхи», створивши першу роту солдатів, сегрегованих за статевою ознакою, в повністю жіночому підрозділі — розвідувальній роті «Нахшол» (з івриту — «гігантська хвиля»). «Ми — єдиний підрозділ у світі, який повністю складається з жінок-військовослужбовців», — сказала командир роти «Нахшол» капрал Дана Бен-Езра. «Наша ефективність і дивіденди, які ми отримуємо, — це фактори, за якими оцінюють нас, а не наш гендер.»

## Меншини в Армії оборони Ізраїлю
Неєврейські меншини, як правило, служили в одному з кількох спеціальних підрозділів: батальйоні «Герев», також відомому як Підрозділ 300 або підрозділ меншин, до його розформування у 2015 році; Друзький розвідувальний підрозділ; і підрозділі слідопитів, що складається переважно з бедуїнів Негева. У 1982 році Генеральний штаб АОІ вирішив розширити збройні сили, відкривши нові підрозділи для представників меншин, одночасно помістивши деяких єврейських призовників у підрозділи меншин. До 1988 року розвідувальний корпус і повітряні сили залишалися закритими для меншин.

### Друзи та черкеси

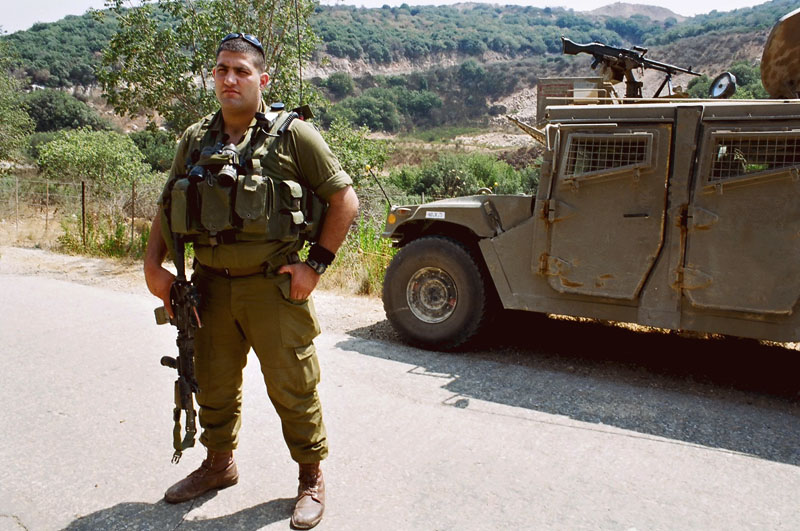
Друз, командир батальйону АОІ «Герев»

Хоча в Ізраїлі більшість солдатів-євреїв, всі громадяни, включаючи велику кількість чоловіків-друзів і черкесів, підлягають обов'язковому призову. Спочатку вони служили в рамках спеціального підрозділу під назвою «Підрозділ меншин», який діяв до 2015 року у формі незалежного батальйона «Герев» («Меч»). Однак з 1980-х років солдати-друзи все частіше протестували проти такої практики, яку вони вважали засобом їхньої сегрегації та позбавлення доступу до елітних підрозділів (наприклад, підрозділів Сайєрет). Армія все частіше приймає солдатів-друзів до регулярних бойових частин і підвищує їх у званнях, з яких вони раніше були виключені. У 2015 році Рав Алуф Ґаді Айзенкот наказав закрити цей підрозділ, щоб асимілювати друзьких солдатів так само, як і єврейських, в рамках поточної реорганізації армії. Кілька офіцерів-друзів досягли звання генерал-майора, і багато з них отримали подяки за відмінну службу. Пропорційно до своєї чисельності, друзи досягають в ізраїльській армії набагато вищих задокументованих рівнів, ніж інші солдати. Тим не менш, деякі друзи все ще стверджують, що дискримінація продовжується, наприклад, виключеність Повітряних сил, хоча офіційно низький рівень секретності для друзів вже давно скасовано. Перший друзький авіаційний штурман закінчив курс навчання у 2005 році; як і всі пілоти ПС, його ім'я не розголошується. Під час арабо-ізраїльської війни 1948 року багато друзів, які спочатку були на боці арабів, дезертирували з лав армії, щоб або повернутися до своїх сіл, або перейти на бік Ізраїлю в різних якостях.
З кінця 1970-х років Ініціативний комітет друзів, що базується в селі Бейт-Джан і пов'язаний з Макі, проводить кампанію за скасування друзької військової повинності.
Військова служба є традицією серед частини друзького населення, з найбільшою опозицією в друзьких громадах Голанських висот; 83 % друзьких юнаків служать в армії, згідно зі статистикою АОІ. За даними ізраїльської армії в 2010 році, 369 друзьких солдатів були вбиті в бойових діях з 1948 року.

### Бедуїни та ізраїльські араби

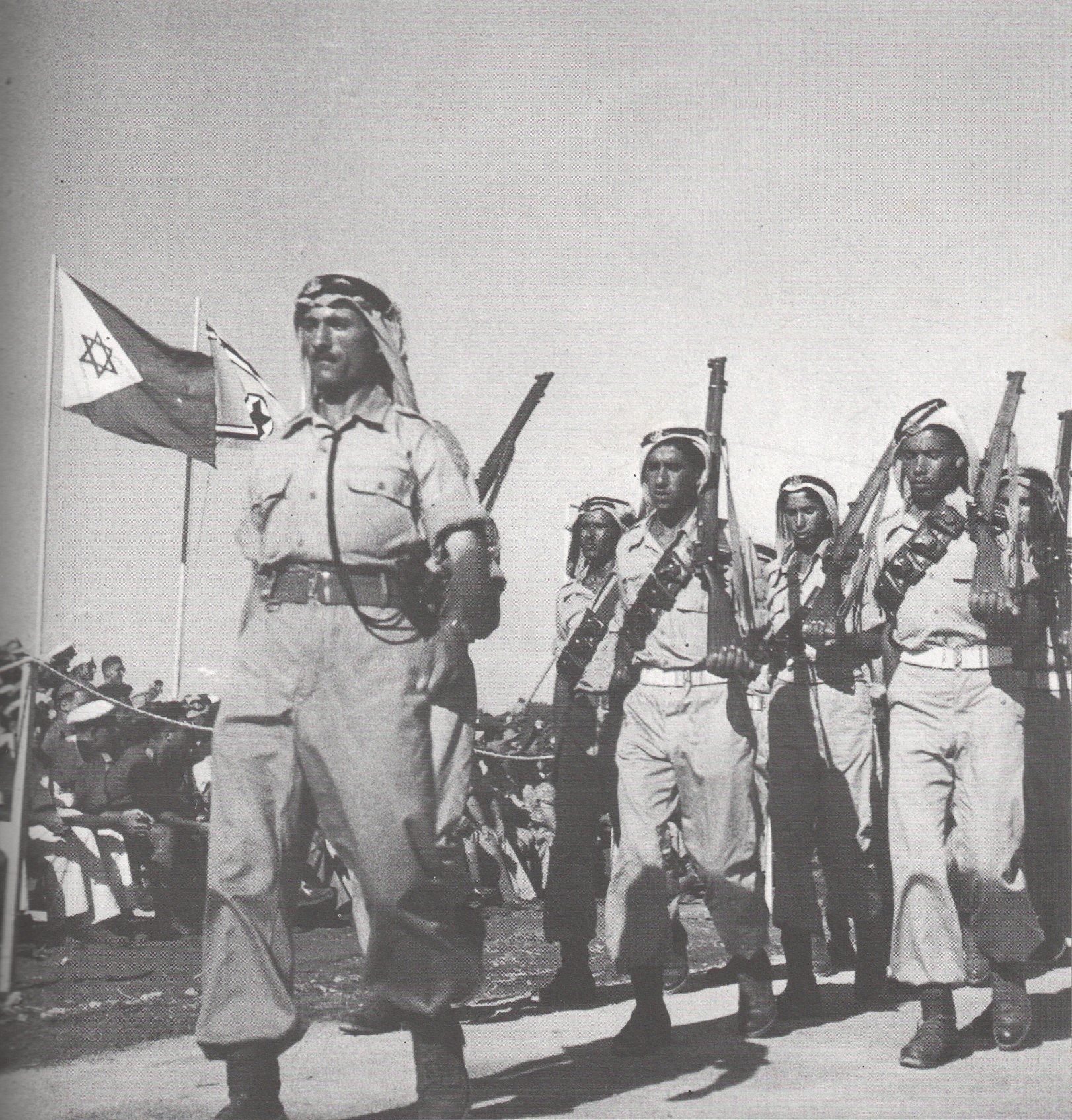
Бедуїнські солдати в 1949 році

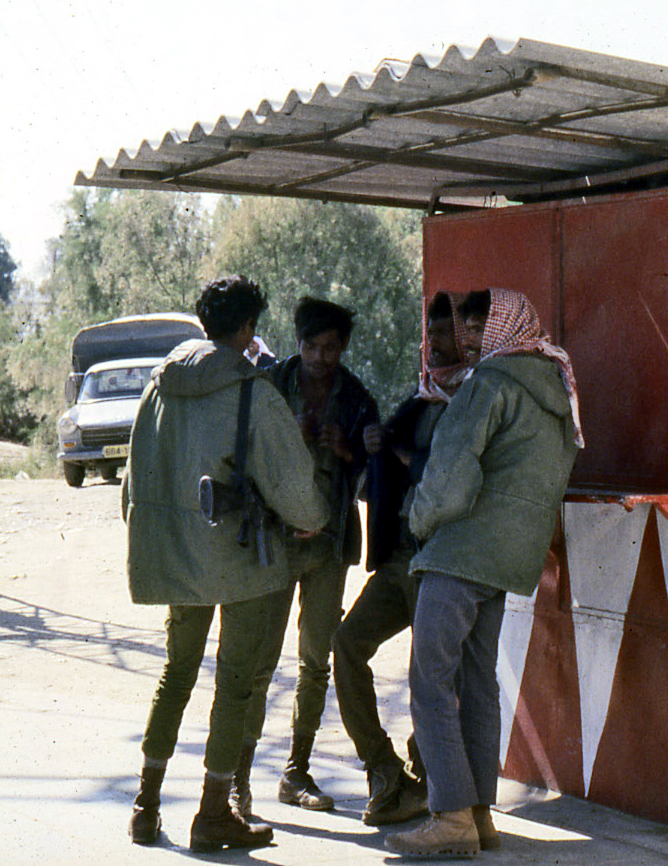
Ізраїльські арабські солдати під час служби в Галілеї в 1978 році

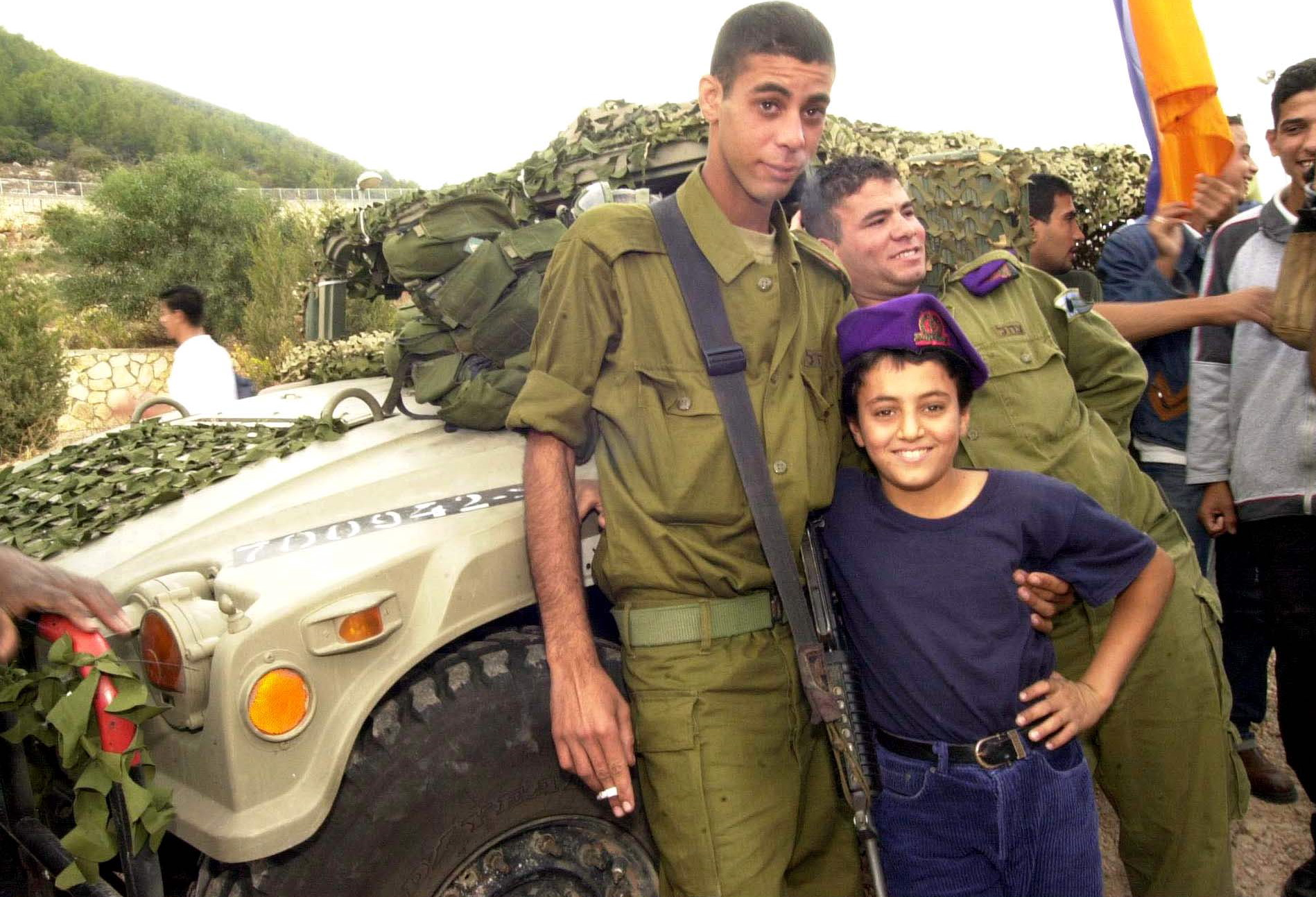
Бедуїнський Пустельний батальйон Рекогностування під час відвідування Арабської школи

За законом, всі громадяни Ізраїлю підлягають призову до армії. Міністр оборони має повне право на власний розсуд надавати звільнення від призову окремим громадянам або категоріям громадян. Давня політика, що бере свій початок з перших років існування Ізраїлю, поширює звільнення від призову на всі інші ізраїльські меншини (насамперед, на Арабів Ізраїлю). Однак існує давня урядова політика заохочення Бедуїнів до волонтерства і надання їм різних заохочень, і в деяких збіднілих Бедуїнських громадах військова кар'єра здається одним з небагатьох доступних засобів (відносної) соціальної мобільності. Крім того, мусульмани і християни приймаються як добровольці, навіть якщо вони старші 18 років.
Серед арабських громадян небедуїнського походження кількість добровольців на військову службу — деяких Арабів-християн і навіть кількох арабів-мусульман — мізерна, і уряд не докладає особливих зусиль для її збільшення. Шість ізраїльських арабів отримали ордени за військову службу; з них найвідомішим є офіцер-бедуїн, підполковник Абд ель-Маджид Хідр (також відомий як Амос Ярконі), який отримав орден «За заслуги». Вахід ель-Хузіл був першим бедуїном, який став командиром батальйону.
До другого терміну Іцхака Рабина на посаді прем'єр-міністра (1992—1995) соціальні виплати сім'ям, в яких хоча б один член (включаючи дідуся, дядька або двоюрідного брата) служив у Армії оборони, були значно вищими, ніж у «невійськових» сім'ях, що вважалося засобом кричущої дискримінації між євреями та арабами. Рабин домігся скасування цього заходу, незважаючи на сильну опозицію з боку правих. Наразі єдиною офіційною перевагою військової служби є отримання допуску до державної таємниці та можливість обіймати деякі державні посади (у більшості випадків пов'язані з безпекою), а також деякі непрямі вигоди.
Замість того, щоб служити в армії, ізраїльська арабська молодь може піти добровольцем на національну службу і отримувати пільги, подібні до тих, які отримують демобілізовані військовослужбовці. Добровольці, як правило, направляються в арабські райони, де вони допомагають у вирішенні соціальних і громадських питань. Станом на 2010 рік 1 473 араби були добровольцями на національній службі. За даними джерел в адміністрації національної служби, арабські лідери радять молоді утриматися від служби на користь держави. За словами одного з чиновників Національної служби, «протягом багатьох років арабське керівництво справедливо вимагало пільг для арабської молоді, подібних до тих, які отримують звільнені в запас солдати. Тепер, коли з'явилася така можливість, саме ці лідери відкидають заклик держави прийти на службу і отримати ці пільги».
Хоча араби не зобов'язані служити в АОІ, кожен араб може стати добровольцем. У 2008 році арабська жінка-мусульманка служила медиком у підрозділі 669.
Капрал Елінор Джозеф з Хайфи стала першою арабською жінкою-солдатом Армії оборони Ізраїлю.
Серед інших арабо-мусульманських офіцерів, які служили в АОІ, — другий лейтенант Хішам Абу Варія та майор Ала Вахіб, найвищий за рангом офіцер-мусульманин в АОІ у 2013 році.
У жовтні 2012 року АОІ підвищили Мону Абдо, зробивши її першою жінкою-християнкою-арабкою, яка мала звання бойового командира. Абдо добровільно вступила до АОІ, до цього її заохочувала сім'я, і перевелася з Корпусу технлогій та технічного обслуговування до батальйону «Каракал» — змішаного гендерного підрозділу, в якому служать як єврейські, так і арабські солдати.
У 2014 році повідомлялося про збільшення кількості ізраїльських арабів-християн, які вступають до армії.

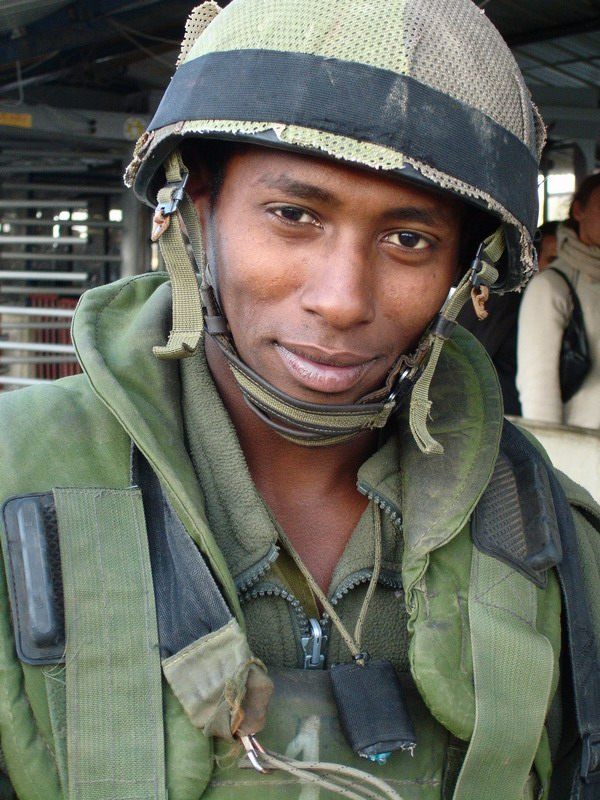
Ефіопсько-єврейський солдат

В останні роки араби-мусульмани також все частіше призиваються до Армії оборони Ізраїлю. У 2020 році було призвано 606 арабів-мусульман, порівняно з 489 у 2019 році та 436 у 2018 році. Більше половини з тих, хто був призваний, пішли на бойові посади.

### Ефіопські євреї
Армія оборони Ізраїлю провола тривалі місії в Ефіопії та сусідніх державах, метою яких був захист ефіопських євреїв (Бет Ісраель) та допомога в їхній імміграції до Ізраїлю. АОІ прийняли політику та спеціальні заходи для абсорбції та інтеграції ефіопських солдатів-іммігрантів, що, як повідомляється, значно покращило досягнення та інтеграцію цих солдатів в армії та ізраїльському суспільстві загалом. Статистичне дослідження показало, що ефіопських солдатів вважають відмінними солдатами, багато хто з них намагається потрапити до бойових частин.

### Харедім

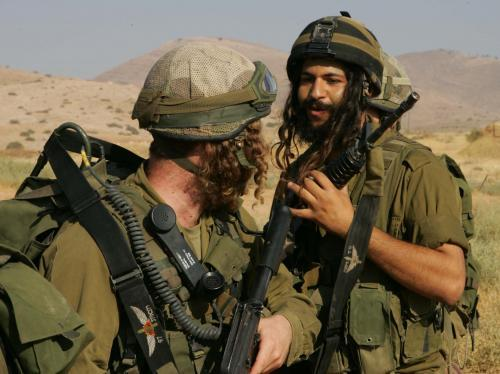
Солдати АОІ релігійного 97-ий піхотного батальйону «Неца Єгуда»

Чоловіки в громаді Харедім можуть відкласти службу, поки навчаються в Єшиві; багато хто взагалі уникає призову до армії. Цей особливий порядок називається «Торато Омануто» і спричинив напруженість у відносинах між ізраїльськими релігійними та світськими громадами. Хоча для Харедім існує можливість служити в АОІ в атмосфері, що відповідає їхнім релігійним переконанням, більшість Харедім не обирають її.
Чоловіки-хареді мають можливість служити в 97-му піхотному батальйоні «Неца Єгуда». Цей підрозділ є стандартним піхотним батальйоном АОІ, що дислокується в регіоні Джанін. Щоб полегшити службу солдатів-хареді, військові бази «Неца Єгуда» дотримуються стандартів єврейських дієтичних законів; єдиними жінками, яким дозволено перебувати на цих базах, є дружини солдатів і офіцерів. Крім того, деякі Хареді служать в АОІ за системою Гесдер, призначеною в основному для релігійних сіоністів; це 5-річна програма, яка включає 2 роки релігійного навчання, 1,5 роки військової служби і 1,5 роки релігійного навчання, під час якої солдат може бути відкликаний на активну службу в будь-який момент. Солдати-хареді можуть приєднатися до інших підрозділів АОІ, але роблять це рідко.
АОІ визначили прогалину в сотні солдатів у своїх технічних підрозділах, яку можуть заповнити Харедім. Наразі АОІ використовує оборонних підрядників для заповнення прогалин і продовження операцій.
Хоча АОІ стверджує, що не буде дискримінувати жінок, він пропонує харедім «вільні від жінок і вільні від світських» рекрутингові центри. Міністр оборони Моше Яалон висловив готовність пом'якшити правила, щоб задовольнити вимоги ультраортодоксальних рабинів. Правила щодо гендерної рівності вже були пом'якшені, так що харедім можуть бути впевнені, що чоловіки не будуть проходити медичні огляди у жінок-медиків.

### ЛГБТ люди
Ізраїль — одна з 24 країн, які дозволяють відкритим геям служити в армії. З початку 1990-х років сексуальна ідентичність не є формальним бар'єром для військової спеціалізації чи просування по службі.
До 1980-х років АОІ, як правило, звільняли солдатів, які були відкритими геями. У 1983 році Армія оборони дозволила гомосексуалам служити, але заборонила їм працювати в розвідці та на надсекретних посадах. Десять років потому професор Узі Евен, офіцер резерву АОІ і голова хімічного факультету Тель-Авівського університету, розповів, що його звання було відкликано і що йому заборонили досліджувати чутливі теми у військовій розвідці виключно через його сексуальну орієнтацію. Його свідчення в Кнесеті в 1993 році здійняли політичну бурю, змусивши АОІ зняти такі обмеження щодо геїв.
У політиці начальника штабу зазначено, що категорично заборонено завдавати шкоди або ображати гідність чи почуття будь-кого за ознакою статі чи сексуальної орієнтації у будь-який спосіб, включаючи знаки, гасла, малюнки, вірші, лекції, будь-які засоби настанови, пропаганди, публікації, озвучування та висловлювання. Крім того, геї в АОІ мають додаткові права, наприклад, право приймати душ наодинці, якщо вони цього хочуть. Згідно з дослідженням Каліфорнійського університету в Санта-Барбарі, бригадний генерал заявив, що ізраїльтяни виявляють «велику толерантність» до солдатів-геїв. Консул Давид Саранга з ізраїльського консульства в Нью-Йорку, який дав інтерв'ю газеті St. Petersburg Times, сказав: «Це не є проблемою. Ви можете бути дуже хорошим офіцером, творчим, хоробрим і водночас геєм».
Дослідження, опубліковане Рухом гей-молоді Ізраїлю (ГМІ) в січні 2012 року, показало, що половина солдатів-гомосексуалів, які служать в АОІ, страждають від насильства і гомофобії, хоча голова групи заявив, що «я радий повідомити, що у вищого керівництва є намір змінити цю ситуацію».

### Глухі та слабочуючі люди
Ізраїль — єдина країна у світі, яка вимагає від глухих та слабочуючих людей служити в армії. Перекладачі жестової мови надаються під час навчання, і багато з них служать на небойових посадах, таких як картографування та офісна робота. Основною мовою, якою розмовляють глухі та слабочуючі в Ізраїлі, є Ізраїльська жестова мова (також звана Шасі) — мова, споріднена з німецькою жестовою мовою, але не з івритом чи будь-якою іншою місцевою мовою, хоча в Ізраїлі та Палестині існує безліч мов жестів, якими розмовляють різні групи населення, наприклад, жестова мова бедуїнів ас-Сайїд.

### Веґани
Згідно зі звітом Care2, веґани в АОІ можуть відмовитися від вакцинації, якщо вони виступають проти тестування на тваринах. Їм видають черевики зі штучної шкіри і чорний флісовий берет. До 2014 року солдати-веґани в АОІ отримували спеціальні надбавки на купівлю власної їжі. З 2014 року цю політику замінили веґанською їжею, яку надають на всіх базах, а також веґанськими бойовими пайками, що пропонуються солдатам-веґанам.

### Добровольці
У випадках, коли громадянин не може бути призваний на військову службу за законом (похилий вік, служба в іншій країні, серйозні проблеми зі здоров'ям, інвалідність, аутизм тощо), він може записатися добровольцем туди, де його знання можуть бути використані, або у випадках, коли є база, яка приймає на добровільну службу від одного дня на тиждень до повного робочого дня, виходячи зі здібностей та побажань добровольця.

## Добровольці з-за кордону
Іноземні добровольці, які не іммігрували, зазвичай служать в АОІ одним з п'яти способів:
- Програма Махаль орієнтована на молодих євреїв-неізраїльтян або громадян Ізраїлю, які виросли за кордоном (чоловіки молодше 24 років і жінки молодше 21 року). Програма зазвичай складається з 18 місяців служби в АОІ, включаючи тривалу підготовку для тих, хто служить у бойових підрозділах, або (протягом 18 місяців) один місяць небойової підготовки та додаткові два місяці вивчення івриту після призову, якщо це необхідно. Існує дві додаткові підкатегорії Махаль, обидві призначені виключно для релігійних чоловіків: Махаль Нахаль Хареді (18 місяців) і Махаль Гесдер, яка поєднує навчання в єшиві протягом 5 місяців і службу в АОІ протягом 16 місяців, загалом 21 місяць. Подібні програми АОІ існують і для ізраїльтян, які проживають за кордоном. Щоб стати добровольцем програми Махаль, необхідно мати єврейське походження (принаймні одного єврейського дідуся чи бабусю).
- Сар-Ель, організація, підпорядкована Корпусу логістики, пропонує волонтерську програму для не ізраїльських громадян, яким виповнилося 17 років (або 15 років, якщо їх супроводжують батьки). Програма також спрямована на громадян Ізраїлю віком від 30 років, які проживають за кордоном і не служили в ізраїльській армії, але тепер бажають остаточно оформити свій статус військовослужбовця. Програма зазвичай складається з трьох тижнів волонтерської служби на різних тилових армійських базах, де вони виконують невійськову роботу.
- Ґарін Цабар пропонує програму переважно для ізраїльтян, які емігрували з батьками до США в молодому віці. Хоча базове знання івриту не є обов'язковим, воно є корисним. З усіх перерахованих програм тільки Ґарін Цабар вимагає повноцінної служби в АОІ. Програма побудована поетапно: спочатку учасники проходять п'ять семінарів у своїй країні походження, потім мають період абсорбції в Ізраїлі в одному з кібуців. Кожну делегацію приймає кібуц в Ізраїлі і виділяє для неї житлове приміщення. Делегація розділяє обов'язки в кібуці, коли перебуває у військовій відпустці. Учасники починають програму за три місяці до призову в армію на початку серпня.
- Марва це короткострокове базове навчання протягом двох місяців.
- Лев Ла-Шаяль — це програма на базі єшивату Лев Хатора, яка використовує цілісний підхід до підготовки до служби. Підготовка до інтеграції в ізраїльську культуру, подолання фізичних викликів армії та збереження релігійних цінностей вимагають багатостороннього підходу. Навчання в бейт-мідраші, заняття, фізична підготовка і навіть розважальні заходи розроблені таким чином, щоб забезпечити максимальну готовність.

## Місія

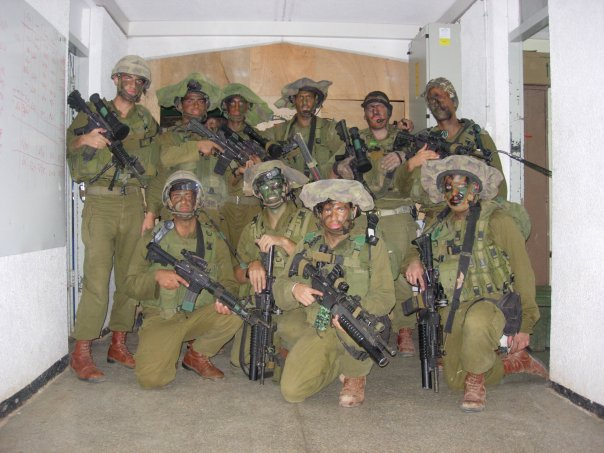
Ізраїльська розвідувальна рота «Неца Єгуда» у повному бойовому спорядженні готується до нічного рейду на Західному березі річки Йордан

Місія Армії оборони Ізраїлю — «захищати існування, територіальну цілісність і суверенітет держави Ізраїль. Захищати жителів Ізраїлю і боротися з усіма формами тероризму, які загрожують повсякденному життю.» Основні принципи ізраїльської армії випливають з потреби Ізраїлю боротися з чисельно переважаючими супротивниками. Одним з таких принципів є концепція, що Ізраїль не може дозволити собі програти жодної війни. АОІ вважає, що це можливо, якщо він зможе швидко мобілізувати війська, щоб гарантувати, що вони вступають у бій з ворогом на ворожій території. У 21 столітті різні неконвенційні загрози, включаючи терористичні організації, підземну інфраструктуру, якою керує Хамас, тощо, змусили АОІ змінити свою офіційну оборонну доктрину.

## Доктрина

### Кодекс поведінки
У 1992 році ЦАХАЛ розробив Кодекс поведінки, який поєднує міжнародне право, ізраїльське законодавство, єврейську спадщину та власний традиційний етичний кодекс Армії оборони Ізраїлю — Дух АОІ (івр. רוח צה"ל, Руах Цагаль).
Документ визначає чотири основні цінності, яких повинні дотримуватися всі солдати АОІ: «захист держави, її громадян і жителів», «любов до батьківщини і вірність країні», «людську гідність» і «державність», а також десять другорядних цінностей.

### Військова етика

#### Цілеспрямовані вбивства
Цілеспрямоване вбивство, цілеспрямоване запобігання — це тактика, яка неодноразово використовувалася АОІ та іншими ізраїльськими організаціями під час ізраїльсько-палестинського конфлікту, ірансько-ізраїльського проксі-конфлікту або інших конфліктів.
У 2005 році Аса Кашер і Амос Ядлін у співавторстві написали статтю, яка була опублікована в «Журналі військової етики» під назвою «Військова етика боротьби з тероризмом: Ізраїльська перспектива». Стаття була задумана як «розширення класичної теорії справедливої війни» і як «[необхідна] третя модель» або відсутість парадигми, окрім «класичної війни (армії) і правоохоронних органів (поліції)», в результаті чого з'явилася «доктрина (…) на тлі боротьби АОІ з актами і діями терору, що здійснюються палестинськими особами і організаціями.»
У цій статті Кашер і Ядлін дійшли висновку, що цілеспрямовані вбивства терористів є виправданими, навіть ціною ураження цивільних осіб, що знаходяться поблизу. В інтерв'ю газеті «Гаарец» у 2009 році Аса Кашер пізніше підтвердив цю думку, вказавши на той факт, що в зоні, де АОІ не має ефективного контролю над безпекою (наприклад, у Секторі Газа або Східному Єрусалимі), захист життя солдатів має пріоритет над уникненням поранень серед цивільного населення противника. Дехто, разом з Авішаєм Маргалітом і Майклом Вальцером, оскаржував цей аргумент, стверджуючи, що така позиція «суперечить багатовіковим теоріям про мораль війни, а також міжнародному гуманітарному праву», оскільки проведення «різкої лінії між комбатантами і некомбатантами» було б «єдиною морально значущою відмінністю, про яку можуть домовитися всі, хто бере участь у війні.»
На сьогодні Дух АОІ все ще вважається єдиним обов'язковим моральним кодексом, який формально застосовується у військах Армії оборони. У 2009 році Амос Ядлін (тодішній голова Управління військової розвідки) запропонував ратифікувати статтю, написану ним у співавторстві з Асою Кашером, як офіційний обов'язковий кодекс, стверджуючи, що «чинний кодекс [Дух АОІ] недостатньо враховує одну з найактуальніших проблем армії: асиметричну війну проти терористичних організацій, які діють серед цивільного населення.»

#### Директива «Ганнібал»
Директива «Ганнібал» — це суперечлива процедура, яку АОІ використовували для запобігання захоплення ізраїльських солдатів у полон ворожими силами. Вона була запроваджена у 1986 році, після низки викрадень солдатів АОІ в Лівані та подальших суперечливих обмінів полоненими. Повний текст директиви ніколи не був опублікований, а до 2003 року Військова цензура Ізраїлю навіть забороняла будь-яке обговорення цієї теми в пресі. Директива кілька разів змінювалася. Одного разу вона була сформульована так: «Викрадення людей має бути припинене за будь-яку ціну, навіть ціною нанесення ударів і завдання шкоди нашим власним силам.»
Директива «Ганнібал» іноді існувала у двох різних версіях: надсекретній письмовій версії, доступній лише вищому керівництву АОІ, та версії «усного закону» для командирів дивізій і нижчих рівнів. В останніх версіях вираз «за будь-яку ціну» часто тлумачився буквально, як, наприклад, «краще б солдат АОІ був мертвий, ніж викрадений». У 2011 році Начальник Генерального штабу АОІ Бені Ґанц заявив, що директива не дозволяє вбивати солдатів Армії оборони.

#### Доктрина «Дахія»
Доктрина «Дахія» — це військова стратегія асиметричної війни, викладена колишнім начальником Генерального штабу АОІ Ґаді Айзенкотом, яка передбачає руйнування цивільної інфраструктури режимів, що вважаються ворожими. Цей захід, розрахований на те, щоб позбавити комбатантів можливості користуватися цією інфраструктурою, і схвалює застосування «непропорційної сили» для досягнення цієї мети. Доктрина названа на честь району Дахіє в Бейруті, де під час Ліванської війни 2006 року знаходилася штаб-квартира Хезболли, яка зазнала значних руйнувань від АОІ.

## Бюджет

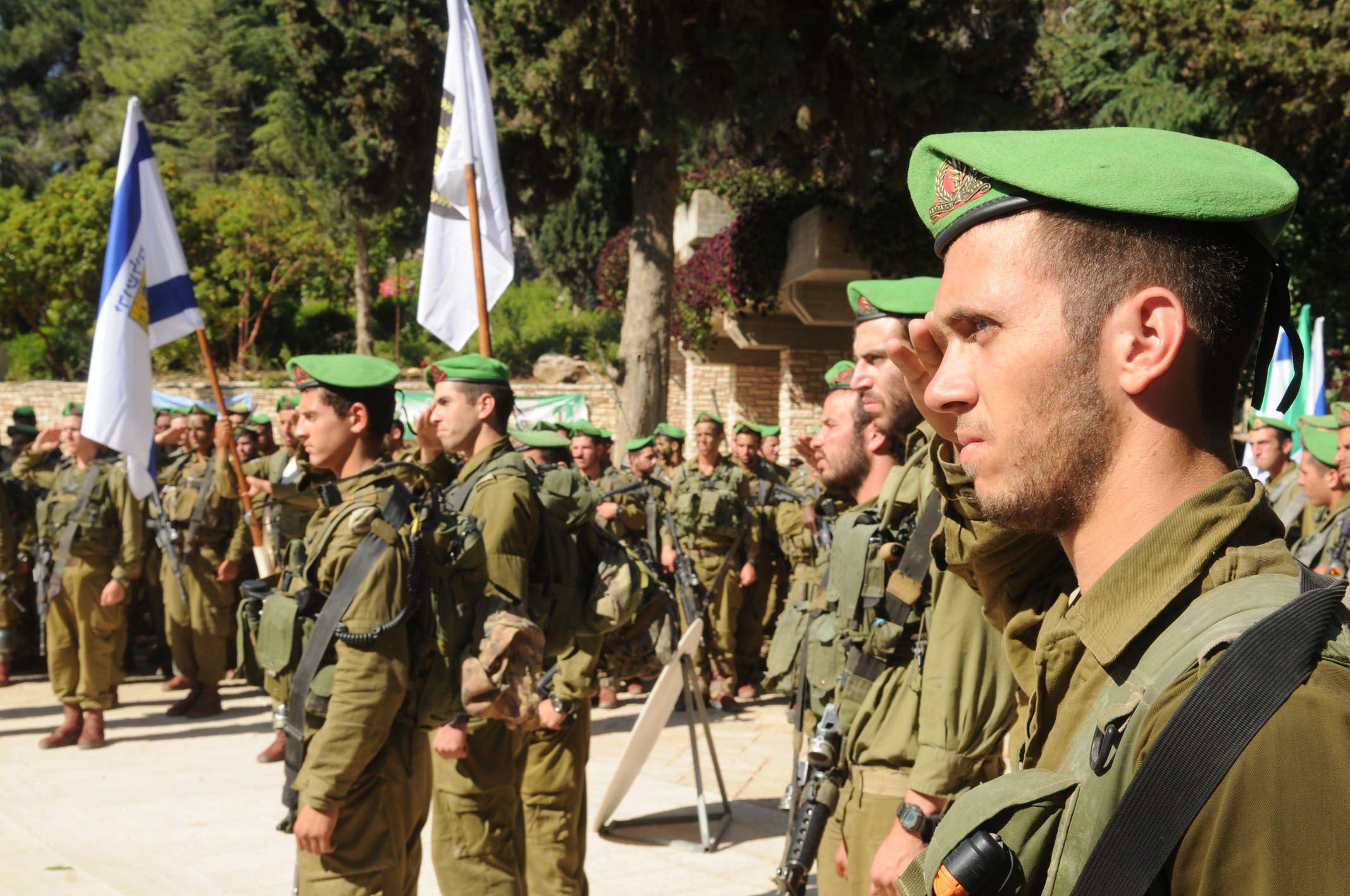
Бійці бригади «Нахаль» вшановують пам'ять загиблих товаришів на військовому цвинтарі на горі Герцля

Протягом 1950-66 років Ізраїль витрачав на оборону в середньому 9 % свого ВВП. Витрати на оборону різко зросли після воєн 1967 і 1973 років. У 1975 році вони досягли максимуму — близько 30 % ВВП, але після підписання мирних угод з Йорданією і Єгиптом значно скоротилися.
30 вересня 2009 року міністр оборони Ехуд Барак, міністр фінансів Юваль Штайніц і прем'єр-міністр Беньямін Нетаньягу схвалили виділення додаткових 1,5 млрд шекелів до оборонного бюджету, щоб допомогти Ізраїлю вирішити проблеми, пов'язані з Іраном. Бюджетні зміни відбулися через два місяці після того, як Ізраїль затвердив свій поточний дворічний бюджет. Оборонний бюджет у 2009 році становив 48,6 млрд шекелів, а на 2010 рік — 53,2 млрд шекелів, що є найвищим показником в історії Ізраїлю. Ця цифра становила 6,3 % очікуваного валового внутрішнього продукту і 15,1 % загального бюджету, навіть до запланованого збільшення на 1,5 мільярда шекелів.
Однак у 2011 році прем'єр-міністр Беньямін Нетаньягу змінив курс і пішов на значні скорочення оборонного бюджету, щоб оплатити соціальні програми. Генеральний штаб дійшов висновку, що запропоновані скорочення ставлять під загрозу боєздатність збройних сил. У 2012 році Ізраїль витратив на свої збройні сили 15,2 мільярда доларів, що є одним з найвищих показників співвідношення витрат на оборону до ВВП серед розвинених країн (1900$ на людину). Проте, витрати Ізраїлю на душу населення є нижчими, ніж у США.

## Озброєння та спорядження

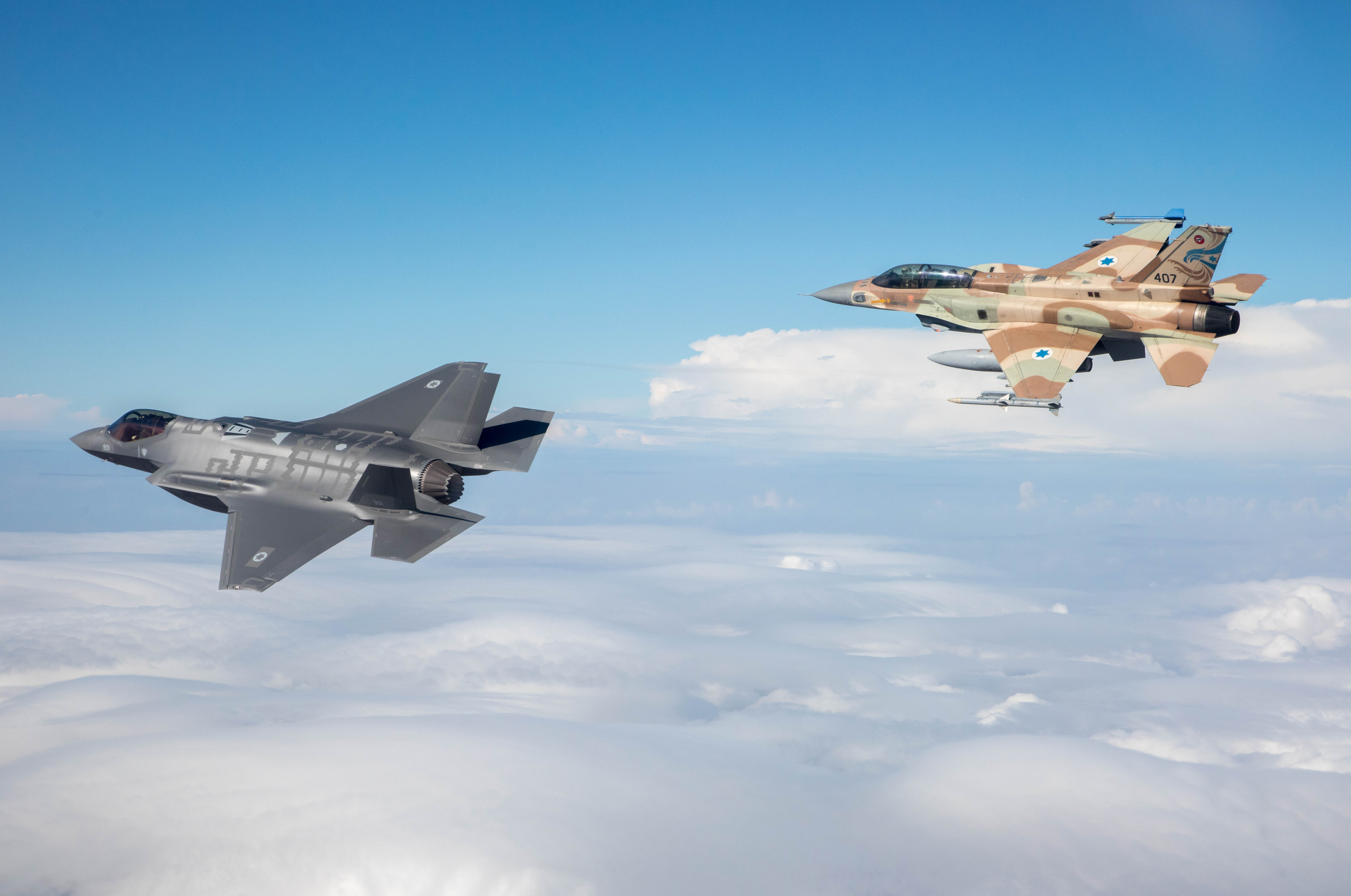
F-16I та F-35I Повітряних сил Ізраїлю

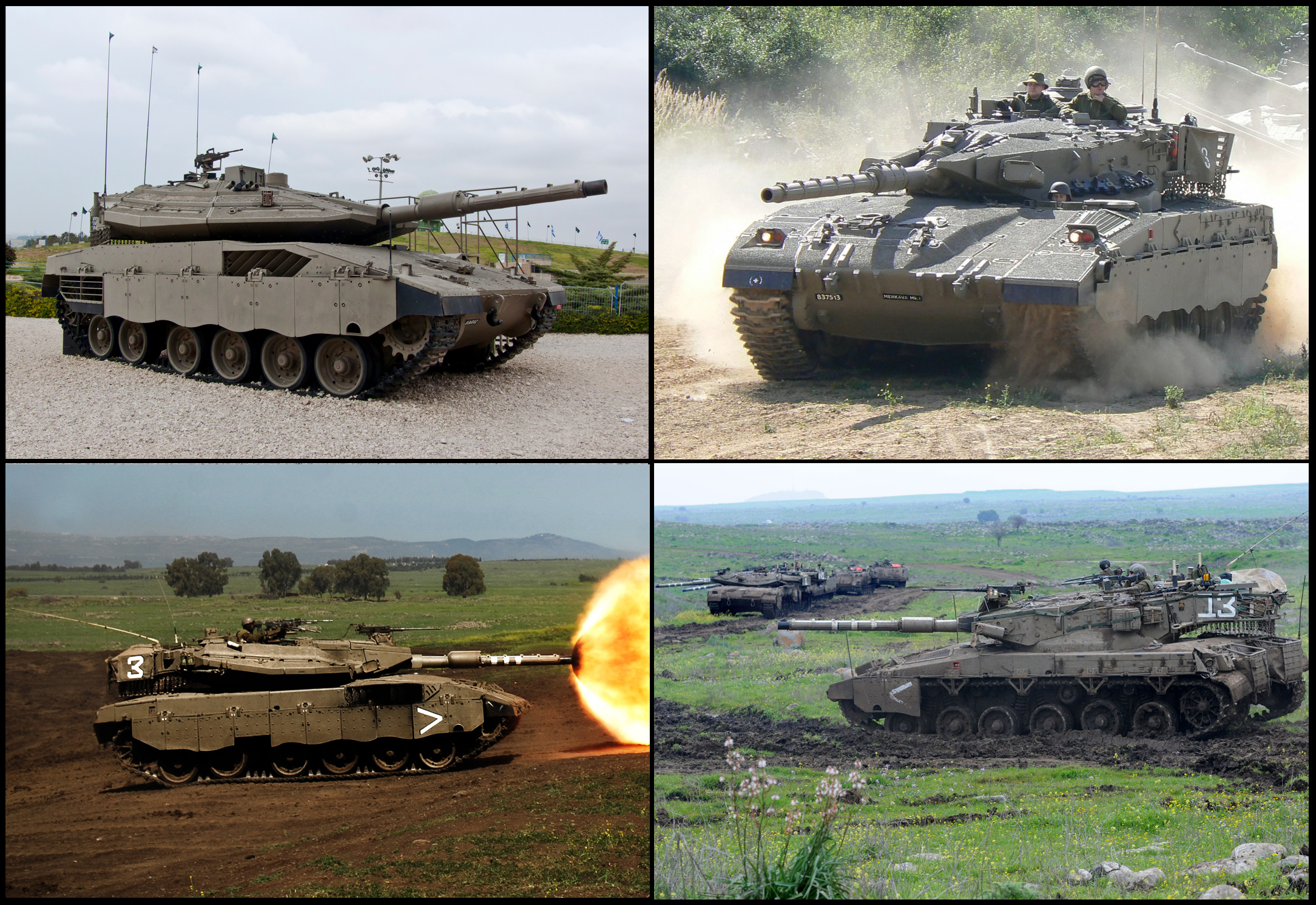
Меркава ('колісниця')– Основний бойовий танк Ізраїлю, 4 покоління

Армія оборони має на озброєнні різноманітну зброю та комп'ютерні системи іноземного та вітчизняного виробництва. Деяке озброєння надходить зі США (з деяким обладнанням, модифікованим для використання ЦАХАЛом), наприклад, штурмові гвинтівки M4A1 і M16, снайперська гвинтівка з затворною системою M24 SWS калібру 7,62 мм, напівавтоматична снайперська гвинтівка SR-25 калібру 7,62 мм, винищувачі F-15 Eagle і F-16 Fighting Falcon, а також ударні гелікоптери AH-1 Cobra і AH-64D Apache. Ізраїль також створив власну незалежну військову промисловість, яка розробила зброю і транспортні засоби, такі як бойові танки серії Меркава, винищувачі Nesher та Kfir, а також різноманітну стрілецьку зброю, таку як Автомат (зброя)штурмові гвинтівки Галіл і Тавор, пістолет-кулемет Uzi. Ізраїль також встановив Samson RCWS, дистанційно керований комплекс озброєнь, який може включати кулемети, гранатомети і протитанкові ракети на дистанційно керованій башті, в дотах уздовж ізраїльського бар'єру з сектором Газа, призначеного для запобігання проникненню палестинських бойовиків на його територію. Ізраїль розробив аеростати спостереження, оснащені сучасними камерами і системами спостереження, які використовуються для запобігання терористичним атакам з Гази. АОІ також володіє передовою бойовою інженерною технікою, до якої належать броньований бульдозер Caterpillar D9 та броньована інженерна машина Пума, ракети для прориву мінних полів Цефа Ширьон та CARPET, а також різноманітні роботи і вибухові пристрої.
АОІ також має кілька великих внутрішніх відділів досліджень і розробок. Вони купують багато технологій, вироблених ізраїльськими компаніями в галузі безпеки, включаючи IAI, IMI, Elbit Systems, Rafael і десятки менших фірм. Багато з цих розробок пройшли бойові випробування в численних військових операціях Ізраїлю, що робить відносини взаємовигідними, армія отримує індивідуальні рішення, а промисловість — хорошу репутацію.
У відповідь на перевитрату коштів на американську програму будівництва Бойових кораблів прибережної зони Ізраїль розглядає можливість виробництва власних військових кораблів, що може зайняти десятиліття і залежатиме від перенаправлення американського фінансування на цей проєкт.

### Головні розробки

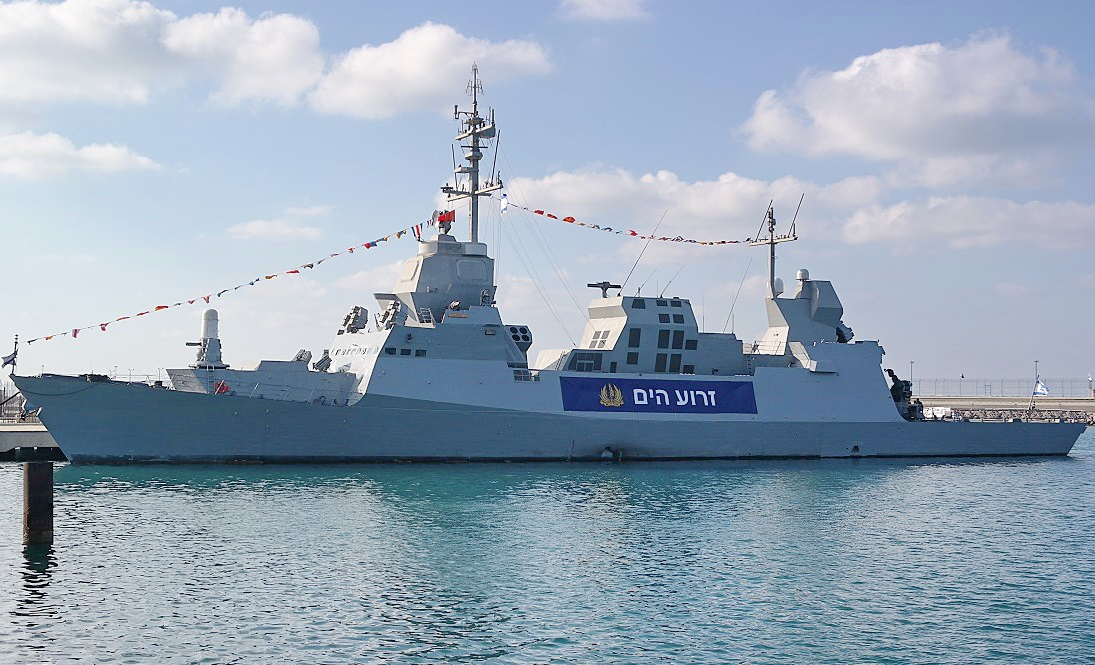
Корвет типу «Саар-5» INS Лахав ВМС Ізраїлю

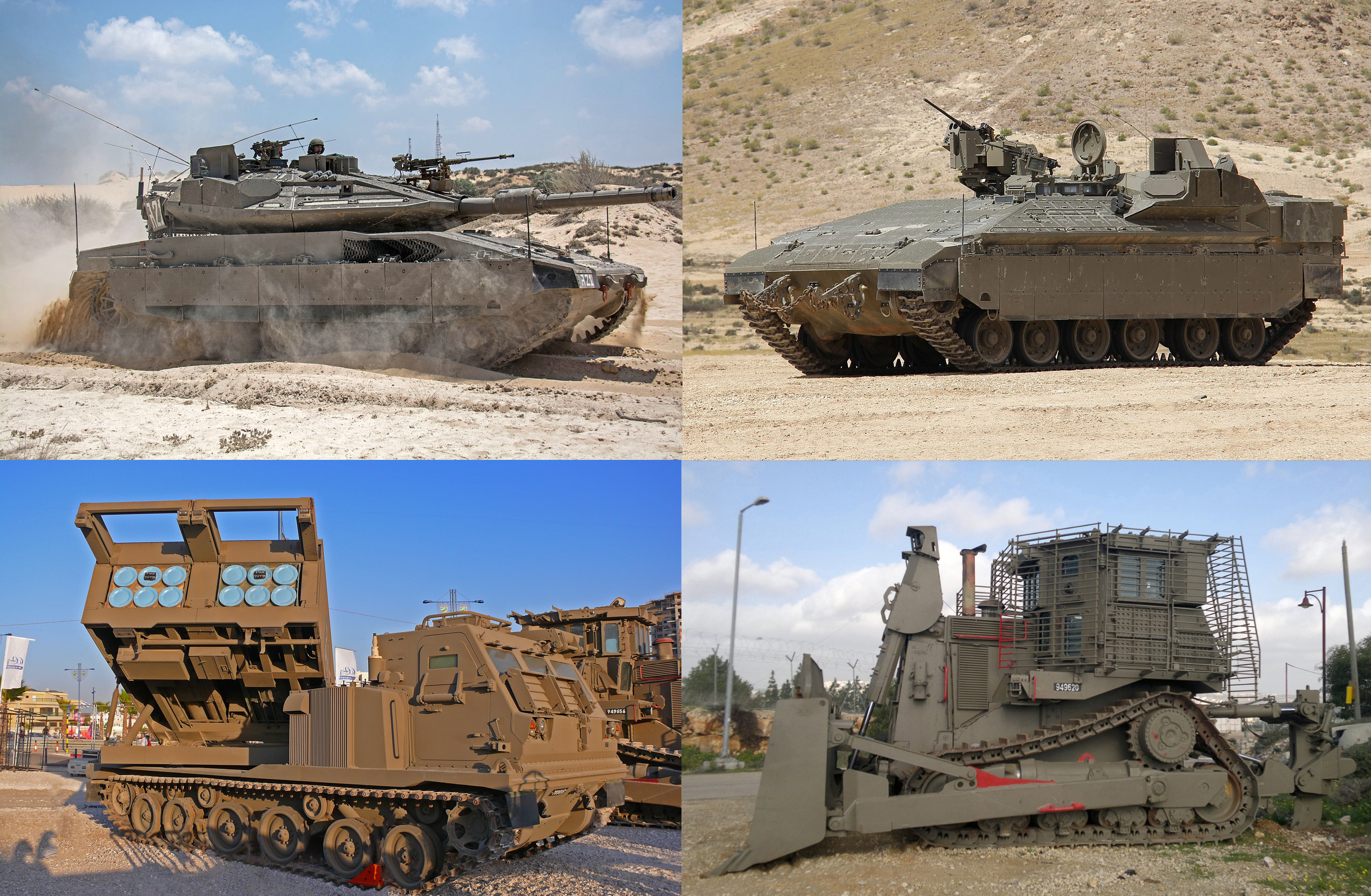
Сучасні (2017) бойові броньовані машини АОІ, за годинниковою стрілкою: Намер, Caterpillar D9, РСЗВ M270 and Меркава Mk 4M

Військові технології Ізраїлю найбільш відомі своєю вогнепальною зброєю, бойовими броньованими машинами (танками, переобладнаними з танків бронетранспортерами (БТР), броньованими бульдозерами тощо.), безпілотними літальними апаратами та ракетобудуванням (ракетами та реактивними снарядами). Ізраїль також виробляє літаки, включаючи Kfir (резервний), IAI Lavi (скасований) і систему раннього повітряного попередження IAI Phalcon, а також військово-морські системи (патрульні і ракетні кораблі). Значна частина електронних систем Армії оборони (розвідка, зв'язок, командування і управління, навігація тощо.) є ізраїльською розробкою, в тому числі багато систем, встановлених на іноземних платформах (зокрема, літаки, танки і підводні човни), так само як і багато високоточних боєприпасів. Ізраїль є найбільшим у світі експортером БПЛА.
Israel Military Industries (IMI) відома своєю вогнепальною зброєю. На озброєнні АОІ перебувають IMI Galil, Uzi, легкий кулемет IMI Негев та нова штурмова гвинтівка TAR-21. Ракета Rafael Advanced Defense Systems Спайк є однією з найбільш експортованих ПТКР у світі.
Ізраїль — єдина країна в світі, яка має діючу систему протиракетної оборони на національному рівні — систему Arrow, спільно фінансовану і вироблену Ізраїлем і Сполученими Штатами. Система Залізний купол проти ракет малої дальності діє і довела свою ефективність, перехопивши сотні ракет Кассам, 122-мм «Градів» і артилерійських ракет Фаджр-5, випущених палестинськими бойовиками з сектора Газа. 2017 року введено в дію протиракетну систему Праща Давида, призначену для боротьби з ракетами середньої дальності. Ізраїль також співпрацює зі США над розробкою тактичної високоенергетичної лазерної системи проти ракет середньої дальності (під назвою Nautilus або THEL).
Ізраїль має незалежну можливість виводити на орбіту розвідувальні супутники, яку він поділяє з Росією, США, Сполученим Королівством, Францією, Південною Кореєю, Італією, Німеччиною, Китайською Народною Республікою, Індією, Японією, Бразилією та Україною. Ізраїльська оборонна промисловість розробила як супутники (Офек), так і ракети-носії (Шавіт).
Відомо, що Ізраїль розробив ядерну зброю. Ізраїль офіційно не визнає свою ядерну програму. Вважається, що Ізраїль володіє від ста до чотирьохсот ядерних боєголовок. Вважається, що міжконтинентальні балістичні ракети «Єрихон» здатні доставляти ядерні боєголовки з вищим ступенем точності і дальністю 11 500 км. Ізраїльські винищувачі-бомбардувальники F-15I і F-16 також згадуються як можливі системи доставки ядерної зброї (ці типи літаків є ядерними у Повітряних силах США). Винищувач F-15E Повітряних силах США має можливість неститактичну ядерну зброю (бомби B61 і B83). Стверджується, що Підводні човни типу «Дольфін» були пристосовані для запуску крилатих ракет підводного базування «Папай» з ядерними боєголовками, щоб надати Ізраїлю можливість нанести другий удар.
З 2006 року Ізраїль прийняв на озброєння бронетранспортер Wolf для використання в міських умовах і для захисту VIP осіб.

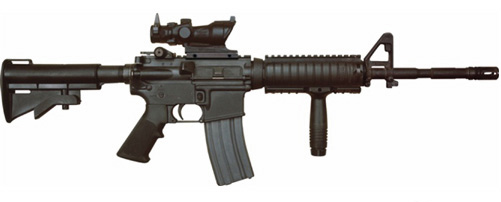
Карабін M4A1
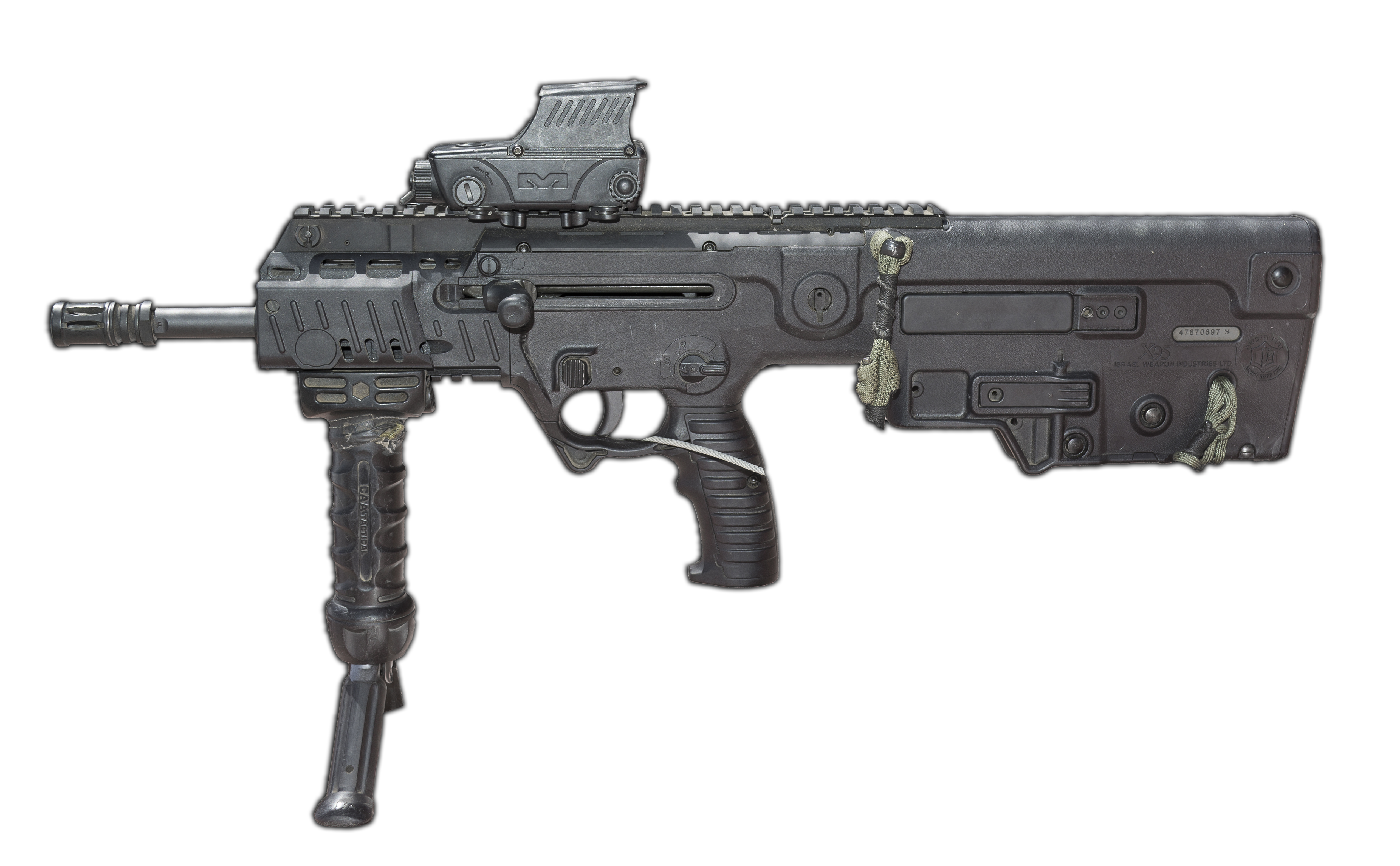
Tavor X95
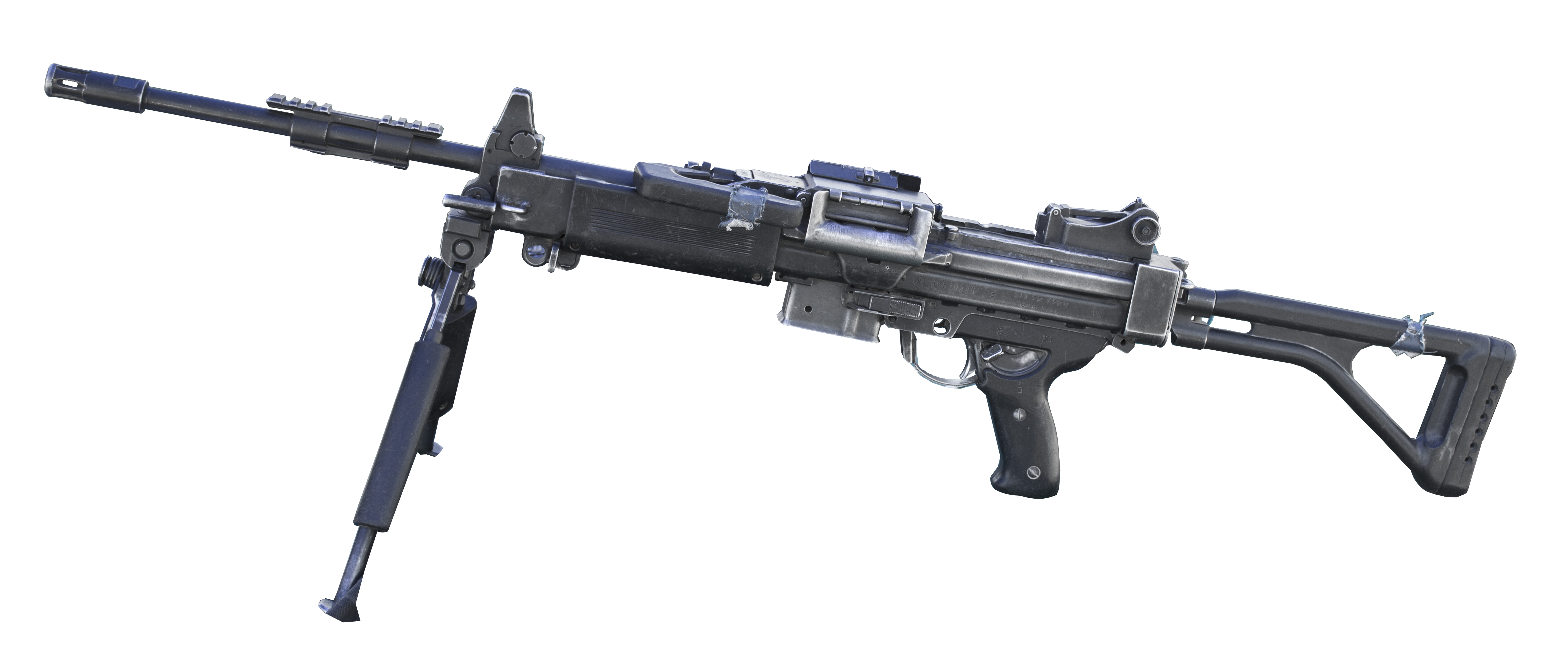
Легкий кулемет IWI Негев
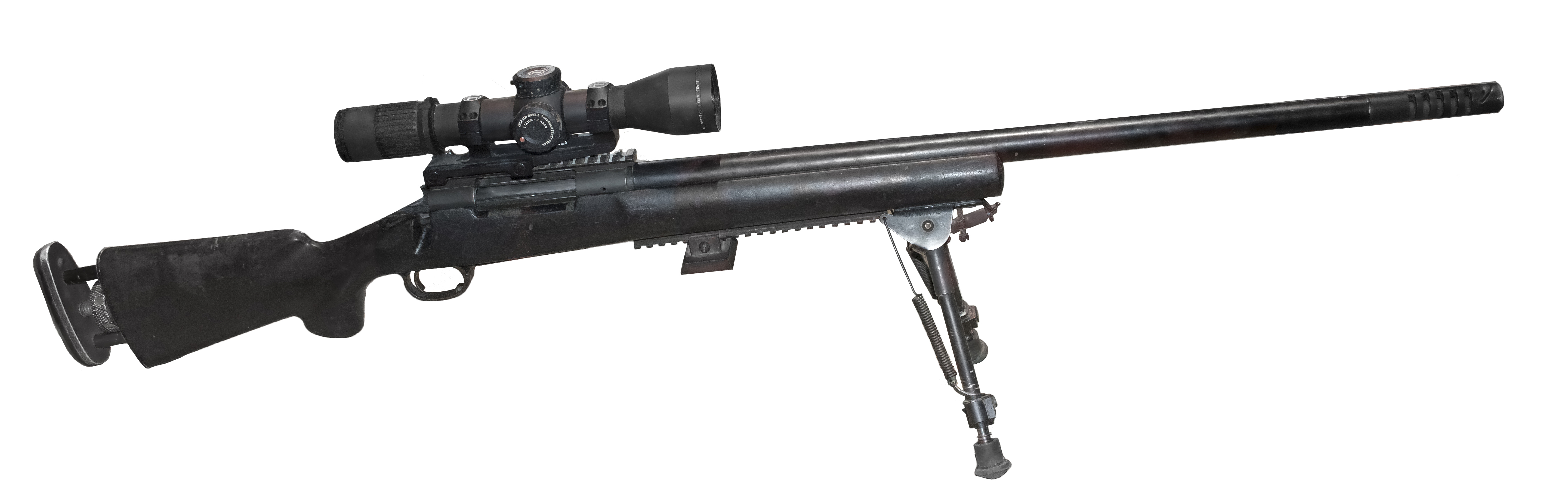
M24 Снайперська Система Озброєння (2018)
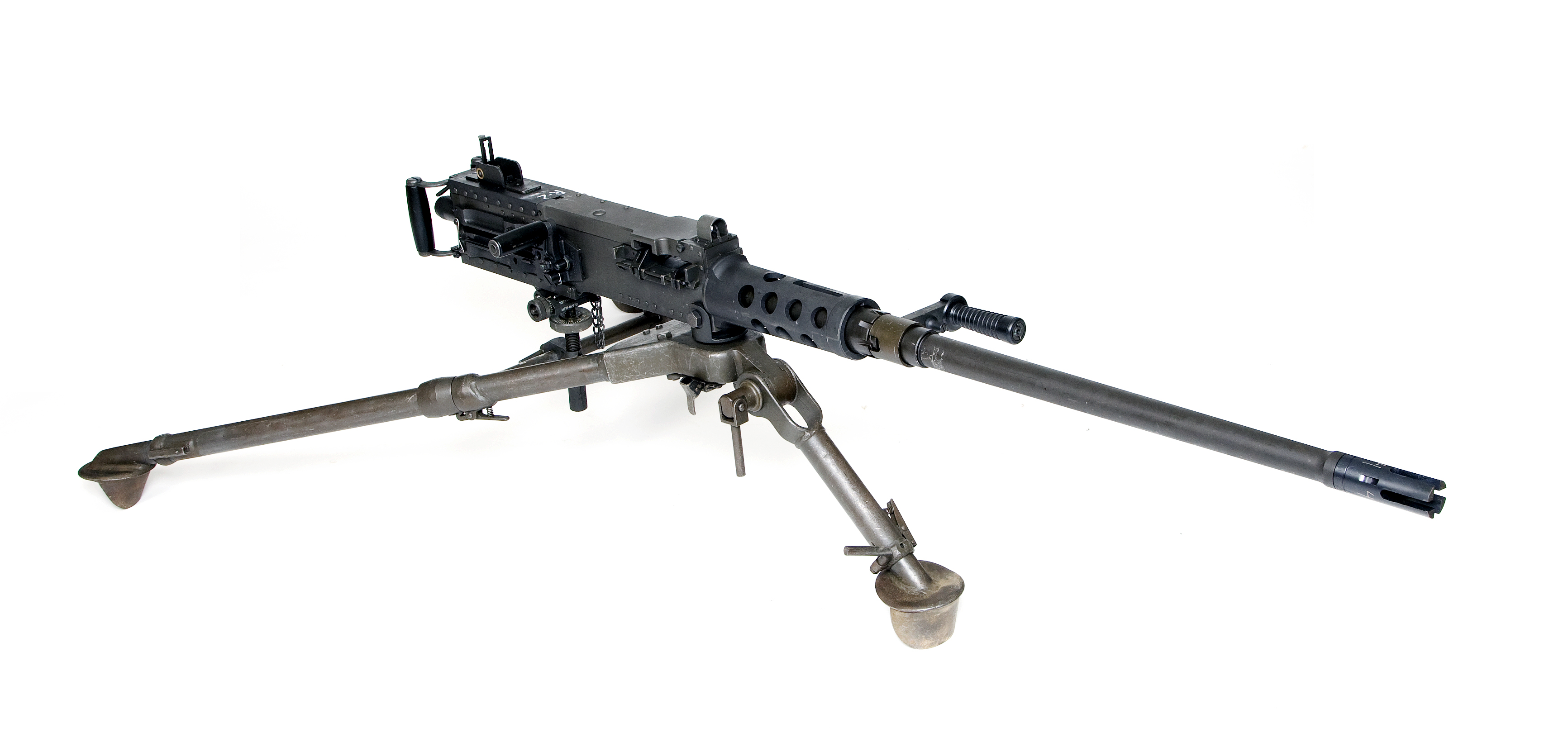
Browning M2

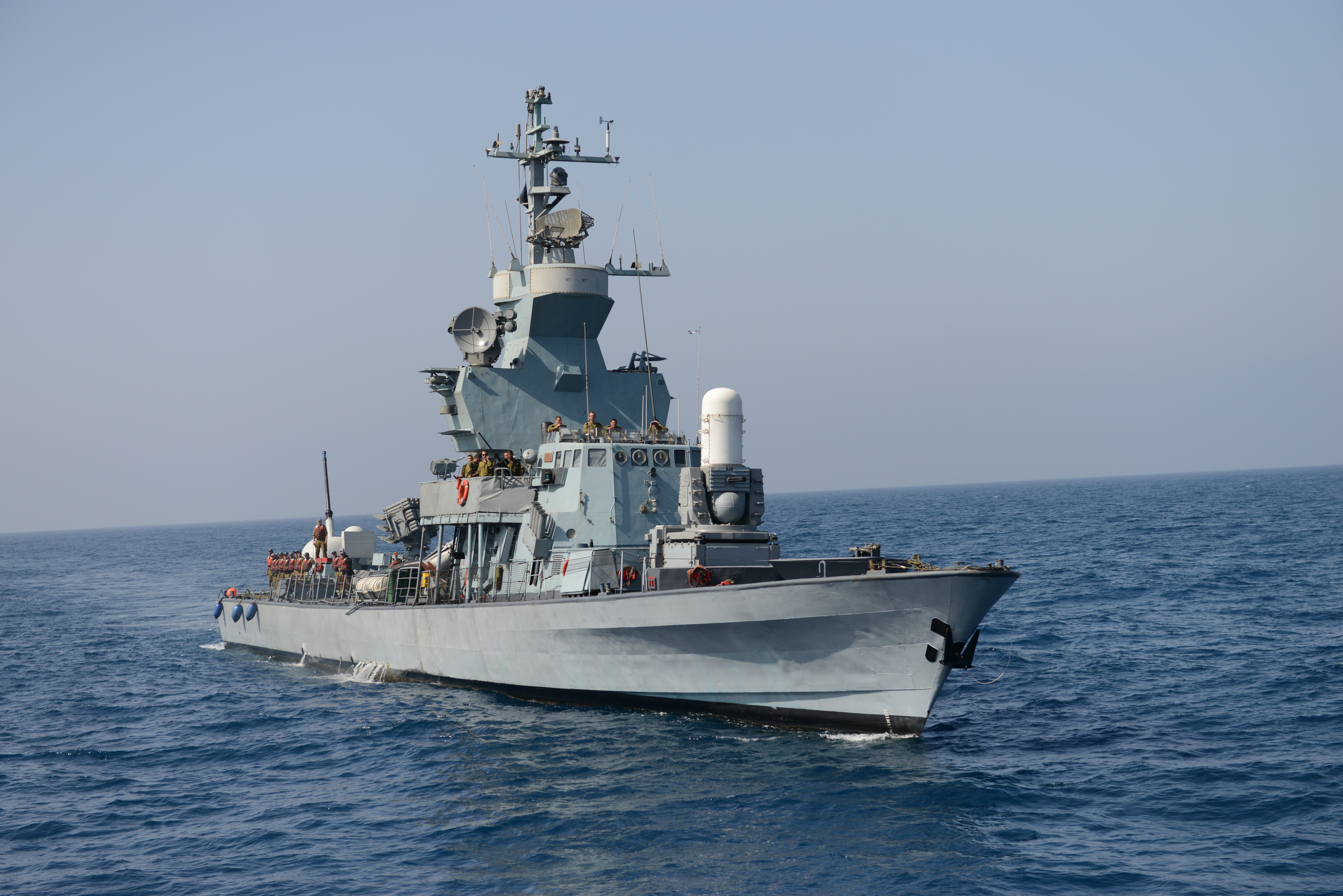
Ракетний катер типу «Саар-4,5»
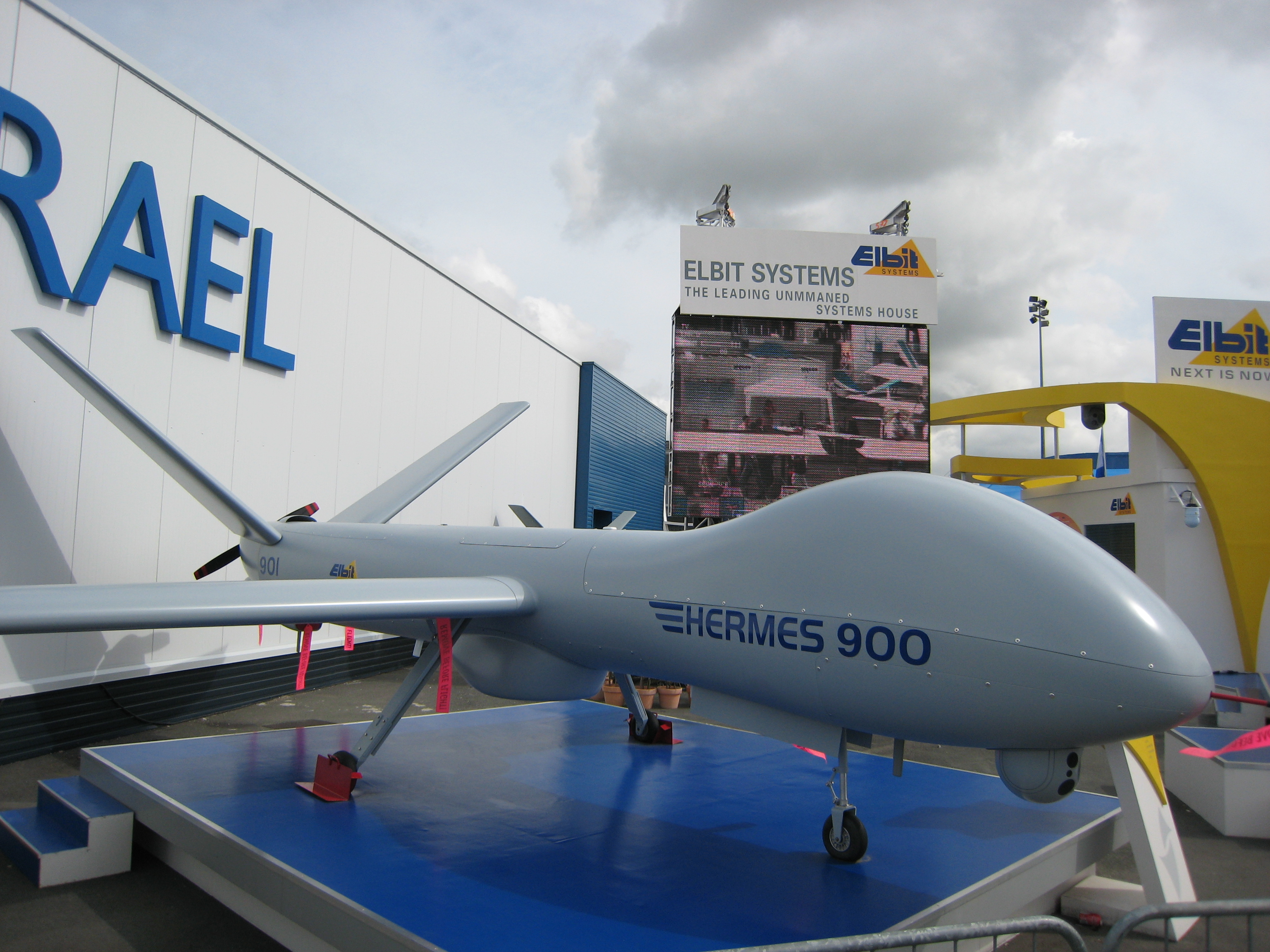
БПЛА Hermes 900
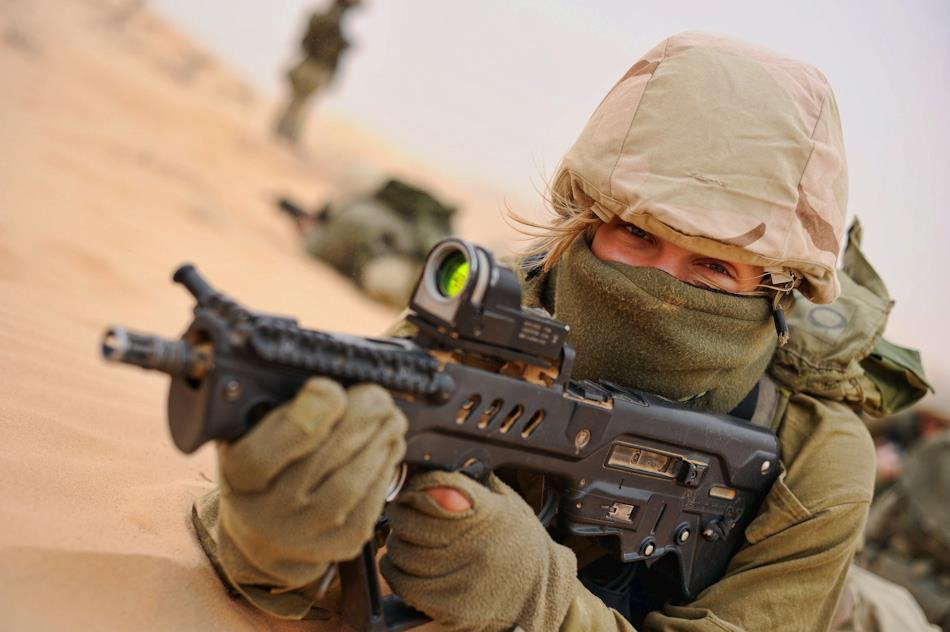
Солдат озброєний штурмовою гвинтівкою IWI «Тавор»
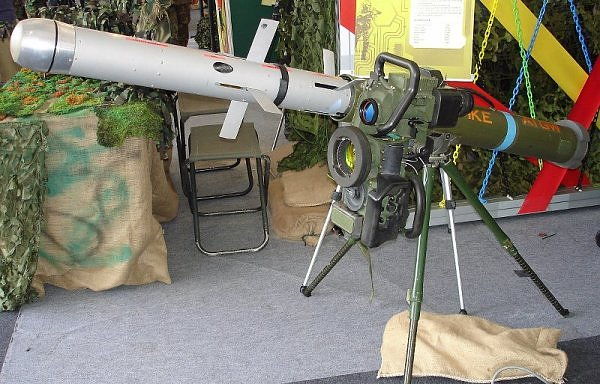
ПТКР «Спайк»
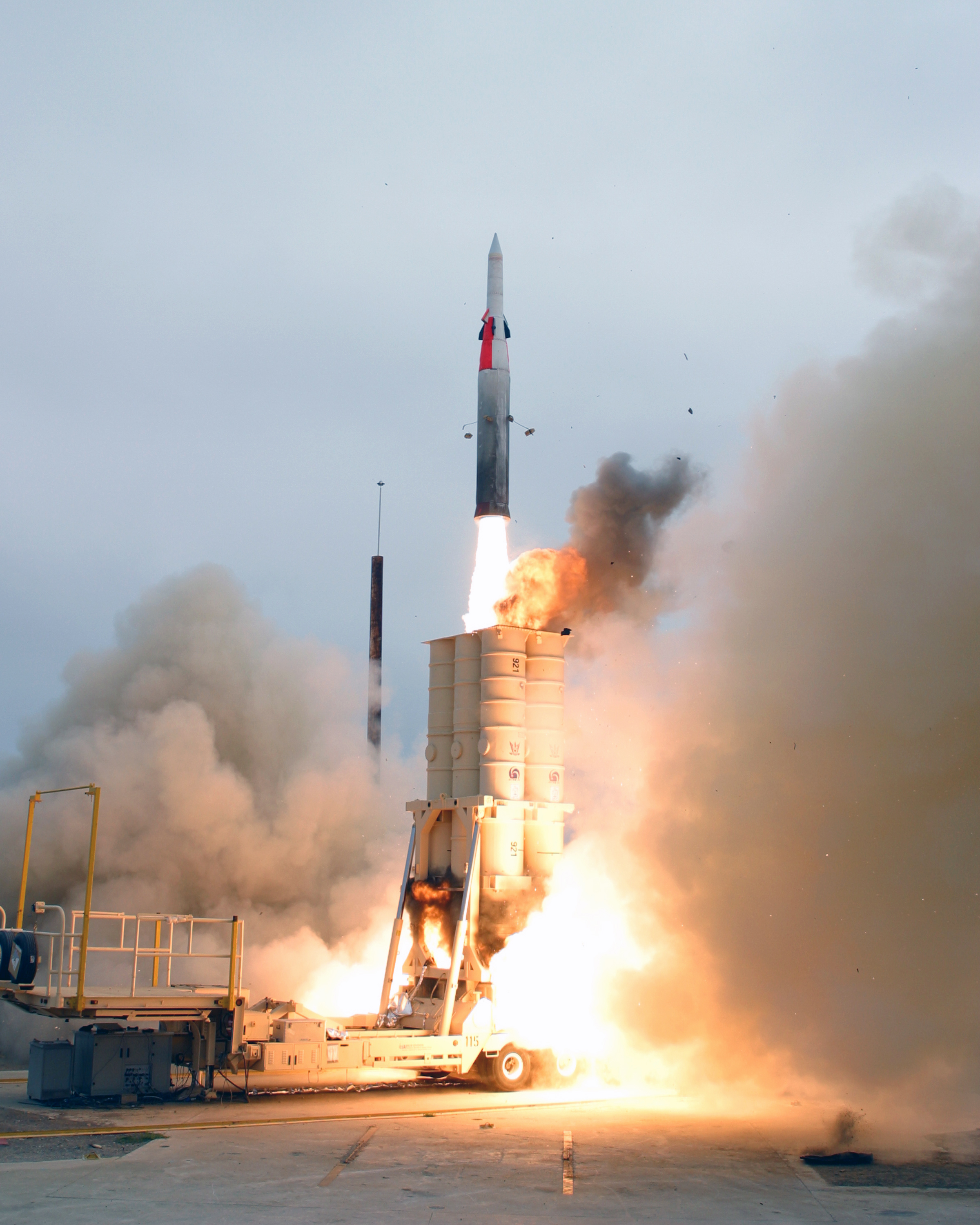
Протибалістична ракета «Arrow»
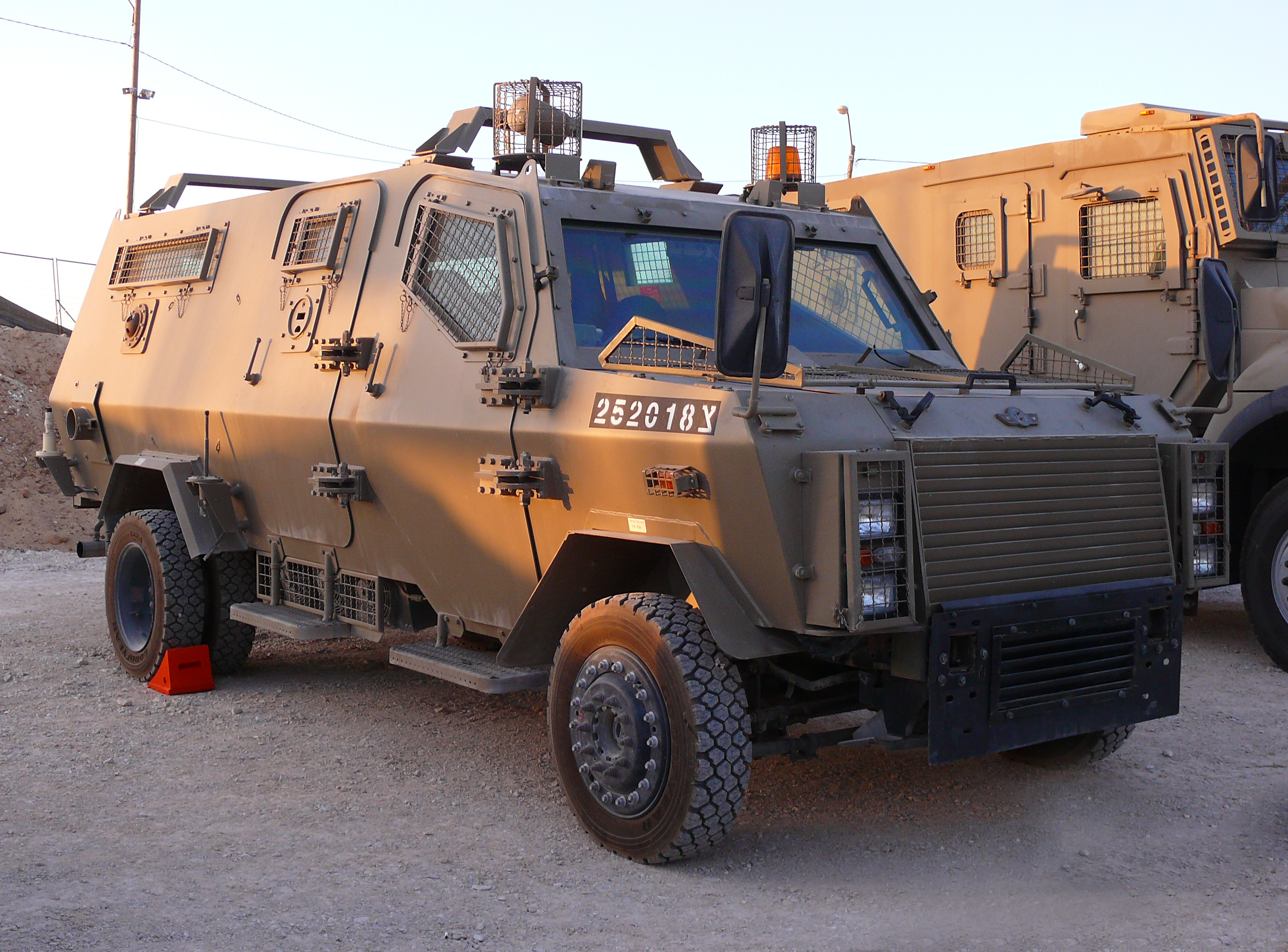
Бронетранспортер «Wolf»
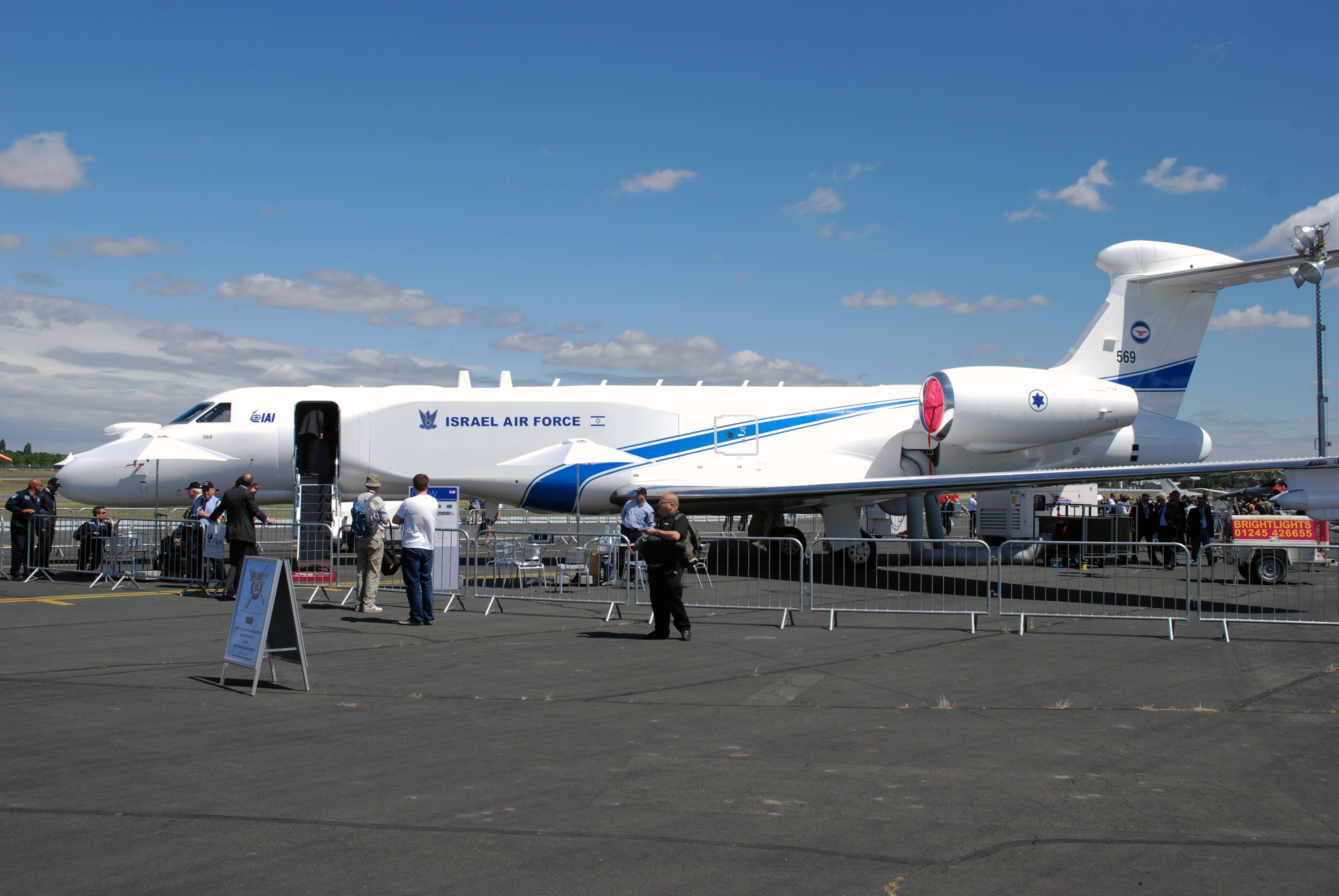
EL/W-2085 від Israel Aerospace Industries, розвиток EL/M-2075
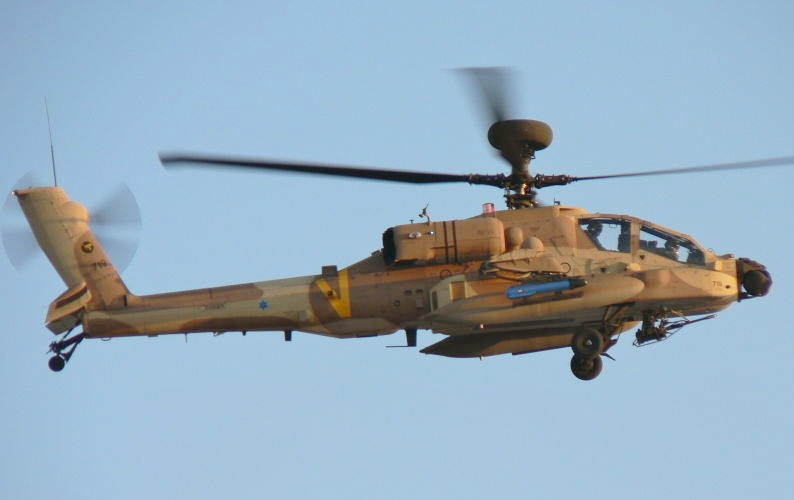
AH-64D Apache Longbow «Сараф»
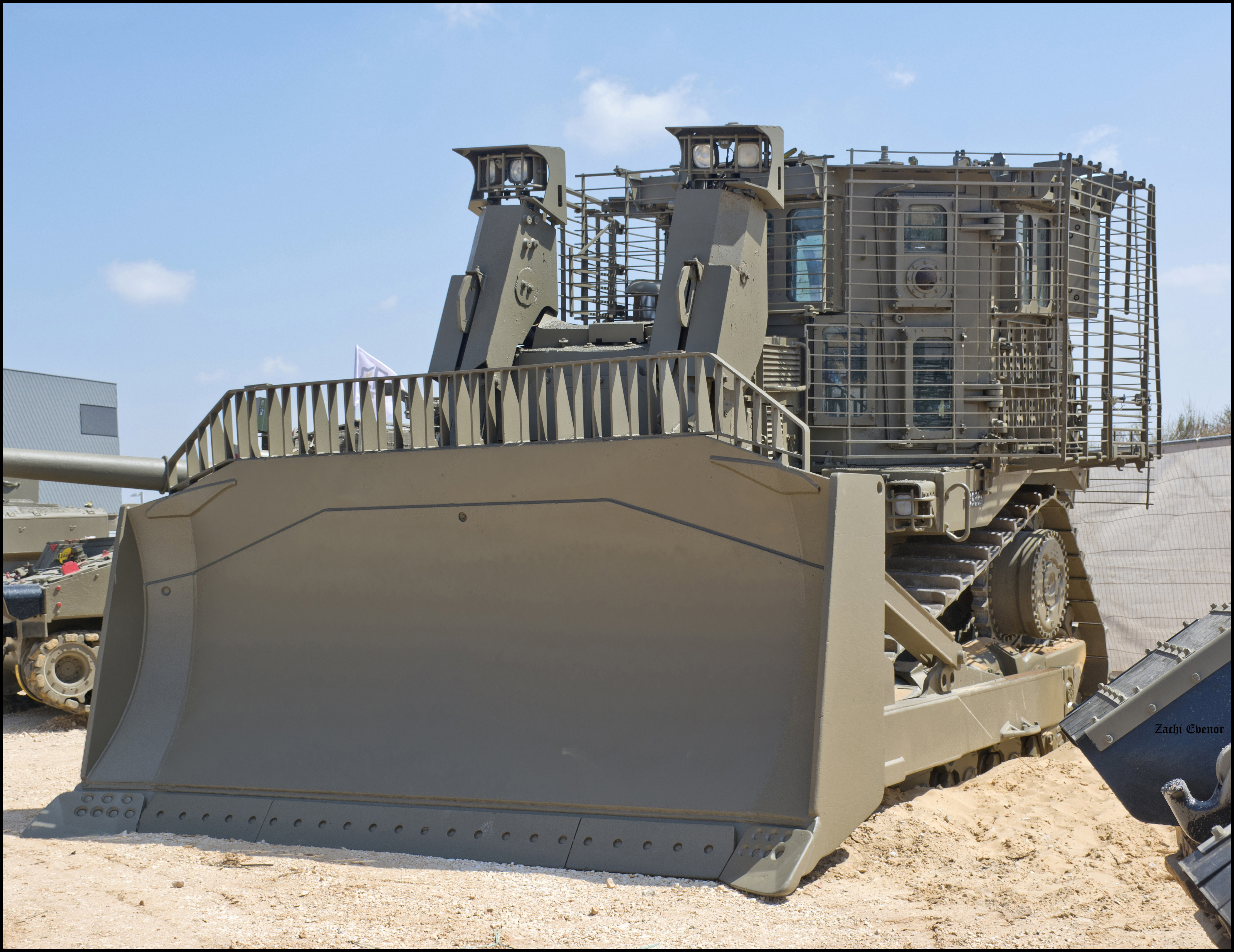
Броньований бульдозер «Caterpillar D9»
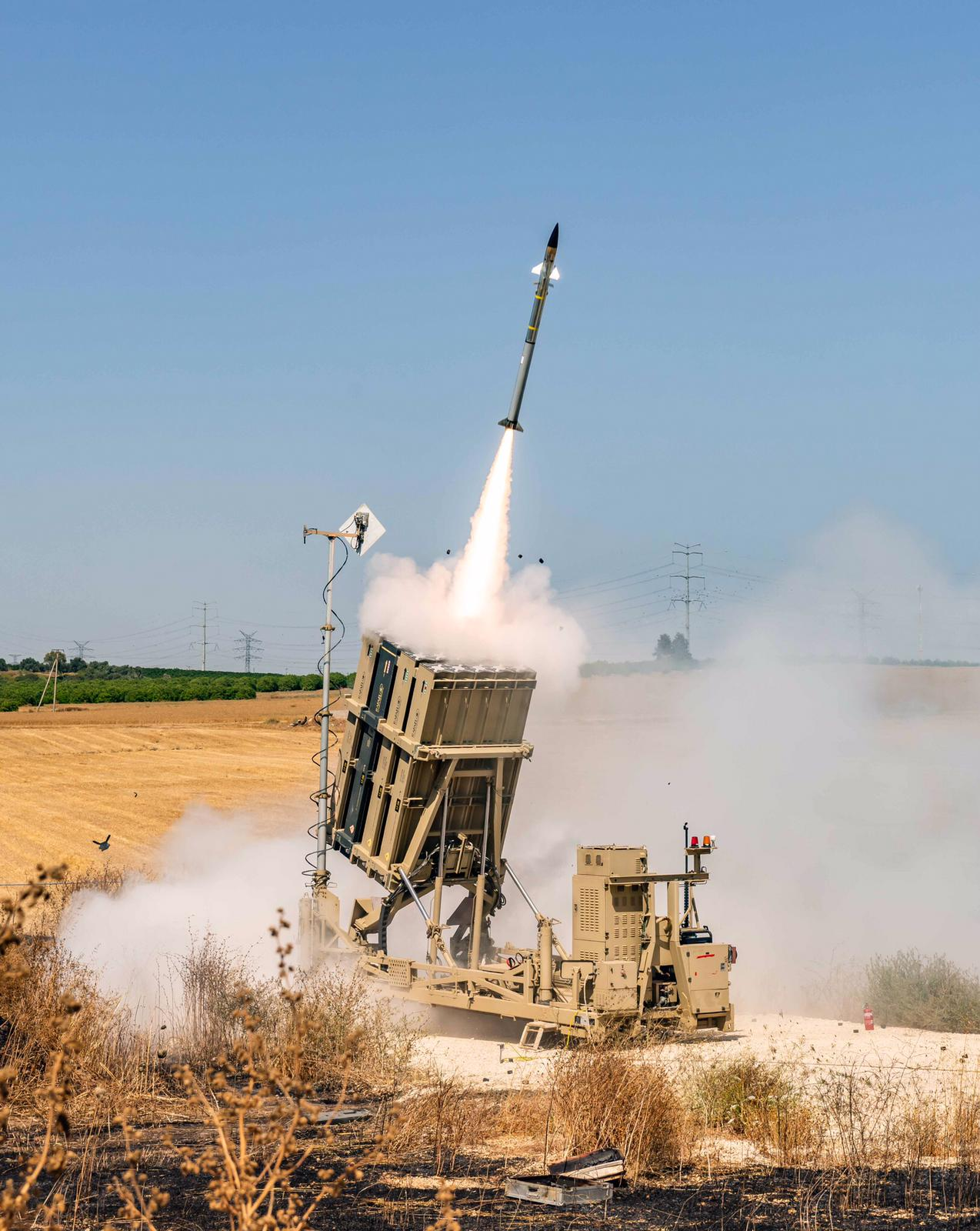
Пускова установка протиракетного комплексу «Залізний купол»
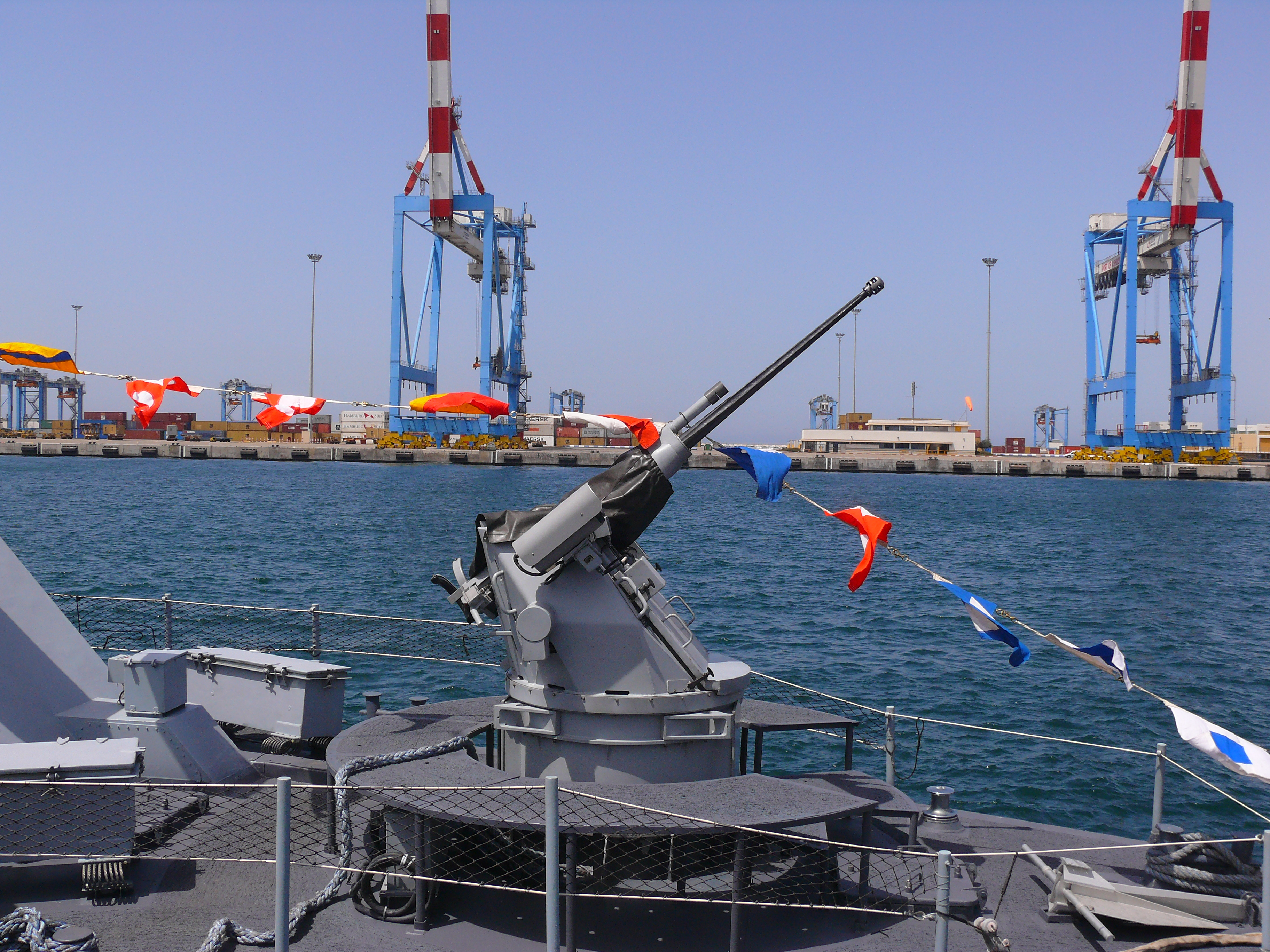
Станція озброєння «Тайфун» озброєна 25-мм гарматою
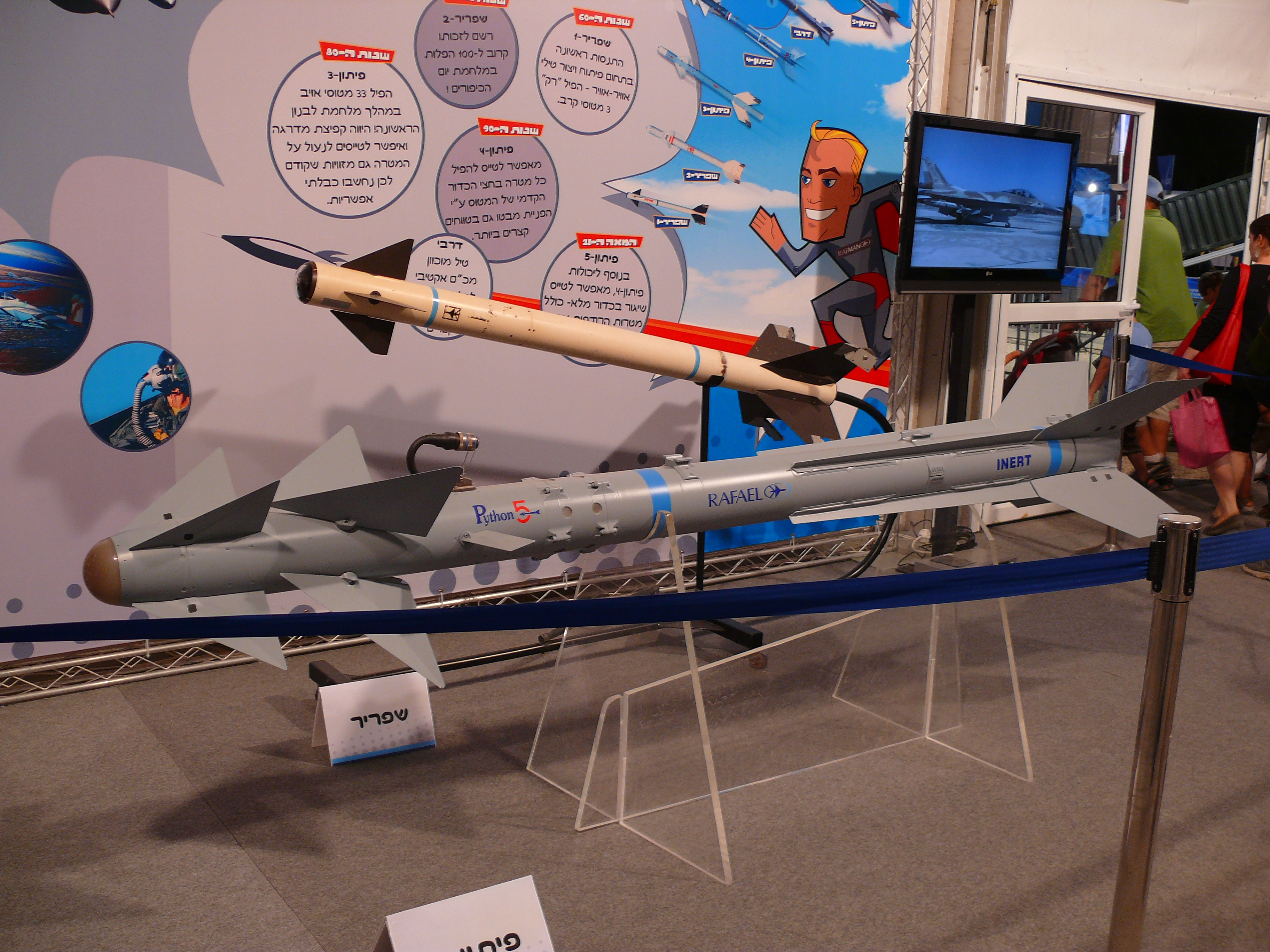
Серія ракет «Пітон»
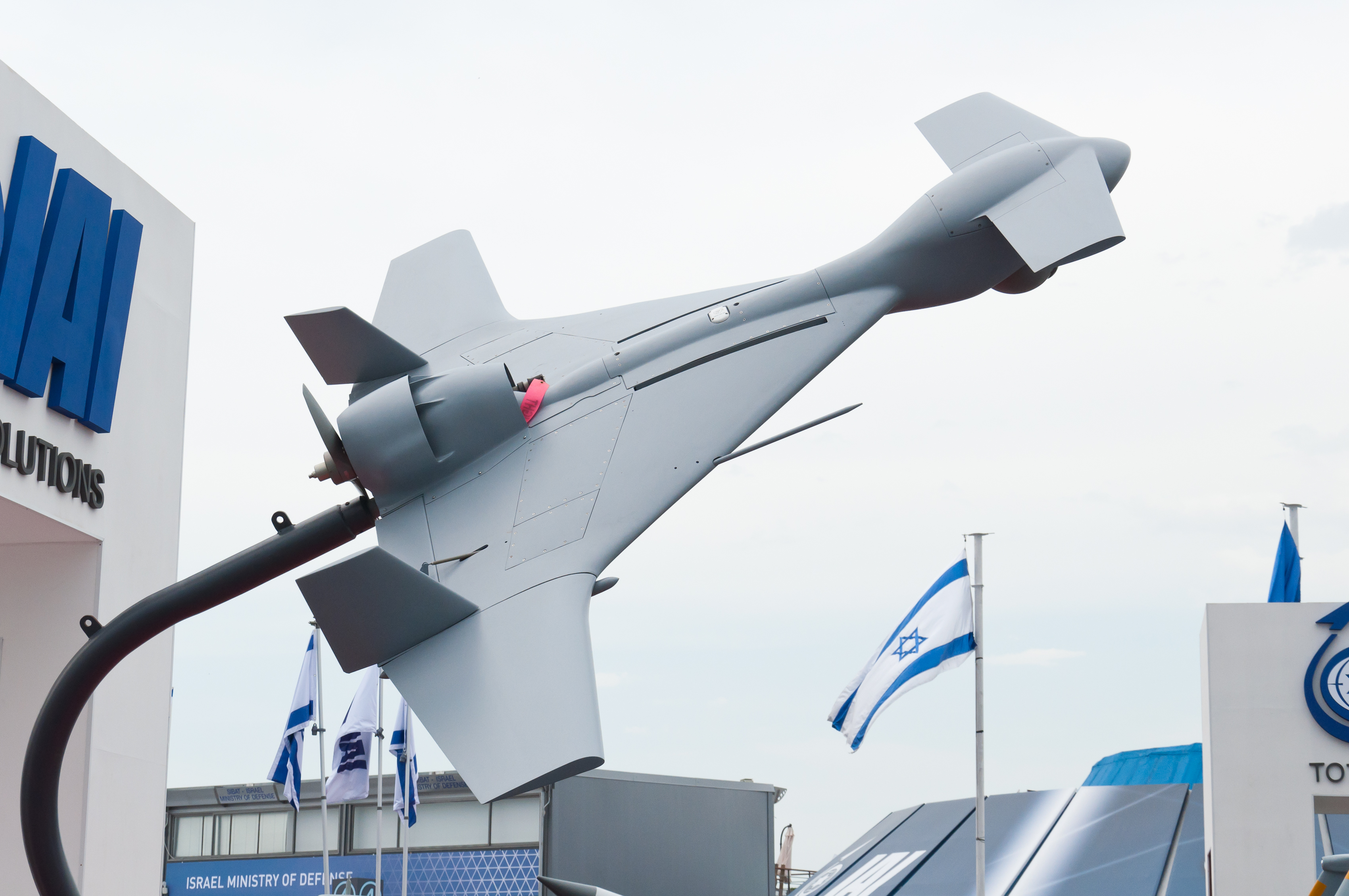
IAI Harop
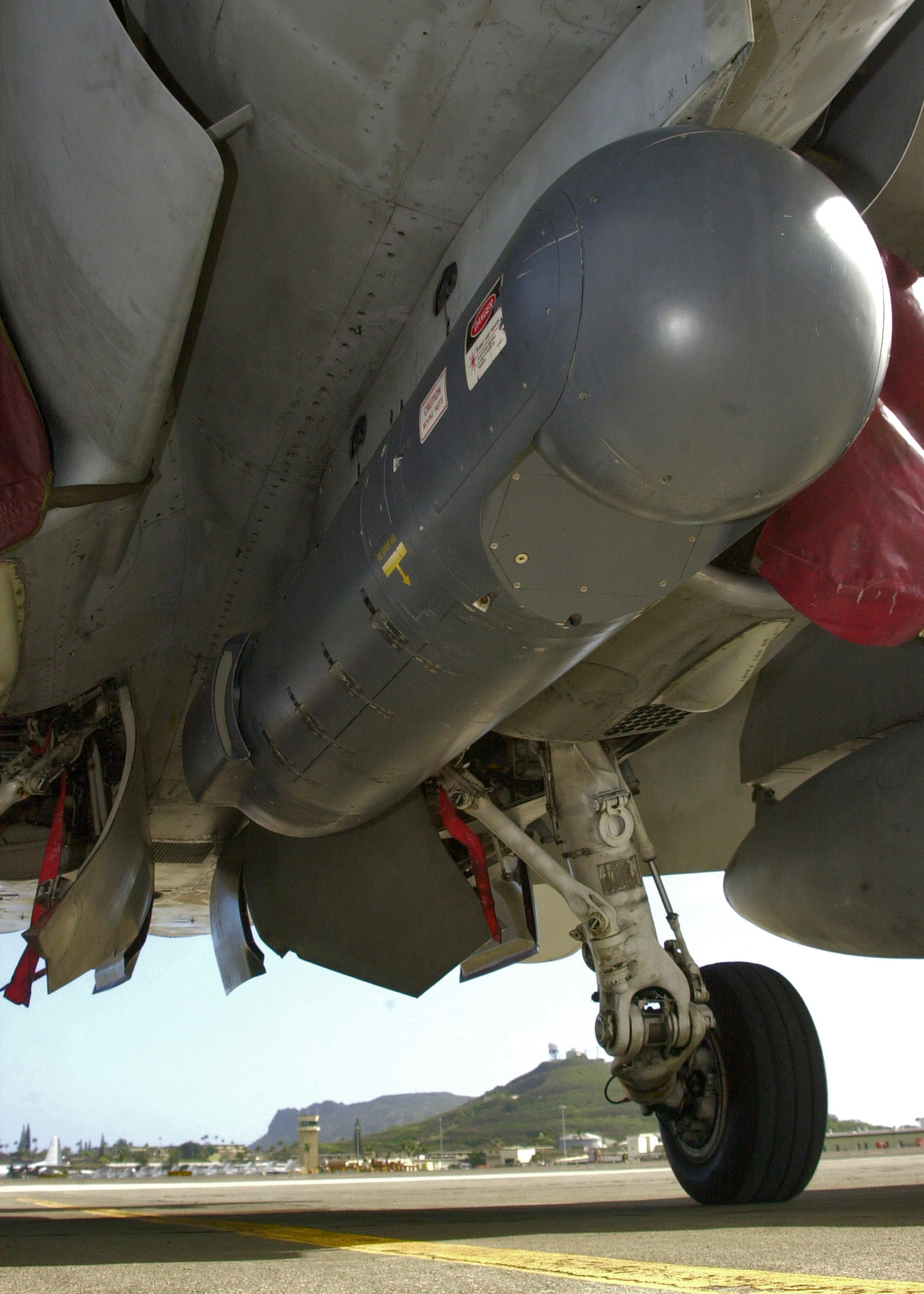
Прицільна гондола «Litening» яка сьогодні використовується більш ніж 20 міжнародними повітряними силами
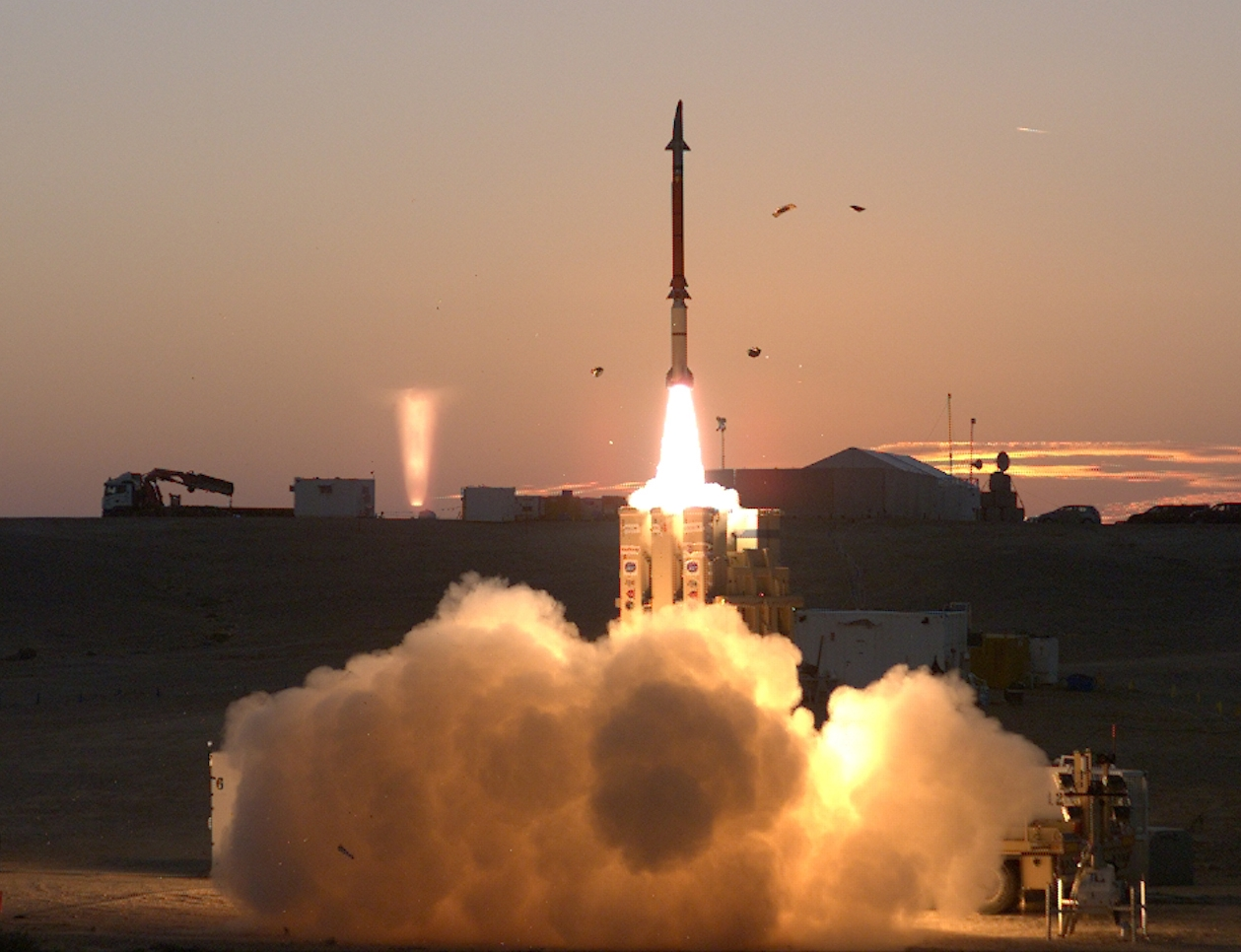
«Праща Давида»
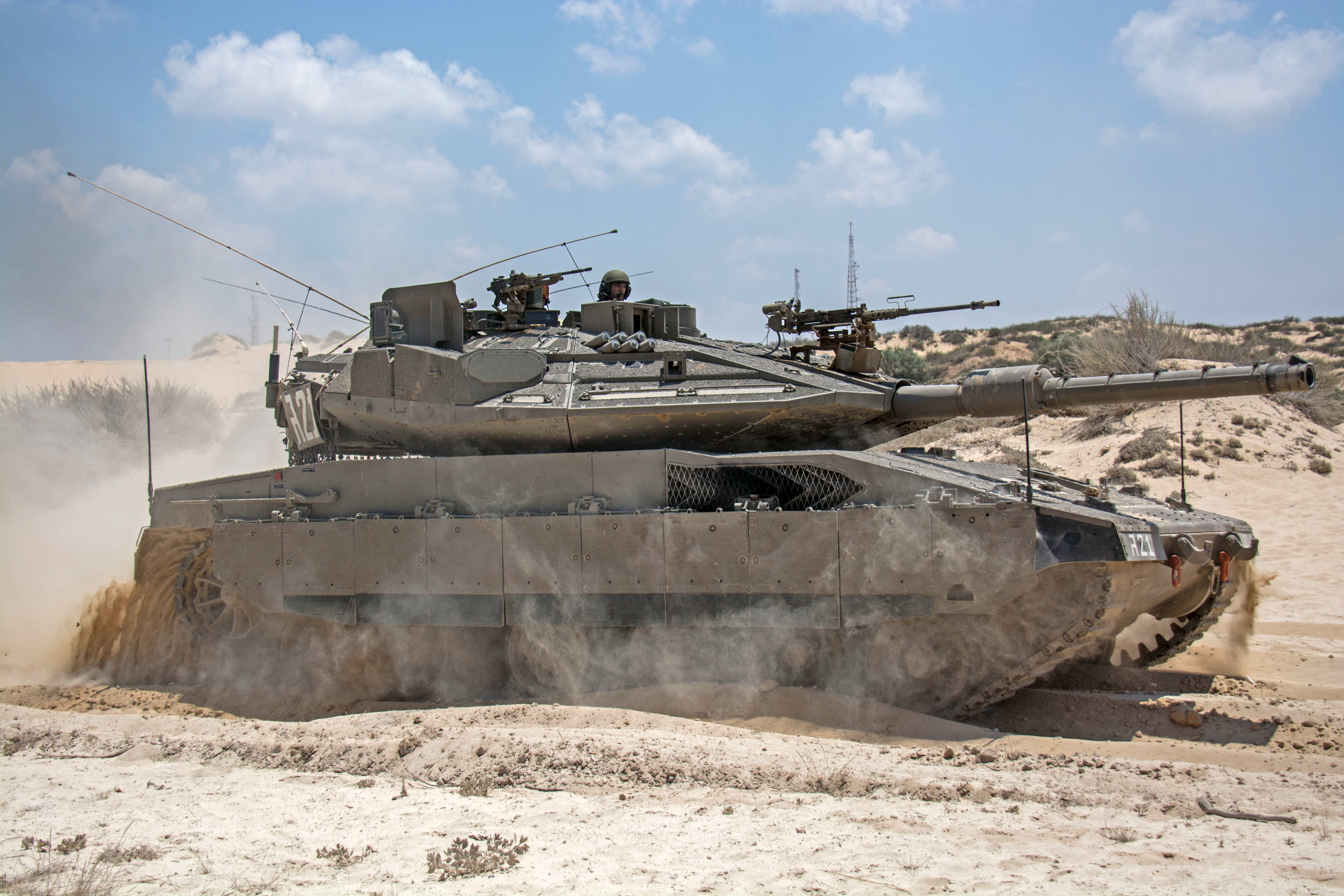
«Меркава» Mk 4m з системою активного захисту «Trophy», першою випробуваною на практиці системою активного захисту для танків
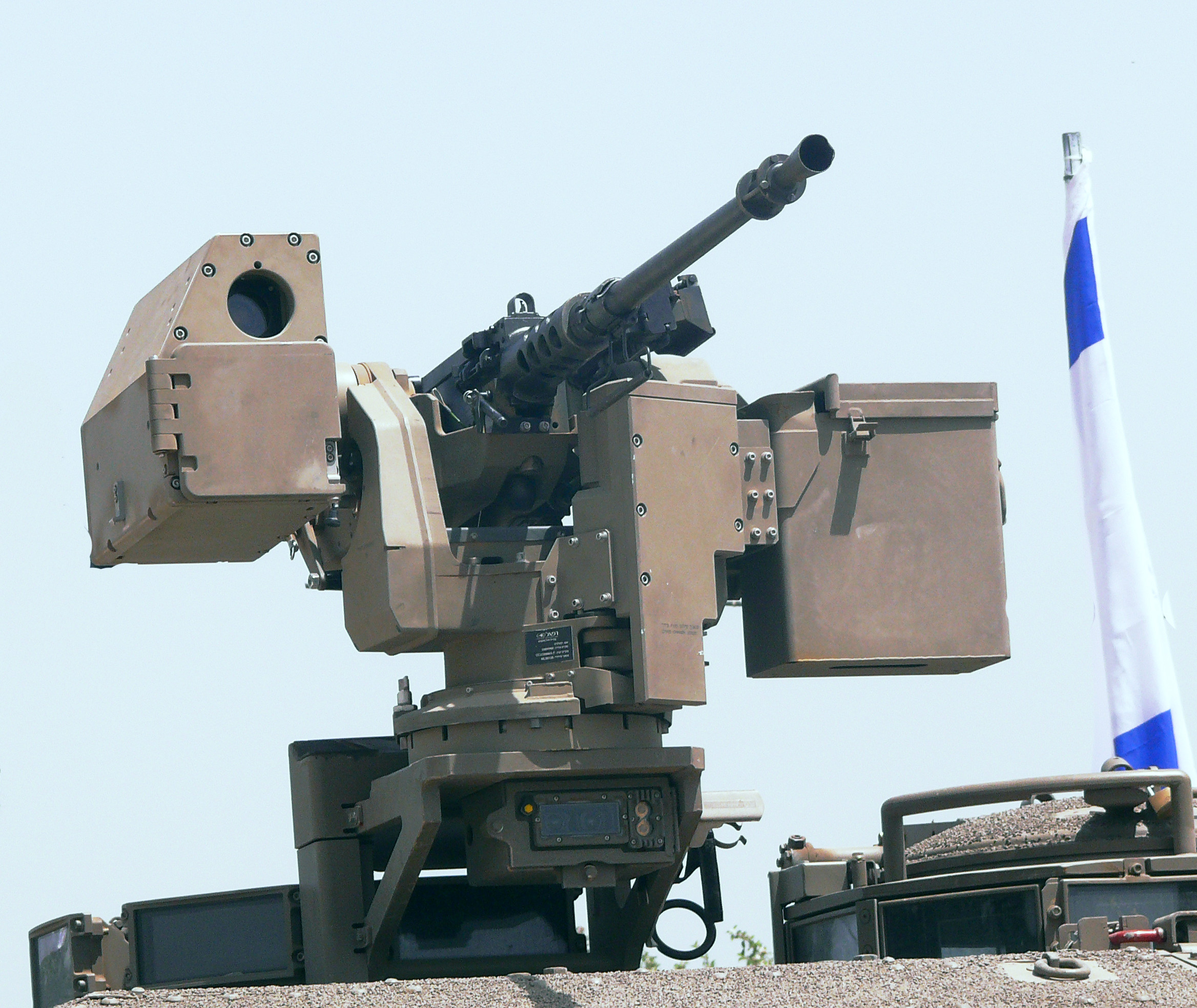
Browning M2 на дистанційно керованій станції озброєння «Samson»

## Вшанування

### Вшанування пам'яті

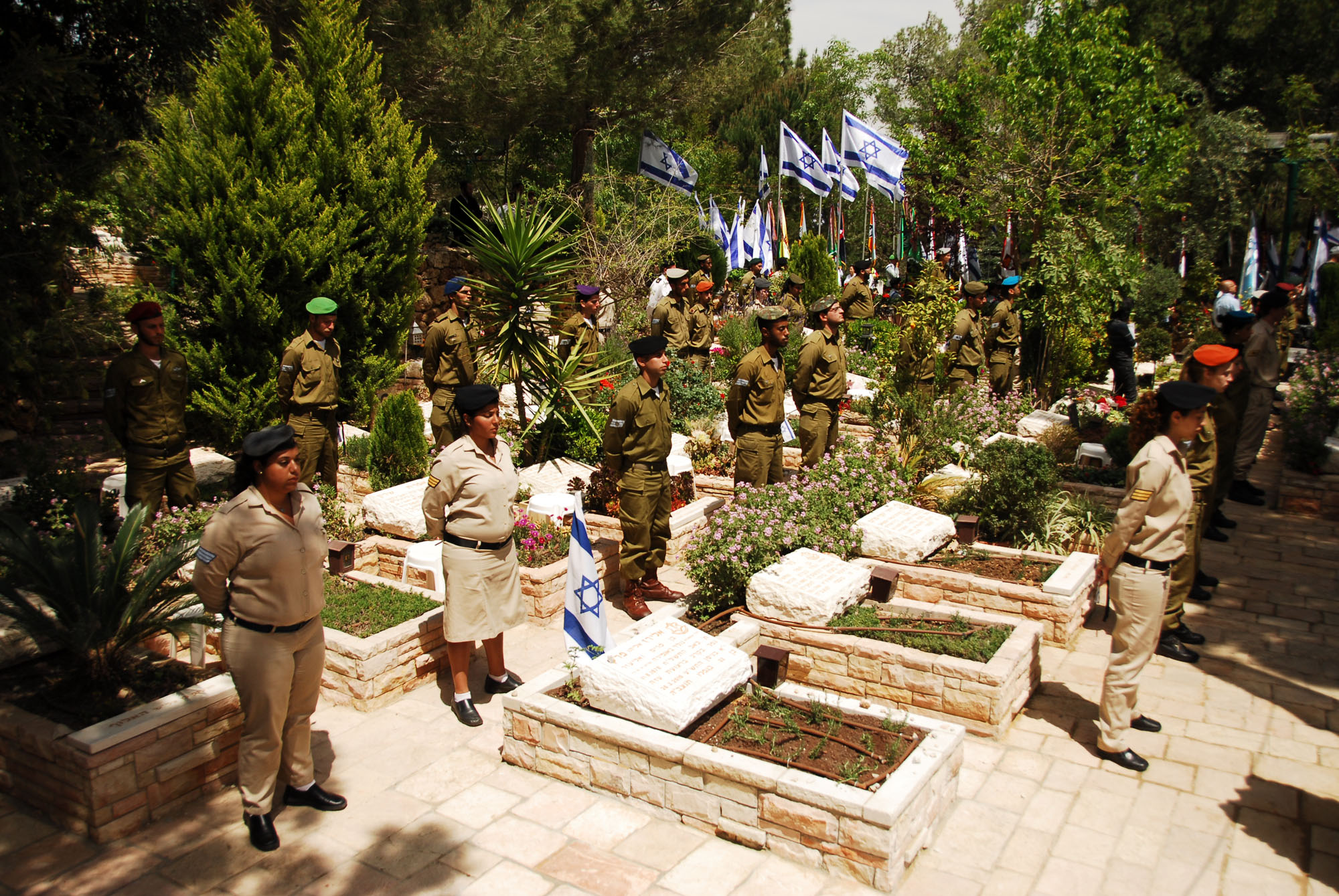
Церемонія АОІ під час Йом га-Зікарон

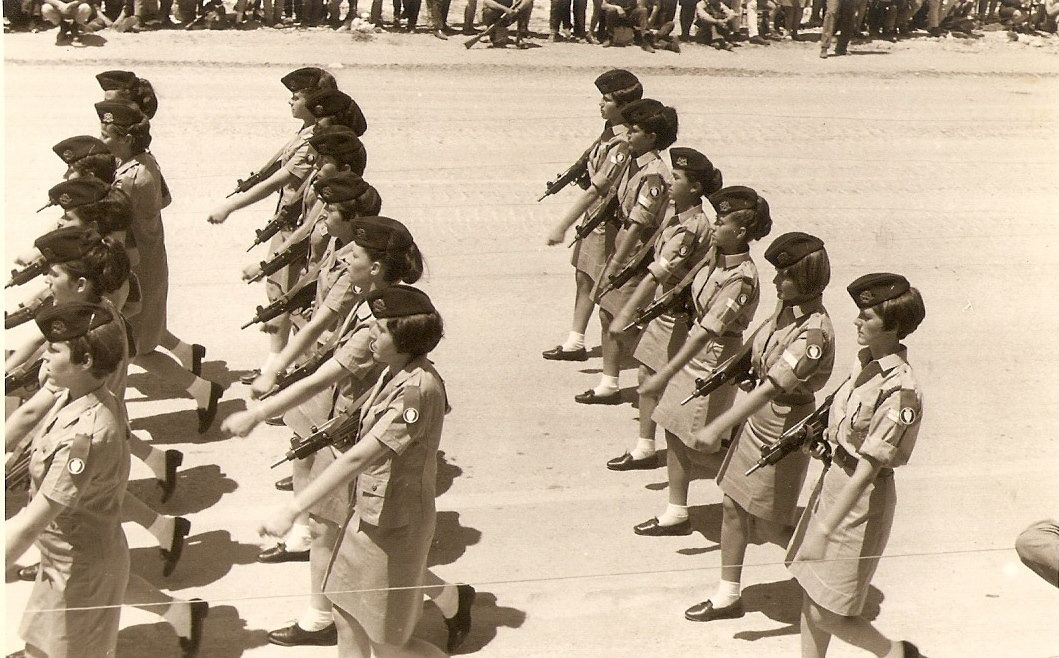
Ізраїльські жінки-солдати на параді, Єрусалим, 1968 рік

Йом га-Зікарон це ізраїльський день пам'яті загиблих воїнів, що відзначається на 4-й день місяця Іяр за єврейським календарем, за день до святкування Дня незалежності. Меморіальні служби проходять у присутності вищого військового керівництва Ізраїлю. Об 11:00 лунає двохвилинна сирена, яка знаменує початок офіційних військових меморіальних церемоній і приватних поминальних зібрань на кожному кладовищі, де поховані солдати. Багато ізраїльтян відвідують могили членів сім'ї та друзів, які загинули в бою. Увечері напередодні дня пам'яті всі магазини, ресторани та розважальні заклади повинні зачинити ворота для відвідувачів не пізніше 19:00 (такий самий порядок і закон застосовується до дня пам'яті жертв Голокосту, який відзначається тижнем раніше).
Головним музеєм Бронетанкової корпусу Ізраїлю є Яд ле-Ширьйон в Латруні, де знаходиться один з найбільших танкових музеїв у світі. Іншими важливими військовими музеями є Музей історії Армії оборони Ізраїлю (Батей га-Осеф) в Тель-Авіві, Музей Пальмах і Музей артилерії Бейт га-Тотхан в Зіхрон-Яакові. Музей Повітряних сил Ізраїлю розташований на авіабазі Хацерім у пустелі Негев, а Музей ізраїльської підпільної імміграції та військово-морського флоту — в Хайфі.
Національне військове кладовище Ізраїлю знаходиться на горі Герцля. Інші ізраїльські військові кладовища включають військове кладовище Кірьят-Шауль у Тель-Авіві та військове кладовище Сгула в Петах-Тікві.

### Паради
Паради Армії оборони Ізраїлю відбувалися на День незалежності протягом перших 25 років існування Держави Ізраїль. Після 1973 року вони були скасовані через фінансові проблеми та проблеми безпеки. Армія оборони Ізраїлю досі проводить виставки зброї по всій країні на День незалежності, але вони є стаціонарними.

## Міжнародні військові відносини

### Франція
Починаючи з 14 травня 1948 року (5 іяра 5708 року), коли Ізраїль став суверенною державою, між Францією та Ізраїлем встановилися міцні військові, комерційні та політичні відносини, які тривали до 1969 року. Між 1956 і 1966 роками дві країни мали найвищий рівень військового співробітництва. У цей період Франція надала майже всі літаки, танки і військові кораблі, які мав Ізраїль. У 1969 році президент Франції Шарль де Голль обмежив експорт зброї до Ізраїлю. Це був кінець 20-річного «золотого віку» відносин між Ізраїлем і Францією.

### Сполучені Штати Америки

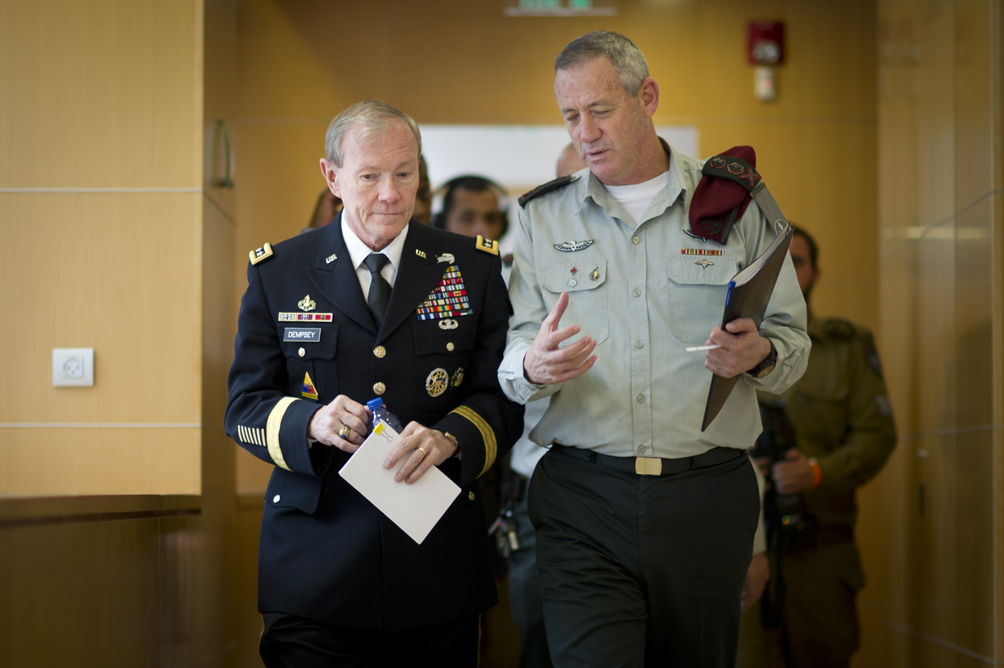
Колишній Начальник Генерального штабу АОІ Бені Ґанц (праворуч) зустрічається з Мартіном Демпсі (ліворуч), Головою Об'єднаного комітету начальників штабів США

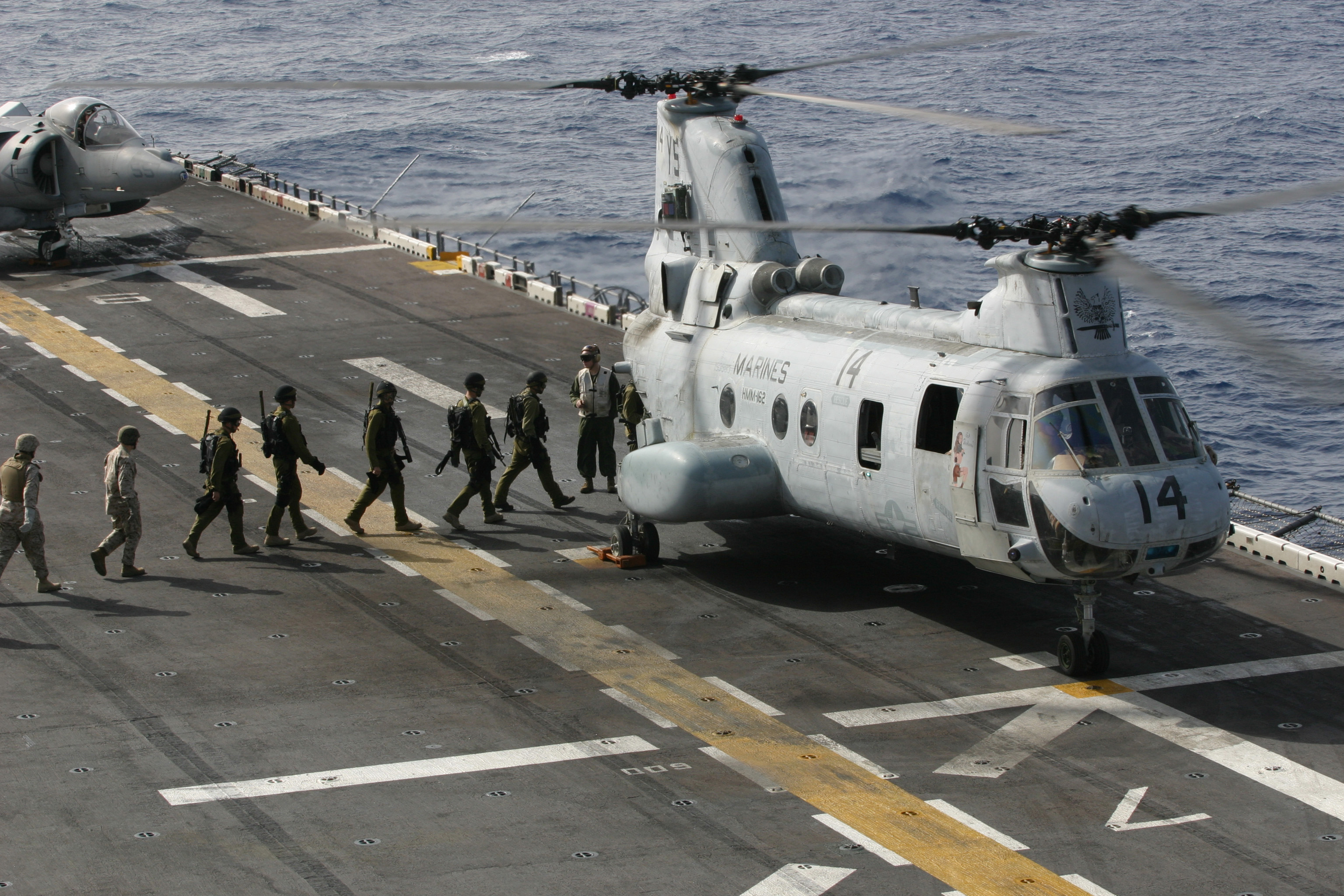
Ізраїльські солдати тренуються разом з 26-м експедиційним підрозділом морської піхоти на USS Kearsarge ВМС США

У 1983 році США та Ізраїль створили Об'єднану військово-політичну групу, яка збирається двічі на рік. США та Ізраїль беруть участь у спільному військовому плануванні та спільних навчаннях, а також співпрацюють у військових дослідженнях і розробці озброєнь. Крім того, американські військові зберігають в Ізраїлі два засекречених, заздалегідь розміщених військових резервних запаси вартістю $493 мільйони. Ізраїль має офіційний статус головного американського союзника поза НАТО. З 1976 року Ізраїль був найбільшим щорічним одержувачем іноземної допомоги США. У 2009 році Ізраїль отримав $2,55 мільярда у вигляді грантів від Департамента оборони в рамках програми «Іноземне військове фінансування» (Foreign Military Financing, FMF). Вся ця військова допомога, окрім 26 %, призначена для закупівлі військової техніки лише в американських компаній.
У жовтні 2012 року США та Ізраїль розпочали найбільші спільні навчання з протиповітряної і протиракетної оборони, відомі як «Austere Challenge 12», в яких взяли участь близько 3500 американських військовослужбовців та 1000 військовослужбовців АОІ. Німеччина і Сполучене Королівство також брали участь.
З середини 2017 року Сполучені Штати експлуатують протиракетну систему в регіоні Негев на півдні Ізраїлю, яку обслуговують 120 військовослужбовців армії США. Це об'єкт, який використовується США на більшій базі ПС Ізраїлю «Машабім».

### Індія
Індія та Ізраїль мають міцні військово-стратегічні зв'язки. Ізраїльська влада вважає громадян Індії найбільш проізраїльськи налаштованими людьми у світі. Окрім того, що Індія є другим за величиною економічним партнером Ізраїлю в Азії, вона також є найбільшим покупцем ізраїльської зброї у світі. У 2006 році річний обсяг військових продажів між Індією та Ізраїлем становив $900 мільйонів. Ізраїльські оборонні фірми мали найбільшу експозицію на виставці Aero India 2009, під час якої Ізраїль запропонував Індії кілька найсучасніших видів зброї. Першою великою військовою угодою між двома країнами став продаж ізраїльських авіаційних комплексів радіолокаційного виявлення і наведення Phalcon для Повітряних сил Індії в 2004 році. У березні 2009 року Індія та Ізраїль підписали угоду на суму $1,4 мільярдів, згідно з якою Ізраїль продасть Індії сучасну систему протиповітряної оборони. Індія та Ізраїль також розпочали широке співробітництво в космічній сфері. У 2008 році індійська організація ISRO запустила найсучасніший ізраїльський супутник-шпигун TecSAR. У 2009 році Індія, за повідомленнями, розробила високотехнологічний супутник-шпигун RISAT-2 за значної допомоги Ізраїлю. Супутник був успішно запущений Індією у квітні 2009 року.
Згідно зі статтею в газеті «Los Angeles Times», теракти в Мумбаї 2008 року були атакою на зростаюче індійсько-ізраїльське партнерство. У статті цитується індійський віце-адмірал у відставці Премвір С. Дас: «Їхньою метою було… чітко сказати індійцям, що ваш зростаючий зв'язок з Ізраїлем — це не те, чим ви повинні займатися…». У минулому Індія та Ізраїль проводили численні спільні антитерористичні тренування.

### Німеччина

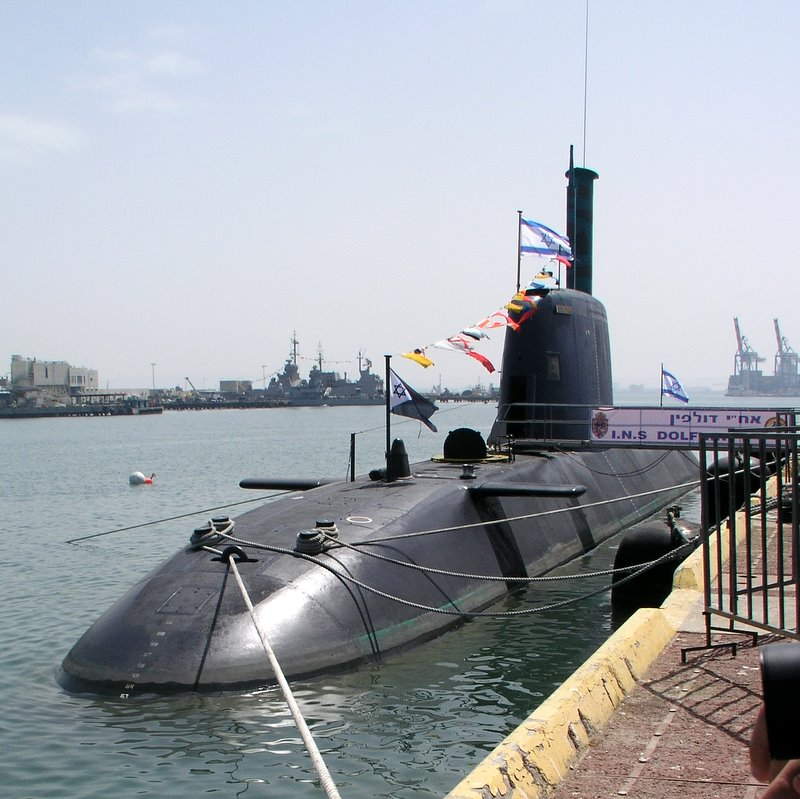
Підводний човен типу «Дольфін» німецького виробництва

Німеччина розробила Підводні човни типу «Дольфін» і поставила їх Ізраїлю. Два підводні човни були подаровані Німеччиною. Військова співпраця була стриманою, але взаємовигідною: Ізраїльська розвідка, наприклад, відправляла захоплену Варшавським договором бронетехніку до Західної Німеччини для аналізу. Результати аналізу допомогли Німеччині розробити протитанкову систему. Ізраїль також тренував членів GSG 9, німецького підрозділу з боротьби з тероризмом і спеціальних операцій. Ізраїльський танк «Меркава» Mk IV використовує німецький двигун V12, вироблений за ліцензією.
У 2008 році вебсайт DefenseNews повідомив, що Німеччина та Ізраїль спільно розробляли систему ядерного попередження, яка отримала назву Операція «Синій птах».

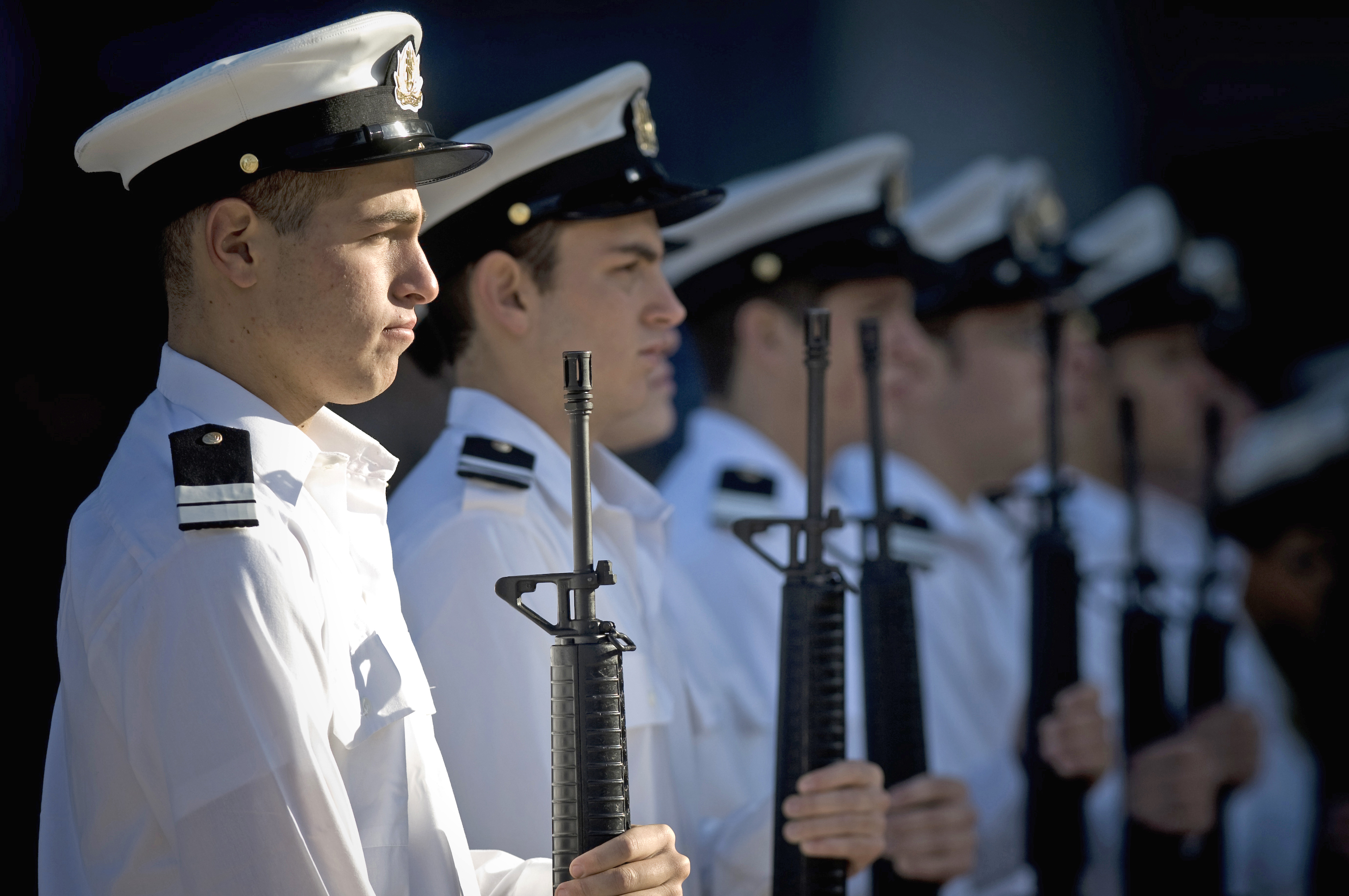
Моряки Військово-морських сил Ізраїлю

### Сполучене Королівство
Сполучене Королівство постачає обладнання та запчастини для ракетних катерів типу «Саар-4,5» і винищувачів-бомбардувальників F-4 Phantom, компоненти для малокаліберних артилерійських боєприпасів і ракет класу «повітря-земля», а також двигуни для безпілотних літальних апаратів Elbit Hermes 450. Британські поставки озброєнь до Ізраїлю в основному складаються з легкого озброєння, а також боєприпасів і компонентів для гелікоптерів, танків, бронетранспортерів і бойових літаків.

### Росія
19 жовтня 1999 року міністр оборони Китаю генерал Чі Хаотянь після зустрічі з міністром оборони Сирії Мустафою Тассом у Дамаску, Сирія, для обговорення розширення військових зв'язків між Сирією та Китаєм, вилетів безпосередньо до Ізраїлю і зустрівся з Егудом Бараком, тодішнім прем'єр-міністром і міністром оборони Ізраїлю, де вони обговорили військові відносини. Серед військових домовленостей була угода між Ізраїлем і Росією про продаж Китаю військових літаків на суму $1 мільярд, які мали вироблятися спільно Росією та Ізраїлем.
Росія купила у Ізраїлю безпілотники.

### Китай
Ізраїль є другим за величиною іноземним постачальником зброї до Китайської Народної Республіки, поступаючись лише Росії. Китай придбав у Ізраїлю широкий спектр військової техніки, в тому числі безпілотні літальні апарати і супутники зв'язку. Китай став великим ринком збуту для ізраїльської військової промисловості і виробників зброї, а торгівля з Ізраїлем дозволила йому отримати технології «подвійного призначення», які Сполучені Штати і Європейський Союз надавали неохоче. У 2010 році Яір Голан, голова Командування тилу АОІ, відвідав Китай з метою зміцнення військових зв'язків. У 2012 році Начальник Генерального штабу АОІ Бені Ґанц відвідав Китай для проведення переговорів на високому рівні з представниками китайського оборонного відомства.

### Кіпр
Ізраїль і Кіпр, які є близькими сусідами, значно покращили дипломатичні відносини з 2010 року. Під час лісової пожежі на горі Кармель Кіпр направив два літаки для допомоги Ізраїлю в гасінні пожежі, в той момент вперше кіпрським урядовим літакам було дозволено літати з ізраїльських аеродромів у нецивільній якості. Крім того, з 2010 року Ізраїль і Кіпр тісно співпрацюють у морській діяльності, пов'язаній з Газою, і, як повідомляється, розпочали широку програму обміну регіональними розвідувальними даними з метою підтримки взаємної безпеки. 17 травня 2012 року широко повідомлялося, що Повітряні сили Ізраїлю отримали необмежений доступ до кіпрського регіону польотної інформації Нікосії, і що ізраїльські авіаційні засоби, можливо, діяли над самим островом.

### Греція

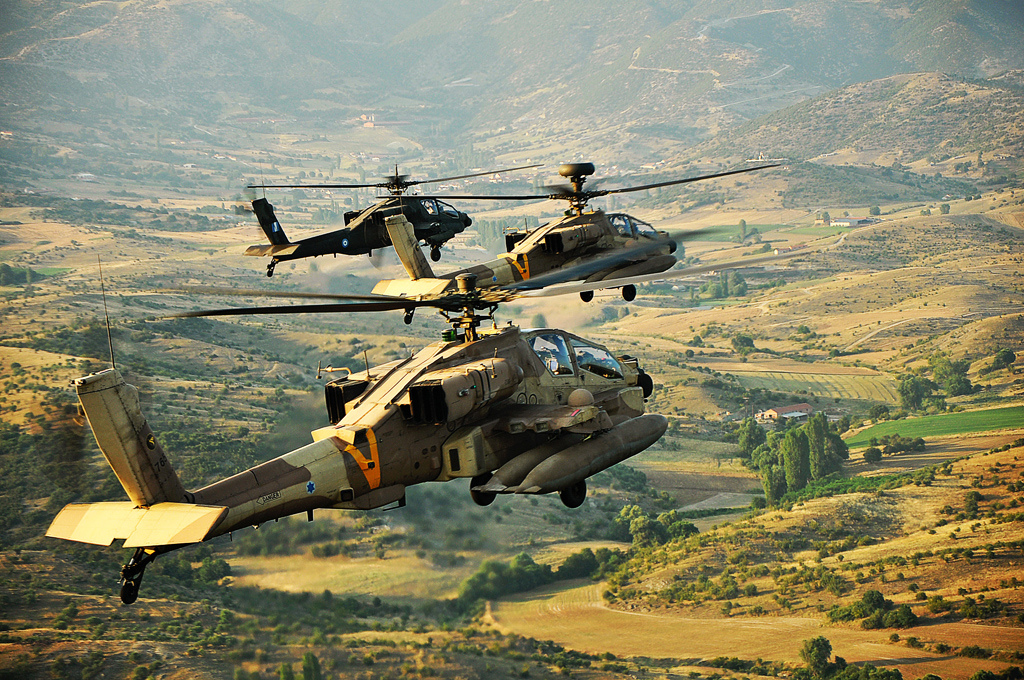
Два гелікоптери ПСІ Apache AH-64D Longbows і один грецький AH-64A пролітають над грецькою сільською місцевістю під час спільних навчань, червень 2011 року

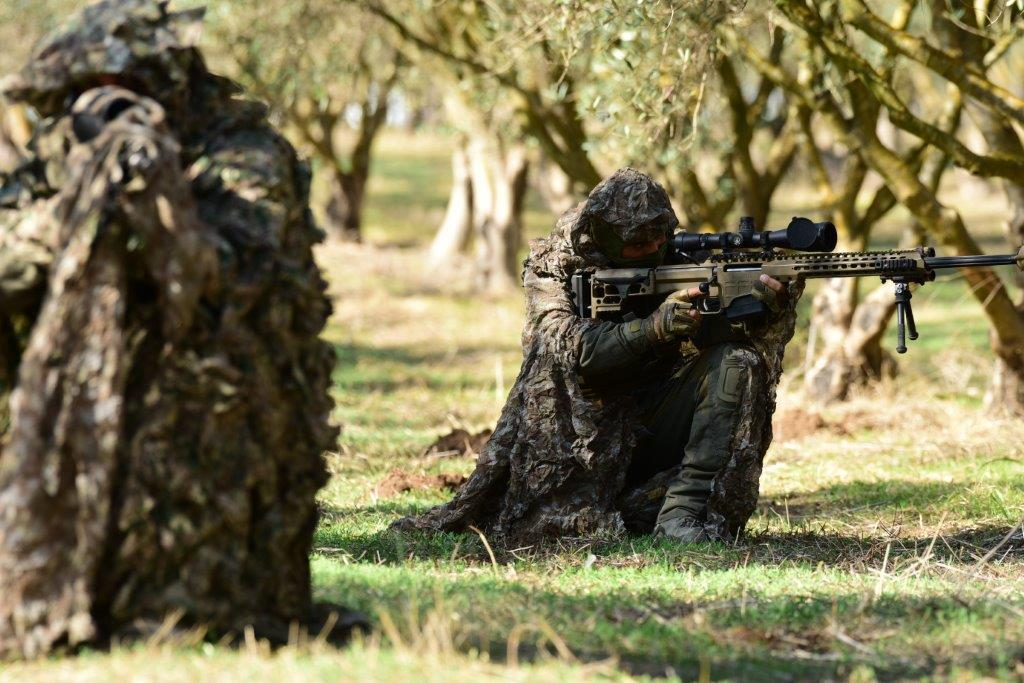
Два командос АОІ на спільних навчаннях у Греції, листопад 2019 року

Ізраїль і Греція підтримують дуже теплі військові відносини з 2008 року, в тому числі проводять військові навчання, починаючи від Ізраїлю і закінчуючи островом Крит. Навчання включають дозаправку літаків повітря-повітря на великі відстані, польоти на далекі відстані і, найголовніше, допомогу Ізраїлю в маневруванні С-300, які має Греція. Нещодавні закупівлі включають угоду на €100 мільйонів між Грецією та Ізраїлем на закупівлю фунтових бомб SPICE 1000 і SPICE 2000. Вони також підписали багато оборонних угод, в тому числі на Кіпрі, з метою забезпечення стабільності транспортування газу з Ізраїлю-Кіпру до Греції і далі до Європейського Союзу, що є першочерговим завданням для майбутньої стабільності і процвітання всіх трьох країн, яким загрожує Туреччина.

### Туреччина
Ізраїль надав Туреччині значну військову допомогу. Ізраїль продав Туреччині безпілотні літальні апарати IAI Heron, а також модернізував турецькі літаки F-4 Phantom і Northrop F-5 на суму $900 мільйонів. Основним бойовим танком Туреччини є танк Sabra ізраїльського виробництва, яких у Туреччині 170. Пізніше Ізраїль модернізував їх за 500 мільйонів доларів. Ізраїль також постачає Туреччині ракети ізраїльського виробництва, і обидві країни співпрацюють у військово-морській сфері. Туреччина дозволила ізраїльським пілотам практикувати дальні польоти над гірською місцевістю на турецькому полігоні в Коньї, а Ізраїль тренує турецьких пілотів на ізраїльському комп'ютеризованому полігоні на авіабазі «Неватім». До 2009 року турецькі військові були одним з найбільших оборонних замовників Ізраїлю. Ізраїльські оборонні компанії продавали безпілотні літальні апарати і капсули дальнього наведення.
Однак останнім часом відносини стали напруженими. Протягом останнього часу турецькі військові відмовилися брати участь у щорічних спільних військово-морських навчаннях з Ізраїлем і США. Навчання, відомі під назвою «Reliant Mermaid», були започатковані в 1998 році і включали ізраїльські, турецькі та американські військово-морські сили. Метою навчань є відпрацювання пошуково-рятувальних операцій і ознайомлення кожного військово-морського флоту з міжнародними партнерами, які також діють у Середземному морі.

### Азербайджан
Азербайджан та Ізраїль інтенсивно співпрацюють з 1992 року. Ізраїльські військові є основним постачальником бойової авіації, артилерії, протитанкового та протипіхотного озброєння до Азербайджану. У 2009 р. президент Ізраїлю Шимон Перес здійснив візит до Азербайджану, де військові відносини були ще більше розширені, а ізраїльська компанія Aeronautics Defense Systems оголосила, що збирається побудувати завод у Баку. У 2012 році Ізраїль і Азербайджан підписали угоду, згідно з якою державна компанія Israel Aerospace Industries продасть Азербайджану безпілотники, системи протиповітряної і протиракетної оборони на суму $1,6 млрд. У березні 2012 року журнал Foreign Policy повідомив, що Повітряні сили Ізраїлю, можливо, готуються використовувати військову авіабазу Сіталчай, розташовану за 500 км від іранського кордону, для нанесення повітряних ударів по ядерній програмі Ірану, що згодом було підтверджено іншими ЗМІ.

### Інші країни
Ізраїль також продавав або отримував військову техніку з Чехії, Аргентини, Португалії, Іспанії, Словаччини, Італії, Південної Африки, Канади, Австралії, Польщі, Словенії, Румунії, Угорщині, Бельгії, Австрії, Сербії, Чорногорії, Боснії і Герцеговини, Грузії, В'єтнаму і Колумбії, серед інших.

## Майбутнє

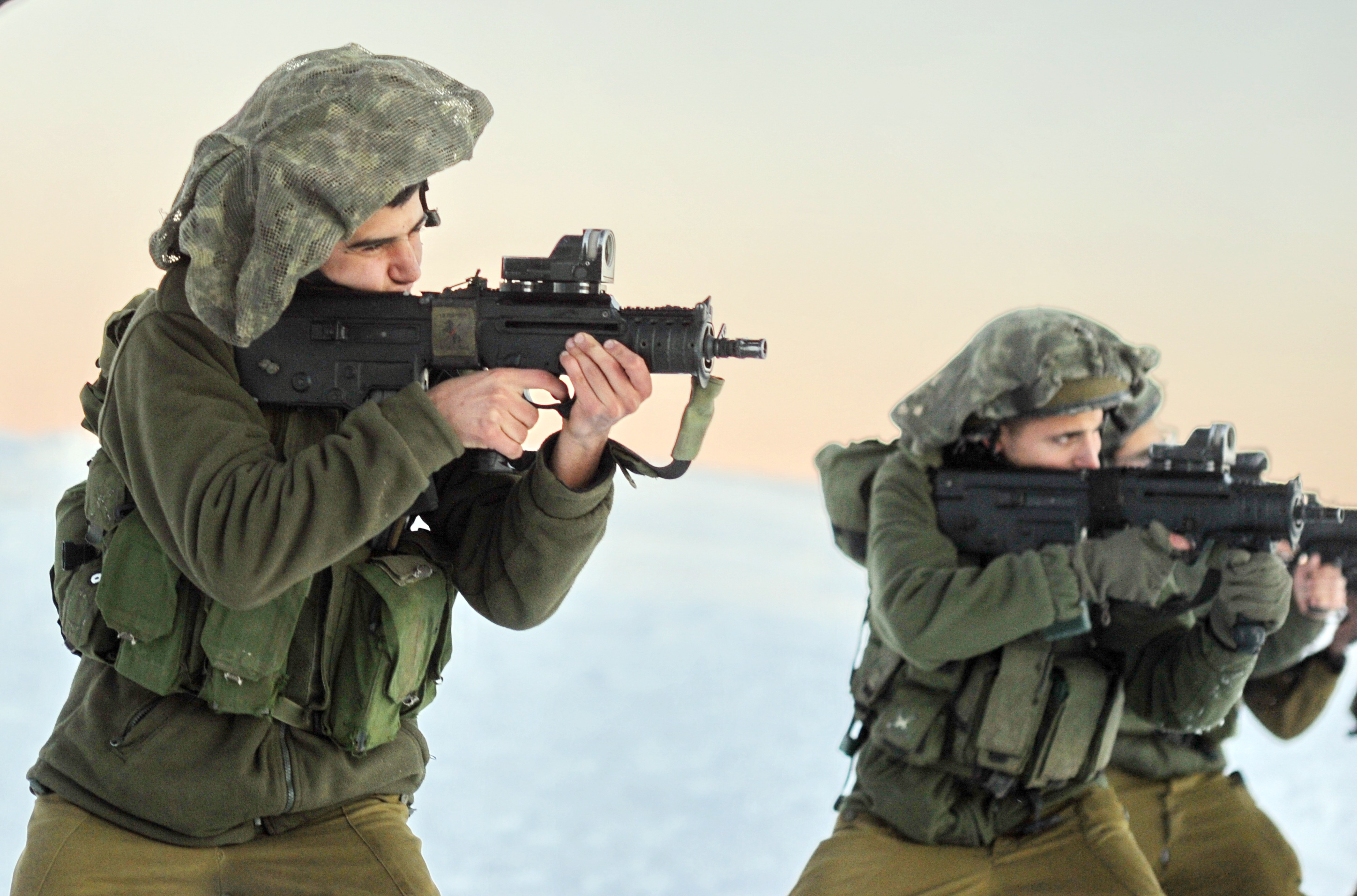
Піхота АОІ з IWI X95 «Micro-Tavor»

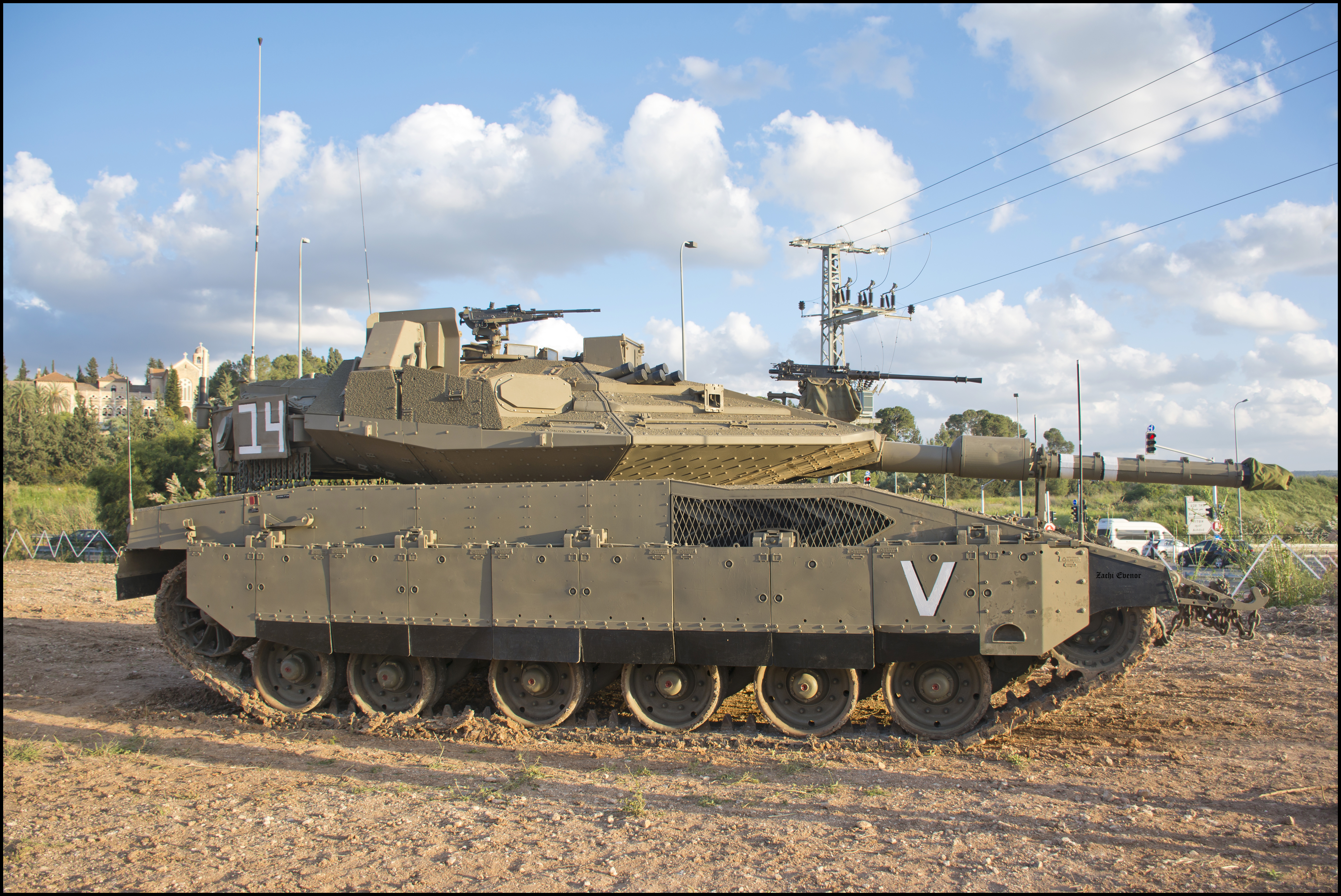
Профіль танка «Меркава» Mk 4M, озброєного 120-мм гарматою IMI, Browning M2 калібру .50, 7,62×51 мм командирським кулеметом FN MAG, та оснащеного системою активного захисту Trophy.

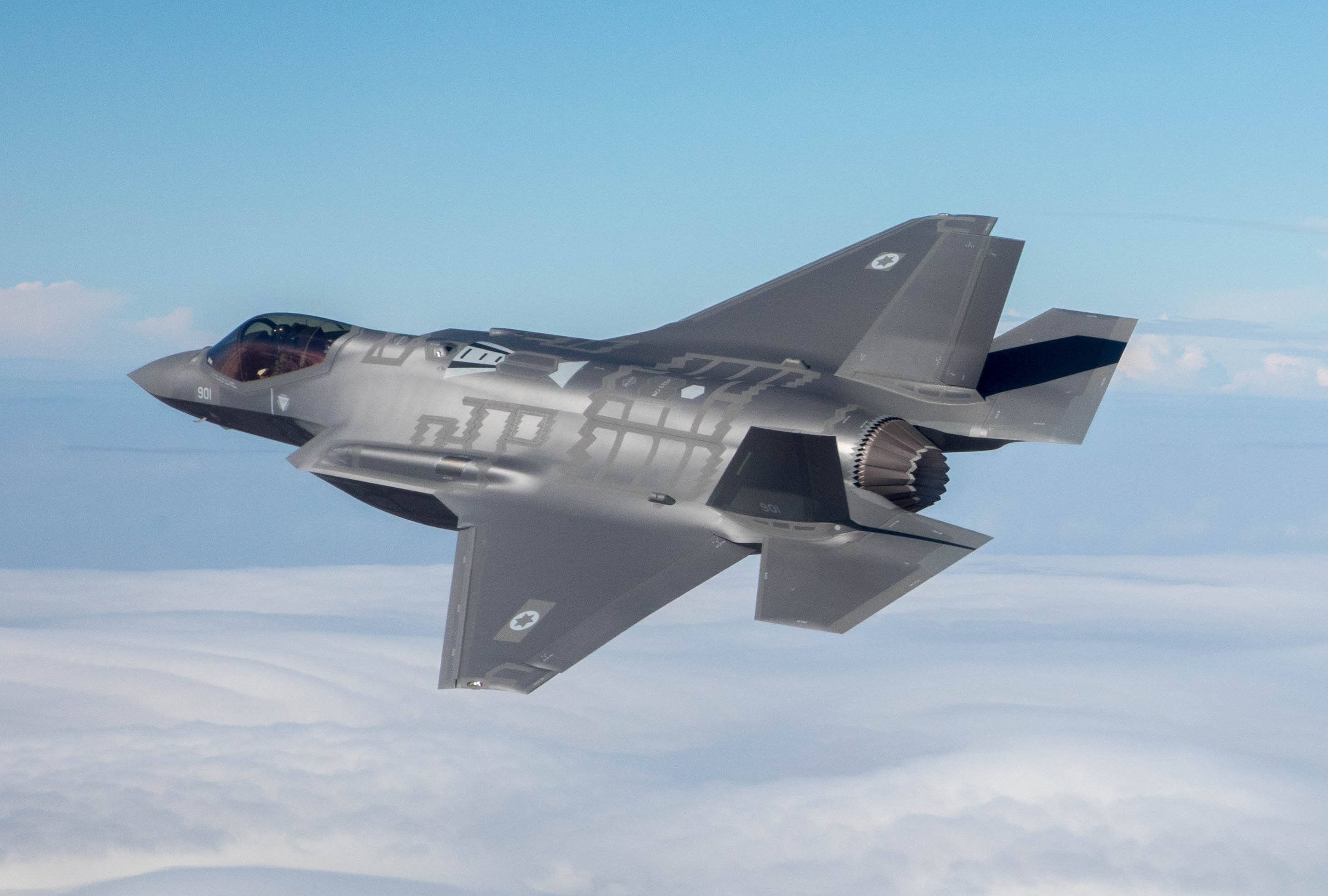
F-35I Adir Повітряних сил Ізраїлю.

Армія оборони Ізраїлю планує низку технологічних модернізацій і структурних реформ у майбутньому для своїх сухопутних, повітряних і морських підрозділів. Було посилено підготовку, в тому числі у співпраці між наземними, повітряними і військово-морськими підрозділами.
Ізраїльська армія поступово відмовляється від гвинтівки М-16 у всіх сухопутних підрозділах на користь варіантів IMI Tavor, останнім з яких є IWI Tavor X95. Крім того, АОІ замінює застарілі бронетранспортери M113 на нові БТР «Намер», 200 штук яких було замовлено в 2014 році, ББМ «Ейтан», а також модернізує БТРи «Ахзарит». Армія оборони також оголосила про плани впорядкувати свою військову бюрократію, щоб краще підтримувати свої резервні сили, які, як зазначалося у звіті Державного контролера 2014 року, недостатньо підготовлені і можуть бути не в змозі виконувати місії у воєнний час. Згідно з планами, 100.000 резервістів будуть звільнені, а підготовка решти буде покращена. Офіцерський корпус буде скорочено на 5.000 осіб. Крім того, піхотні і легкі артилерійські бригади будуть скорочені, щоб підвищити стандарти підготовки решти. Основа Артилерійського корпусу АОІ, гаубиця М109, буде поступово знята з озброєння на користь ще не визначеної заміни, причому в першу чергу розглядається заміна на ATMOS 2000 і DONAR. АОІ також планує майбутній танк на заміну «Меркаві». Новий танк зможе стріляти лазерами і електромагнітними імпульсами, працювати на гібридному двигуні, матиме екіпаж до двох осіб, буде швидшим і краще захищеним, з акцентом на такі системи захисту, як «Trophy» над бронею. Бойовий інженерний корпус Ізраїлю асимілював нові технології, головним чином у сфері виявлення тунелів і безпілотних наземних транспортних засобів і військових роботів, таких як дистанційно керовані броньовані бульдозери АОІ Caterpillar D9T «Панда», інженерний робот-розвідник Sahar і вдосконалені роботи Remotec ANDROS.
Повітряні сили Ізраїлю придбають у США до 100 винищувачів F-35 Lightning II. Літаки будуть модифіковані і отримають позначення F-35I. Вони будуть використовувати системи радіоелектронної боротьби, зовнішні крила, керовані бомби і ракети класу «повітря-повітря» ізраїльського виробництва. В рамках угоди про постачання озброєнь 2013 року ПСІ придбає у США літаки-заправники KC-135 Stratotanker і багатоцільові літальні апарати V-22 Osprey, а також сучасні радари для військових літаків і ракети, призначені для знищення радарів. У квітні 2013 року ізраїльський чиновник заявив, що протягом 40-50 років пілотовані літаки будуть поступово виведені з експлуатації безпілотними літальними апаратами, здатними виконати майже будь-яку операцію, яка може бути виконана пілотованою бойовою авіацією. Як повідомляється, ізраїльська військова промисловість знаходиться на шляху до розробки такої технології за кілька десятиліть. Ізраїль також вироблятиме тактичні супутники для військового використання.
В даний час Військово-морські сили Ізраїлю розширюють свій підводний флот, запланувавши мати шість підводних човнів типу «Дольфін». Наразі п'ять з них вже доставлені, а шостий, INS «Дракон», очікується у 2023 році. ВМС також модернізують і розширюють свій надводний флот. ВМС планує модернізувати системи радіоелектронної боротьби своїх корветів типу «Саар-5» і ракетних катерів типу «Саар-4,5», і замовив два нових класи військових кораблів: Корвет типу «Саар-6» (варіант корвета типу «Брауншвейг») і Корвет типу «Саар-72» (покращена і збільшена версія типу «Саар-4,5»). ВМС планують придбати чотири корвети типу «Саар-6» і три корвети типу «Саар-72». Ізраїль також розробляє морську артилерію, в тому числі гармату, здатну стріляти 155-мм снарядами з супутниковим наведенням на відстань від 75 до 120 кілометрів.